# 日本のユースホステル一覧
日本のユースホステル一覧（にほんのユースホステルいちらん）では、日本のユースホステルについて一覧を列挙している。なお、名称は開館中のユースホステルは最新のもの、閉館したユースホステルは閉館時のものを、開館年月日は『一般財団法人日本ユースホステル協会』との契約開始年月日、閉館年月日は契約終了年月日をそれぞれ採用している。また、ブロックの分類は『一般財団法人日本ユースホステル協会』が採用する地域ブロックを基に行っている。

## 開館中のユースホステル

### 北海道ブロック
北海道
- 桃岩荘ユースホステル（礼文郡礼文町大字香深村字モトチ）
『礼文ユースホステル』との同族経営により運営されている。
- 札幌国際ユースホステル（札幌市豊平区豊平6条）
2000年4月1日に『札幌宮ヶ丘ユースホステル』『札幌ライオンズユースホステル』の後継施設として開館。『札幌市ユース・ホステル条例』に基づき設置。開館時より2023年3月31日までは『一般財団法人北海道ユースホステル協会』が、2023年4月1日からは『一般財団法人日本ユースホステル協会』が指定管理者として運営。以前は『公営ユースホステルペアレント全国協議会』『公営キーユースホステル協議会』に加盟していた。
- 美馬牛リバティユースホステル（上川郡美瑛町美馬牛南）
- イルムの丘ユースホステル（深川市音江町字音江）
- なよろサンピラーユースホステル（名寄市字日進）
- 塩狩ヒュッテユースホステル（上川郡和寒町字塩狩）
- 池田北のコタンユースホステル（中川郡池田町字利別西町）
別称『北のコタンユースホステル』。
- 摩周湖ユースホステル（川上郡弟子屈町字弟子屈原野）
現在は『有限会社摩周湖ユースホステル』が運営する。
- 島牧ユースホステル（島牧郡島牧村字千走）
1993年に発生した『北海道南西沖地震』による津波で建物は全壊したため、現在の建物は1995年に建て替えた後のもの。現在は『有限会社島牧ユースホステル』が運営する。
- 厚岸愛冠ユースホステル（厚岸郡厚岸町奔渡→厚岸郡厚岸町湾月）
現在の建物は移転した後のもの。旧称『厚岸ユースホステル』。
- YHA清里イーハトーヴユースホステル（斜里郡清里町字向陽）
旧称『清里イーハトーヴユースホステル』。
- 屈斜路原野ユースゲストハウス（川上郡弟子屈町字屈斜路原野）
- 東大雪ぬかびらユースホステル（河東郡上士幌町字ぬかびら源泉郷北区）
現在の建物は同じ地名の別の場所から2006年7月8日に移転した後のもの。旧称『ユースホステル東大雪ぬかびら』。
- トイピルカ北帯広ユースホステル（河東郡音更町字下士幌北4線東）
- 積丹ユースホステル（積丹郡積丹町大字余別町）
- 室蘭ユースホステル（室蘭市みゆき町）
- 羽幌遊歩ユースホステル（苫前郡羽幌町栄町）
『羽幌町立ユースホステル』の後継施設として開館。
- まっかりユースホステル（虻田郡真狩村字緑岡）

### 東北ブロック
青森県
- 脇野沢ユースホステル（むつ市脇野沢瀬野川目）

岩手県
- 遠野ユースホステル（遠野市土淵町土淵字神明）
1974年10月開館。

宮城県
- メープル仙台ユースホステル（仙台市青葉区柏木）
現在の建物は1996年2月にリニューアルオープンした後のもの。旧称『仙台おんないユースホステル』。
- リアス唐桑ユースホステル（気仙沼市唐桑町中井）
現在の建物は1988年に建て替えた後のもの。『東日本大震災』による影響で休館となっていたが、2011年10月より営業を再開。旧称『唐桑ユースホステル』。
- エスポールみやぎユースホステル（仙台市宮城野区幸町）
- ウェルかも船岡ユースホステル（柴田郡柴田町船岡東）
2022年6月1日開館。『箱根早雲山ユースホステル』が『財団法人神奈川県ユースホステル協会』に運営委託された時（同協会による運営は所有者の都合により1992年11月30日付で終了するまで続いた。）に着任したペアレント夫妻が自宅を改築して新規にオープンしたもの[1]。

秋田県
- 大曲ユースホステル（大仙市藤木字甲本藤木）

山形県
- ひがしねベアフットユースホステル（東根市神町南）

福島県
- ログキャビン・ステラポートユースホステル（福島市町庭坂字神ノ森→福島市町庭坂字湯花沢）
現在の建物は2012年2月20日に移転した後のもの。初代の建物は現在、『花月ハイランドホテル』の従業員宿舎となっている。旧称『福島ユースホステル』『吾妻高原福島ユースホステル』『吾妻高原スターハントユースホステル』（何れも初代建物使用時に称していたもの。）。
- 会津の里ユースホステル（喜多方市塩川町小府根字畑ケ田）
1974年7月開館。『東日本大震災』の避難民受け入れ先として運営したため、長期休館中となっていたが、既に営業を再開している。
- ユースゲストハウスATOMA（福島市桜本字舟石）
旧称『ユースゲストハウスアトマ』。

### 関東ブロック
栃木県
- 日光杉並木ユースホステル（日光市木和田島）
旧称『ユースホステル真光苑』『ユースホステルグリーンロード日光杉並木』『グリーンロード日光杉並木ユースホステル』。

群馬県
- 草津高原ユースホステル（吾妻郡草津町大字草津）
1975年11月22日開館。現在の建物は1993年11月20日に再オープンした建て替え後のもの。
- 北軽井沢ブルーベリーユースゲストハウス（吾妻郡嬬恋村大字鎌原）

千葉県
- 九十九里浜白子ユースホステル（長生郡白子町剃金）
1978年4月1日開館。旧称『九十九里浜ユースホステル』。

東京都
- 御嶽ユースホステル（青梅市御岳山）
国民宿舎と兼営中。旧称『御嶽ホステル』『ユースホステル御嶽』。
- 小笠原ユースホステル（小笠原村父島字西町）
- 東京セントラルユースホステル（新宿区神楽河岸）
1984年4月1日に『市ヶ谷ユースホステル』の後継施設として開館。2006年3月31日でユースホステルとしては閉館し、同年4月1日から『公益財団法人東京観光財団』の運営による『東京国際ホステル』として開館、2011年4月1日からは再び『一般財団法人日本ユースホステル協会』直営のユースホステルとして再開し、現在に至っている。セントラルプラザ『RAMLA』上階に位置する。『公営ユースホステルペアレント全国協議会』『公営キーユースホステル協議会』に加盟していた。旧称『東京国際ユースホステル』『東京飯田橋国際ユースホステル』。
- ひのはらユースホステル（西多摩郡檜原村字三都郷）
1993年4月1日開館。2018年3月31日でユースホステルとしては閉館したものの、2019年4月1日から再びユースホステルとして契約、再開した。
- 東京上野ユースホステル（台東区上野）
現在の建物は2021年3月19日に再オープンした建て替え後のもの。初代の建物は撤去済み。

神奈川県
- 箱根仙石原ユースホステル（足柄下郡箱根町大字仙石原）

山梨県
- 富士吉田ユースホステル（富士吉田市下吉田）
旧称『富士吉田ホステル』。
- 石和温泉ユースホステル（笛吹市石和町山崎）
別称『石和ユースホステル』。
- 清里ユースホステル（北杜市高根町清里）
現在の建物は同じ地名の別の場所から1984年9月に移転した後のもの。初代の建物は撤去済み。
- 八ヶ岳ポニーユースホステル（北杜市小淵沢町上笹尾）
- 勝沼ぶどう郷ユースホステル（甲州市勝沼町菱山）

### 北信越ブロック
新潟県
- 清津峡温泉ユースホステル（十日町市西田尻辛）
旧称『清津峡ホステル』『清津峡ユースホステル』『ユースホステル清津峡』。
- 佐渡ベルメールユースホステル（佐渡市達者→佐渡市姫津）
1957年11月開館。現在の建物は1996年に移転した後のもの。初代ペアレントは相川町長を務めた人物。初代の建物は国民宿舎と兼営していたもので現在も宿泊施設兼国民宿舎『尖閣荘』となっている。旧称『尖閣荘』『尖閣荘ホステル』『尖閣荘ユースホステル』。
- ユースホステル池廼家（妙高市大字関川）
長期休館中（2025年4月現在。）。1958年2月開館。旧称『池廼家旅館』『池廼家ホステル』『ユースホステル池廼家』。
- 外海府ユースホステル（佐渡市岩谷口）
1965年10月開館。現在の建物は2002年5月1日に再オープンした建て替え後のもの（初代の建物は2000年に火災で焼失。）。旧称『ユースホステル旅館外海府』。
- 小千谷ふるさとの丘ユースホステル（小千谷市大字小栗山）

富山県
- 唐島荘ユースホステル（氷見市北大町）
1966年9月開館。
- 天香寺ユースホステル（下新川郡朝日町大家庄）
『天香寺』の施設の一部をユースホステルとして開放したもの。現在の建物は1999年11月1日に再オープンした建て替え後のもの。旧称『ユースホステル天香寺』。

石川県
- 能登漁火ユースホステル（鳳珠郡能登町字小木ヨ）
1963年7月開館。建物は1995年2月28日に再オープンした建て替え後のもの。旧称『菩薩館ホステル』『ユースホステルつくも』『つくも湾ユースホステル』（何れも初代建物使用時に称していた。）。

長野県
- スワコユーペンハウスユースホステル（諏訪郡下諏訪町）
現在の建物は同じ地名の別の場所から1994年10月1日に移転した後のもの。初代の建物『橋本政屋』は歴史的建造物と見なされたことから[2]、宿泊業に使用することができなくなったことによる。旧称『スワコ・ハウス』『スワコユースホステル』（何れも初代建物使用時に称していたもの。）『スワコ遊遍館ユースホステル』。
- 善光寺教授院ユースホステル（長野市大字長野元善町）
1959年5月開館。『教授院』の施設の一部をユースホステルとして開放したもの。旧称『教授院ホステル』『ユースホステル教授院』『教授院ユースホステル』。
- 立科白樺高原ユースホステル（北佐久郡立科町大字芦田八ケ野）
- 乗鞍高原温泉ユースホステル（松本市安曇字鈴蘭）
旧称『乗鞍高原ユースホステル』『のりくら高原ユースホステル』。
- 駒ヶ根ユースホステル（駒ヶ根市赤穂）
1966年2月開館。『公営ユースホステルペアレント全国協議会』に加盟していた。
- 安曇野パストラルユースホステル（安曇野市穂高柏原→安曇野市穂高有明豊里）
1975年3月開館。現在の建物は1990年に移転した後のもの。旧称『あずみ野ユースホステル』（初代建物使用時に称していた。）。
- 風の人小諸ユースホステル（小諸市大字塩野字南ヶ原）
1979年12月開館。旧称『小諸ユースホステル』。
- 上田まほろばユースホステル（上田市別所温泉）
1981年3月開館。旧『菅平高原ユースホステル』との同族経営により運営されている。
- 蓼科クライネユースホステル（茅野市大字北山）
1990年5月開館。
- 下条ランドユースホステル（下伊那郡下條村睦沢）
『佐久間吉沢ユースホステル』の後継施設として開館。
- 白馬の里シェーンドルフユースホステル（北安曇郡小谷村大字千国乙）
旧称『白馬の里ユースホステル』。
- 高社山麓みゆきの杜ユースホステル（下高井郡木島平村大字上木島）
- 入笠山湿原ユースホステル（諏訪郡富士見町富士見）

### 東海ブロック
岐阜県
- ひだ高山天照寺ユースホステル（高山市天性寺町）
長期休館中（2025年4月現在。）。1960年8月開館。『天照寺』の施設の一部をユースホステルとして開放したもの。旧称『天照寺ホステル』『ユースホステル天照寺』。
- 飛騨古川ユースホステル（飛騨市古川町高野→飛騨市古川町信包）
1982年8月7日開館。現在の建物は1992年11月に移転した後のもの。初代の建物は旧『古川スキー場』に併設するヒュッテを改装して開業した。初代の建物は既に解体済み。跡地は空き地となっている。旧称『ひだ古川ユースホステル』（初代建物使用時に称していた。）。
- 木曽路ふるさとユースホステル（中津川市落合）
- 南飛騨 赤かぶユースホステル（下呂市萩原町上呂）

静岡県
- 御前崎ユースホステル（御前崎市御前崎）
長期休館中（2025年4月現在。）。1976年7月11日開所、21日開館。『特定非営利活動法人静岡県ユースホステル協会』のホームページによると2023年夏に閉館したとのこと。
- 川根七曲宿ユースホステル（島田市川根町葛籠石風呂）
長期休館中（2025年4月現在。）。2009年8月1日開館。

愛知県
- 犬山国際ユースホステル（犬山市大字継鹿尾字氷室）
1959年6月15日開館。『愛知県観光施設条例』に基づき設置。長きにわたり『一般財団法人日本ユースホステル協会』のホームページ『東海ブロックユースホステルマップ』には掲載されていなかった（『一般財団法人日本ユースホステル協会』が公営ユースホステルに対し広報負担金の増額を要求し、「協力回答が得られるまでは情報を削除する。」こととしたため。）が、2016年4月1日より指定管理者が『一般社団法人愛知県観光協会』から『一般財団法人日本ユースホステル協会』へと変更されたことで掲載が復活することとなった。現在の建物は1995年2月17日に再オープンした建て替え後のもの。旧称『犬山ユースホステル』。
- あすけ里山ユースホステル（豊田市椿立町坂）
長期休館中（2025年4月現在。）。1998年5月3日開館。建物は廃校となった旧『足助町立椿立小学校』の施設を転用したもの。

三重県
- 伊勢志摩ユースホステル（志摩市磯部町穴川）
現在の建物は1992年8月1日に建て替えた後のもの。別称『伊勢志摩ホステル』『いせしまユースホステル』。
- ユースホステル太江寺（伊勢市二見町江）
長期休館中（2025年4月現在。）。1962年1月開館。現在は民泊施設として営業中。『太江寺』の施設の一部をユースホステルとして開放したもの。旧称『太江寺ホステル』。

### 近畿ブロック
滋賀県
- ユースホステル和邇浜青年会館（大津市和邇南浜）
旧称『湖西荘ホステル』『ユースホステル和迩浜青年会館』（一部サイトでは現在でも『ユースホステル和迩浜青年会館』の表記を使用している。）。
- 近江八幡ユースホステル（近江八幡市円山町）
旧称『勧修寺ユースホステル』『ユースホステル勧修寺』。
- 近江希望が丘ユースホステル（野洲市北櫻）

京都府
- 京都市宇多野ユースホステル（京都市右京区太秦中山町）
現在の建物は2008年7月12日に再オープンした建て替え後のもの。『京都市宇多野ユースホステル条例』に基づき設置。『公営ユースホステルペアレント全国協議会』『公営キーユースホステル協議会』に加盟。旧称『宇多野ユースホステル』。
- 天橋立ユースホステル（宮津市字中野）
1963年7月開館。『宮津市天橋立ユース・ホステル条例』に基づき設置された施設であるが、『宮津市天橋立ユース・ホステル条例を廃止する条例』に基づき2019年4月1日に条例は廃止となっている。現在は1986年より管理運営を委託されている『財団法人京都ユースホステル協会』（現名称『一般財団法人京都ユースホステル協会』。）が指定管理者として運営中。『公営ユースホステルペアレント全国協議会』に加盟。別称『天ノ橋立ユースホステル』。
- 美山ハイマートユースホステル（南丹市美山町小渕中才）

大阪府
- ユースホステル玉泉寺（豊能郡能勢町山辺）
1956年4月1日開所、5月開館。『玉泉寺』の施設の一部をユースホステルとして開放したもの。旧称『玉泉寺ホステル』。別称『ユースホステル玉泉寺林間学舎』。
- 大阪市立長居ユースホステル（大阪市東住吉区長居公園）
『長居陸上競技場』のメインスタンド内にある。現在の建物は1992年9月に再オープンした建て替え後のもの。
- 河内長野ユースホステル（河内長野市天野町）
- 大阪国際ユースホステル（高石市羽衣公園丁）
- 新大阪ユースホステル（大阪市東淀川区東中島）
- 関空オレンジハウスユースホステル（泉佐野市高松西）
2018年7月1日開館。ペアレントは『有田オレンジユースホステル』との兼務。

兵庫県
- ユースホステル諸寄荘（美方郡新温泉町諸寄）
旧称『諸寄ユースホステル』。別称『諸寄荘ユースホステル』『浜坂諸寄荘ユースホステル』。

奈良県
- 千光寺ユースホステル（生駒郡平群町大字鳴川）
国民宿舎と兼営していた。『千光寺』の施設の一部をユースホステルとして開放したもの。旧称『千光寺ホステル』。
- 奈良ユースホステル（奈良市法蓮佐保山）
1967年5月1日開館。現在の建物は『第39回国民体育大会』の会場として『奈良市鴻ノ池陸上競技場』が整備されたことに伴い、同じ地名の別の場所から『おおとり寮ホステル』のあった地へ1982年5月2日に移転した後のもの。初代の建物は既に解体され、跡地は公園の一部となっている。

和歌山県
- 有田オレンジユースホステル（有田郡湯浅町大字栖原）
ペアレントは『関空オレンジハウスユースホステル』との兼務。旧称『有田ユースホステル』。

### 中国ブロック
岡山県
- 倉敷ユースホステル（倉敷市向山）

広島県
- 自然の森M.G.ユースホステル（府中市上下町矢野）
1959年10月開館。広島県内に初めてオープンした民営のユースホステルと称している（民営の『一力館ホステル』『ユースホステル尾道友愛山荘』が当ユースホステルよりも早い時期に開館してはいるものの、こちらは元よりあった宿泊施設をユースホステルとして指定したものである。）[3]。名称にある『M.G.』とは『モダンガイド』のイニシャル文字より採用したもの。内湯のみだが矢野温泉の湯を使用している。現在の建物は1993年11月に再オープンした建て替え後のもの。旧称『M.G.S.S.ホステル』『M.Gホステル』『M.G.ユースホステル』。
- 広島西条駅前ユースホステル（東広島市西条岡町）
2013年10月1日開館[4]。

山口県
- 海峡の風（下関市火の山ユースホステル）（下関市みもすそ川町）
1960年3月開館。現在の建物は同じ地名の別の場所から2016年3月5日に移転した後のもの。『下関市火の山ユースホステルの管理等に関する条例』に基づき設置。長きにわたり『一般財団法人日本ユースホステル協会』のホームページ『中国ブロックユースホステルマップ』には掲載されていなかった（『一般財団法人日本ユースホステル協会』が公営ユースホステルに対し広報負担金の増額を要求し、「協力回答が得られるまでは情報を削除する。」こととしたため。）が、2016年3月5日のリニューアルオープン時より掲載が復活することとなった。初代の建物は解体され、跡地は駐車場となっている。『公営ユースホステルペアレント全国協議会』『公営キーユースホステル協議会』に加盟していた。旧称『火の山ユースホステル』『下関市火の山ユースホステル』『下関火の山ユースホステル』『下関市火の山ユースホステル海峡の風』。
- 萩ユースホステル（萩市大字堀内）
旧称『萩指月ユースホステル』。
- 宇部ときわ湖畔ユースホステル（宇部市開）
旧称『宇部ユースホステル』。

### 四国ブロック
徳島県
- 徳島ユースホステル（徳島市大原町字浜）
1968年8月15日開館。
- 阿波池田ユースホステル（三好市池田町西山佐古）
1996年7月1日開館。『密厳寺』の敷地の一部をユースホステルとして開放したもの。

香川県
- 小豆島オリーブユースホステル（小豆郡小豆島町西村甲）
1974年6月22日開館。

愛媛県
- 森の宿 うわじまユースホステル（宇和島市大超寺奥丙）
長期休館中（2025年4月現在。）。1969年8月20日開館。『松山（神泉園）ユースホステル』との同族経営により運営されている。旧称『宇和島ユースホステル』。
- ユースホステル新長谷寺（四国中央市寒川町）
1969年開館。『新長谷寺』の施設の一部をユースホステルとして開放したもの。現在の建物は1994年に建て替えた後のもの。旧称『ユースホステル伊予長谷寺』。
- 松山（神泉園）ユースホステル（松山市道後姫塚乙）
『神泉園ユースホステル』の後継施設として開館。ペアレントは『松山ダウンタウンユースホステル』と兼務していた。現在は『松山ユースホステル有限会社』が運営する。旧称『松山神泉園ユースホステル』『松山ユースホステル』。

高知県
- 高知ユースホステル（高知市福井東町）

### 九州ブロック
佐賀県
- 武雄温泉ユースホステル（武雄市武雄町大字永島字知財）
長期休館中（2025年4月現在。）。1973年8月3日開館。旧称『武雄ユースホステル』。

熊本県
- ユースホステル村田家旅館（阿蘇郡高森町大字高森）
- 阿蘇くじゅう高原ユースホステル（阿蘇郡南小国町大字満願寺）
『財団法人日本ユースホステル協会』直営の施設として1964年7月12日に開館。施設は2017年11月に『株式会社シェルパ』へと譲渡されている（同社は2007年より運営を担っていた会社である。）。旧称『瀬の本高原ユースホステル』『阿蘇瀬の本ユースホステル』。
- ユースピア熊本ユースホステル（熊本市中央区水前寺）
『一般財団法人熊本県青年会館』が運営する複合施設『熊本県青年会館』の建物の一部をユースホステルとして開放したもの。旧称『熊本県青年会館ユースホステル』。

大分県
- 湯布院カントリーロードユースホステル（由布市湯布院町川上）
旧称『湯布院ユースホステル』。
- 別府湯けむりの丘ユースホステル（別府市大字鉄輪）
2008年11月20日開館。通称所在地名は別府市御幸7組。

鹿児島県
- 霧島神宮前ユースホステル（霧島市霧島田口）
長期休館中（2025年4月現在。）。1991年10月1日開館。
- 湯の里ユースホステル（指宿市大牟礼）
旧称『湯の里いぶすきユースホステル』。
- 錦江湾サウスロードユースホステル（肝属郡南大隅町根占川南）
旧称『錦江湾ユースホステル』。
- あまみユースホステル（奄美市名瀬大字知名瀬）
- 加計呂麻ユースホステル（大島郡瀬戸内町大字瀬武）

沖縄県
- シティーフロント春海ユースホステル（那覇市泊）
1962年1月開館。『春海ユースホステル』との同族経営により運営されている。現在の建物は建て替え後のもの。旧称『春海荘ホステル』『ユースホステル春海荘』『那覇春海荘ユースホステル』『那覇春海ユースホステル』『春海ユースホステル』。
- エナジック沖縄国際ユースホステル（那覇市奥武山町）
現在の建物は1995年7月15日に再オープンした建て替え後のもの。初代の建物は2022年8月より運営権が『一般財団法人日本ユースホステル協会』から『株式会社エナジックインターナショナル』に承継されたことに伴い、現名称へと改称された。旧称『那覇ユースホステル』『沖縄国際ユースホステル』。
- ユースホステル高那旅館（八重山郡竹富町字竹富）
旧称『ユースホステル高那』。
- いるもて荘ユースホステル（八重山郡竹富町字上原）
旧称『西表荘ユースホステル』。別称『西表荘』。

## 事実上閉館したユースホステル
告知を出さずに閉館したユースホステルを示す（実際には閉館しているものの、諸事情により書類上は休館となっているものを含む。）。

### 北海道ブロック
北海道
- 札幌宮ヶ丘ユースホステル（札幌市中央区宮の森）
1961年1月14日開館。『札幌市ユース・ホステル条例』に基づき設置された施設であるが、1999年10月1日より当分の間休館となり、そのまま『財団法人日本ユースホステル協会』公式サイトから削除された。『札幌国際ユースホステル』は後継施設。建物は既に解体され、跡地は『円山公園』の一部となっている。旧称『札幌宮ヶ丘ユースホステル』。別称『宮ガ丘ホステル』『札幌ユースホステル』『札幌市立宮ヶ丘ユースホステル』『市立宮ヶ丘ユースホステル』『宮ヶ丘ユースホステル』。
- るべしべユースホステル（北見市留辺蘂町旭東→北見市留辺蘂町旭中央）
『財団法人日本ユースホステル協会』直営の施設として1962年に開館した。閉館時の建物は1974年12月3日に移転した後のもの。2000年9月11日より当分の間休館となり、そのまま『財団法人日本ユースホステル協会』公式サイトから削除された。初代の建物は解体済み。2代目の建物も2017年1月に解体され、跡地は空き地となっている。旧称『ルベシベユースホステル』（初代建物使用時に称していた。）。別称『ルベシベホステル』。
- 北湯沢ユースホステル（伊達市大滝区北湯沢温泉町）
1962年8月19日開館。現在の建物は1996年2月9日に再オープンした建て替え後のもの。2009年6月より当分の間休館となり、そのまま『財団法人日本ユースホステル協会』公式サイトから削除された。建物は現存するものの、廃墟と化している。
- 層雲峡ユースホステル（上川郡上川町字層雲峡）
1963年1月開館。長期休館中のまま、『一般財団法人日本ユースホステル協会』公式サイトから削除された（公式サイト上では2017年3月31日付で閉館したとの告知が掲示されている。なお、『公営ユースホステルペアレント全国協議会』には閉館時まで加盟。）。閉館後、宿泊施設としての営業は行っていなかったが、その後、運営者を変え、2018年6月15日より宿泊施設『層雲峡ホステル』の名で再オープンした。別称『層雲峡ホステル』『北海道立層雲峡ユースホステル』。
- 釧路ユースホステル（釧路市鶴ヶ岱）
1963年1月19日開館。管理人の確保困難化や施設の老朽化等により、1997年4月1日より当分の間休館となり、そのまま『財団法人日本ユースホステル協会』公式サイトから削除された。『釧路市ユース・ホステル条例』に基づき設置された施設であるが、2021年の『釧路市ユース・ホステルを廃止する条例』制定により閉館となった。建物は既に解体され、跡地は住宅地となっている。別称『釧路ホステル』『釧路市営ユースホステル』。
- 野村川湯ユースホステル（川上郡弟子屈町字跡佐登）
1964年2月開館。廃坑となった鉱山の建物を転用したもの。中途よりドライブインが新設され、兼営して開設されていた。1990年8月より当分の間休館となり、そのまま『財団法人日本ユースホステル協会』公式サイトから削除された。建物は既に解体され、跡地は空き地となっている。跡地の一部に建物が建造され、喫茶店が開店したものの、現在は閉店し、廃墟と化している。
- ニセコユースホステル（虻田郡倶知安町字旭）
1965年1月開館。1995年10月10日より当分の間休館となり、そのまま『財団法人日本ユースホステル協会』公式サイトから削除された。建物は既に解体され、跡地は『旭ヶ丘総合公園』の一部となっている。
- 大沼ユースホステル（亀田郡七飯町字西大沼）
1965年1月13日開館。1995年10月10日より当分の間休館となり、そのまま『財団法人日本ユースホステル協会』公式サイトから削除された。1988年2月より当分の間休館となり、そのまま『財団法人日本ユースホステル協会』公式サイトから削除された。建物は既に解体され、跡地は空き地となっている。
- 町立阿寒湖ユースホステル（釧路市阿寒町阿寒湖畔）
1966年開館。『北海道立ユース・ホステル条例の一部を改正する条例』に基づき設置された施設であるが、1988年11月より当分の間休館となり、そのまま『財団法人日本ユースホステル協会』公式サイトから削除された。建物は既に解体され、跡地は駐車場となっている。旧称『阿寒道立ユースホステル』『町立阿寒ユースホステル』。別称『阿寒町立ユースホステル』。
- 中山峠ユースホステル（虻田郡喜茂別町字川上）
1967年1月開館。1997年4月1日より当分の間休館となり、そのまま『財団法人日本ユースホステル協会』公式サイトから削除された。建物は既に解体され、跡地は空き地となっている。
- 利尻ユースホステル（利尻郡利尻町沓形字泉町）
1968年5月1日開所、7月開館。1989年4月より当分の間休館となり、そのまま『財団法人日本ユースホステル協会』公式サイトから削除された。『利尻グリーンヒルユースホステル』は後継施設。1968年5月より利尻町が建物を所有し、運営も担っていたが、1974年より個人経営に移行、1981年にはその経営者に建物を売却している。1993年6月までに建物は解体され、跡地は住宅地となっている。旧称『利尻町立ユースホステル』。

### 東北ブロック
青森県
- 深浦ユースホステル（西津軽郡深浦町大字深浦字岡町）
1962年1月開館。『荘厳寺』の施設の一部をユースホステルとして開放したもの。1996年4月29日より当分の間休館となり、そのまま『財団法人日本ユースホステル協会』公式サイトから削除された。旧称『荘厳寺ホステル』『ユースホステル荘厳寺』。別称『荘厳寺』『荘厳寺ユースホステル』。
- 西十和田ユースホステル（黒石市大字板留字長坂下）
1963年12月開館。『青森県ユース・ホステル条例』に基づき設置された施設。1987年3月より当分の間休館となり、そのまま『財団法人日本ユースホステル協会』公式サイトから削除された。『青森県ユース・ホステル条例を廃止する条例』に基づき黒石市に移管された。『黒石市西十和田ユース・ホステル設置条例』に基づき設置された施設であるが、『黒石市西十和田ユース・ホステル設置条例を廃止する条例』制定により閉館となった。放置された建物を転用する形で2014年10月10日に宿泊施設『森のあかり』として再オーブンした[5]ものの、現在は休業中となっている。

岩手県
- 花巻ユースホステル（花巻市下シ沢字大久保）
1966年6月22日開館。宿泊客の大幅な減少や施設の老朽化によって赤字を抱えたため、1993年4月1日より当分の間休館となり、そのまま『財団法人日本ユースホステル協会』公式サイトから削除された。『花巻市ユースホステル条例』に基づき設置された施設であるが、2001年の『花巻市ユースホステル条例を廃止する条例』制定により閉館となった。建物は既に解体され、跡地は空き地となっている。
- 陸前高田ユースホステル（陸前高田市気仙町字砂盛）
『財団法人日本ユースホステル協会』直営の施設として1969年12月18日に開館。長期休館中のまま、『財団法人日本ユースホステル協会』公式サイトから削除された（『東日本大震災』により建物が壊滅的被害を受けたことから、『一般財団法人日本ユースホステル協会』の公式サイト上では閉館したとの案内が出されている。）。海中に没した一部土地を含め、敷地は2017年11月に『一般財団法人日本ユースホステル協会』から陸前高田市へと譲渡されている。建物は『高田松原津波復興祈念公園』内の震災遺構として現状のまま永久保存される。
- しずくいしユースホステル（岩手郡雫石町大字長山第10地割字早坂）
建物は現存するものの、宿泊施設としての営業は行っていない。旧称『岩手山麓雫石ユースホステル』。

宮城県
- 木村屋旅館ユースホステル（白石市福岡蔵本字鎌先一番）
旅館と兼営していた。閉館後も宿泊施設『にごり湯の宿湯守木村屋』の名で営業を継続していたが、新型コロナウイルスの感染拡大による宿泊客の著しい減少や先行きの見通し難と館内スプリンクラーの設備不備に関する修繕費用を捻出する見込みが立たないことから2020年3月23日を以って事業を停止し廃業した。運営法人である『株式会社木村屋旅館』は1964年4月に法人に改組して発足した企業であり、2008年8月18日に仙台地方裁判所へ民事再生手続開始を申し立て、2009年の再生計画が認可、2012年9月には民事再生手続きが終結していた。同社は2020年7月6日開催の臨時株主総会にて『株式会社南風見観光』への売却が承認されているものの、現在まで営業を再開していない。旧称『木村屋旅館』『木村屋ホステル』『ユースホステル木村屋』。
- 南蔵王ユースホステル（刈田郡七ヶ宿町字長老）
1960年7月25日開所、9月開館。『財団法人日本ユースホステル協会』が公営ユースホステルに対し広報負担金の増額を要求し、「協力回答が得られるまでは情報を削除する。」こととなった経緯がある。建物は既に解体され、跡地は空き地となっている。旧称『南蔵王ホステル』。別称『宮城県南蔵王ユースホステル』『蔵王ユースホステル』。
- パイラ松島・奥松島ユースホステル（東松島市野蒜字南赤崎）
『財団法人日本ユースホステル協会』直営の施設として1968年7月10日に開館。長期休館中のまま、『財団法人日本ユースホステル協会』公式サイトから削除された（『東日本大震災』により建物が壊滅的被害を受けたことから、『一般財団法人日本ユースホステル協会』の公式サイト上では閉館したとの案内が出されている。）。休館時の建物は1994年7月10日に再オープンした建て替え後のもの。建物は既に解体され、跡地は空き地となっている。旧称『松島ユースホステル』。

秋田県
- 十和田ユースホステル（鹿角郡小坂町大字十和田湖字生出）
1961年12月開館。『財団法人秋田観光開発公社』（現名称『株式会社秋田県物産振興会』。）が運営していた施設。ホテルと兼営していた。長期休館中のまま、『財団法人日本ユースホステル協会』公式サイトから削除されている。
- ユースホステル鎌田屋旅館（横手市寿町）
1964年10月開館。旅館と兼営していた。閉館時の建物は1987年7月15日に建て替え再開した後のもの。1993年3月1日より当分の間休館となり、そのまま『財団法人日本ユースホステル協会』公式サイトから削除された。現在は宿泊施設『横手の街宿　かまだや』の名で営業中。旧称『鎌田屋旅館』。
- 男鹿シーサイドユースホステル（男鹿市北浦湯本字中里）
1965年6月24日開所、10月開館。1997年2月1日より当分の間休館となり、そのまま『財団法人日本ユースホステル協会』公式サイトから削除された。男鹿市の誘致により、市有地を無償提供されて開設した経緯がある。閉館後、建物は2005年2月10日までに解体され、跡地は空き地となっている。旧称『男鹿ユースホステル』。

山形県
- ユースホステル柏屋みちのく荘（山形市蔵王温泉）
1968年6月開館。国民宿舎と兼営していた。1983年2月21日に発生した蔵王観光ホテル火災により建物は全焼し、休館、そのまま再開されることなく閉館した。閉館後、建物は解体され、跡地は更地となっていたが、2004年に『蔵王プラザホテル』とその社員寮が建てられた。旧称『「柏屋新館」みちのく荘』『柏屋みちのく荘』。別称『みちのく荘』『「柏屋みちのく荘」新館』。

福島県
- ユースホステル磐梯友愛山荘（耶麻郡猪苗代町字葉山）
1963年1月開館。『友愛青年同志会』『財団法人日本友愛青年協会』（現名称『公益財団法人友愛』。）運営の施設をユースホステルとして指定したもの。長期休館中のまま、『財団法人日本ユースホステル協会』公式サイトから削除された。『国設猪苗代スキー場』の敷地内に所在していた。建物は既に解体済み。旧称『磐梯友愛山荘』。
- 平ユースホステル（いわき市平下神谷字釜ノ台）
1967年4月開所、5月開館。長期休館中のまま、『財団法人日本ユースホステル協会』協会公式サイトから削除された。『いわき市ユース・ホステル条例』に基づき設置された施設であるが、長期休館中に発生した『東日本大震災』の影響により建物が壊滅的被害を受けたこともあり、同条例は2011年に廃止され、閉館となった。建物は既に解体され、跡地は空き地となっている。開館時より『ホステリングガイド』及び『一般財団法人日本ユースホステル協会』のホームページ『東北ブロックユースホステルマップ』には掲載されていなかったが、これは『一般財団法人日本ユースホステル協会』が公営ユースホステルに対し広報負担金の増額を要求し、「協力回答が得られるまでは情報を削除する。」こととしたためである（『公営ユースホステルペアレント全国協議会』には閉館時まで加盟。）。

### 関東ブロック
茨城県
- 偕楽園ユースホステル（水戸市緑町）
1996年10月1日開館。設置した茨城県が理由者数減等を理由に2024年3月31日で廃止する方針を決め、同日付で閉館された[6]。2007年より『ホステリングガイド』に掲載されなくなり、ユースホステルとしては事実上閉館した形となっていた（『一般財団法人日本ユースホステル協会』が公営ユースホステルに対し広報負担金の増額を要求し、「協力回答が得られるまでは情報を削除する。」こととしたため。）。『公営ユースホステルペアレント全国協議会』に加盟していた。

栃木県
- 日光ユースホステル（日光市所野）
1959年開館。1999年9月30日より当分の間休館となり、そのまま『財団法人日本ユースホステル協会』公式サイトから削除された。建物は日光市の所有となっており、現存するものの、廃墟と化している。建て替え名目で近隣の地に建設された公共の宿『日光市交流促進センター』（日光温泉旅の宿風のひびき）はユースホステルとしては開館していない（ユースホステルとしての契約が終了した後も『公営ユースホステルペアレント全国協議会』には加盟していたが、その後脱退している。）。別称『日光ホステル』。建物は芦原義信の設計[7]。所有者の日光市に対しては売却による利活用を求める意見が寄せられている[8]。

群馬県
- 榛名高原ユースホステル（高崎市榛名湖町）
1960年3月開館。1999年4月1日より当分の間休館となり、そのまま『財団法人日本ユースホステル協会』公式サイトから削除された。『財団法人群馬県観光開発公社』（現名称『公益財団法人群馬県観光物産国際協会』。）に運営を委託していた。建物は既に解体され、跡地は空き地となっている。別称『榛名高原』『榛名高原ホステル』『群馬県榛名高原ユースホステル』『榛名ユースホステル』。

埼玉県
- 奥秩父レイクビューユースホステル（秩父市大滝）
1960年8月開館。『埼玉県秩父ユース・ホステル条例』『埼玉県ユース・ホステル条例』に基づき設置された施設。2006年より『ホステリングガイド』に掲載されなくなり、ユースホステルとしては事実上閉館した形となった。閉館後も宿泊施設『奥秩父レイクビューホステル』の名で営業を継続していたが、現在は廃業した模様（ユースホステルとしての契約が終了した後も『公営ユースホステルペアレント全国協議会』には加盟していたが、その後脱退している。）。建物は現存するものの、廃墟と化している。旧称『秩父ユースホステル』『奥秩父レイクユースホステル』。別称『秩父ホステル』『埼玉県秩父ユースホステル』。
- 鎌北湖レイクビューユースホステル（入間郡毛呂山町大字権現堂）
1964年開館。『埼玉県秩父ユース・ホステル条例の一部を改正する条例』『埼玉県ユース・ホステル条例』に基づき設置された施設。2006年より『ホステリングガイド』に掲載されなくなり、ユースホステルとしては事実上閉館した形となった。閉館後も宿泊施設『鎌北湖レイクビューホステル』の名で営業を継続していたが、現在は廃業した模様（ユースホステルとしての契約が終了した後も『公営ユースホステルペアレント全国協議会』には加盟していたが、その後脱退している。）。建物は現存するものの、廃墟と化している。旧称『鎌北湖ユースホステル』『鎌北レイクユースホステル』。

千葉県
- ユースホステルひらのや（富津市篠部）
民営宿泊施設と兼営していた。閉館時の建物は同じ地名の別の場所から移転した後のもの。現在、初代の建物は『丸井建設工業株式会社』の本社、2代目の建物は『ヒライ工業』の社屋としてそれぞれ活用されている。旧称『ヒラノヤホステル』『ひらのやホステル』『ひらのや』。別称『富津ヒラノヤ』『ヒラノヤユースホステル』。

神奈川県
- 相模湖ユースホステル（相模原市緑区与瀬）
1963年10月開館。『1964年東京オリンピック』のカヌー競技が相模湖で開催されたことに併せて開設された選手村施設をユースホステルとして開放したもの。1994年3月31日付で当分の間休館となり、そのまま『財団法人日本ユースホステル協会』公式サイトから削除された。閉館時は『神奈川県観光株式会社』（現名称『神奈中観光株式会社』。）が運営していた。建物は既に解体され、跡地は空き地及び神奈川県の施設『相模湖交流センター』の駐車場となっている。別称『相模湖ホステル』。
- 湘南ユースホステル（茅ヶ崎市中海岸）
1964年7月開館。1996年4月1日より当分の間休館となり、そのまま『財団法人日本ユースホステル協会』公式サイトから削除された。閉館時は『神奈川県観光株式会社』（現名称『神奈中観光株式会社』。）が運営していた。建物は既に解体され、跡地は『茅ヶ崎公園』の駐車場となっている。

山梨県
- 富士西湖ユースホステル（南都留郡富士河口湖町西湖西）
1959年7月13日開館。1996年4月1日より当分の間休館となり、そのまま『財団法人日本ユースホステル協会』公式サイトから削除された。建物は既に解体され、跡地は公園となっている。別称『西湖ユースホステル』『山梨県富士西湖ユースホステル』。

### 北信越ブロック
富山県
- 瑞竜寺ユースホステル（高岡市関本町）
『瑞龍寺』の施設の一部をユースホステルとして開放したもの。旧称『ユースホステル瑞竜寺』。別称『ユースホステル瑞龍寺』。

石川県
- 奥能登ユースホステル（鳳珠郡能登町字宇出津ウ）
1962年6月開館。1993年4月1日より当分の間休館となり、そのまま『財団法人日本ユースホステル協会』公式サイトから削除された。現在、建物は能登町の施設『能登町ハーモニーセンター』の一部として活用されている。別称『奥能登ホステル』。
- ユースホステルかのや（白山市八幡町ヲ）
旅館と兼営していた。閉館後、建物は建て替えられ、現在は宿泊施設『民宿旅館かのや』の名で営業中。旧称『かのや舟岡ホステル』。

福井県
- 小浜ユースホステル（小浜市青井）
『若狭湾観光株式会社』が運営していた施設。建物は既に解体され、跡地は空き地となっている。

長野県
- 美ヶ原高原三城ユースホステル（松本市大字入山辺）
1955年5月開館。建物はペアレントの別荘であった施設を転用したもの。民営宿泊施設と兼営していた。1992年8月1日より当分の間休館となり、そのまま『財団法人日本ユースホステル協会』公式サイトから削除された。建物は既に解体され、跡地は空き地となっている。旧称『高嶺ヒュツテ』『ホステル・高嶺』『高嶺ヒュッテホステル』『高原ヒュッテホステル（美ヶ原山荘）』『ユースホステル高原ヒュッテ（美ヶ原山荘）』『ユースホステル高原ヒュッテ』。別称『高嶺ホステル』。
- 軽井沢ユースホステル（北佐久郡軽井沢町大字軽井沢字北吉ヶ沢）
1959年6月開館。1991年9月30日より当分の間休館となり、そのまま、『財団法人日本ユースホステル協会』公式サイトから削除された。建物は現存するものの、廃墟と化している（建物は長野県から軽井沢町に譲渡されたものであり、当面の間は現在の状況にて留め置かれることとなっている。）。『軽井沢町ユースホステル条例』は現在も存続。別称『長野県軽井沢ユースホステル』。
- 白樺湖ユースホステル（茅野市大字北山）
1962年7月開館。2007年4月より当分の間休館となり、そのまま『財団法人日本ユースホステル協会』公式サイトから削除された。『2009年（平成21年）度茅野市一般会計補正予算』にて解体工事費が計上され、建物は解体された。跡地は空き地となっている。

### 東海ブロック
静岡県
- 熱海ホステル
『静岡県ユースホステル協会』（現名称『*特定非営利活動法人静岡県ユースホステル協会』。）設立時の幹部が1956年7月に開業したユースホステル。開業から程なくして運営者がユースホステル活動から離反したため、閉業年月日が不明なままとなっている。
- 伊東ユースホステル（伊東市川奈）
1960年6月6日開館。1999年4月1日より当分の間休館となり、そのまま『財団法人日本ユースホステル協会』公式サイトから削除された。建物は既に解体され、跡地は駐車場となっている。別称『静岡県伊東ユースホステル』。
- 水月院山荘ユースホステル（静岡市葵区俵峰）
1961年6月1日開館。『水月院』の施設の一部をユースホステルとして開放したもの。1993年5月より当分の間休館となり、そのまま『財団法人日本ユースホステル協会』公式サイトから削除された。建物は現存。旧称『水月院山荘ホステル』『ユースホステル水月院山荘』。
- 三保ユースホステル（静岡市清水区三保）
1965年6月1日開館。静岡県が建設し、清水市に無償貸与されていた。開館時より運営していた『三保の松原観光事業協同組合』の解散に伴って1998年5月から休館していたが、静岡県と清水市の補助により施設を改修し1999年5月より『清水市観光協会』の運営により再開館した経緯がある。2006年7月1日より当分の間休館となり、そのまま『財団法人日本ユースホステル協会』公式サイトから削除された。『静岡市清水三保ユース・ホステル条例』に基づき設置された施設であるが、2005年4月に公布された『静岡市清水三保ユース・ホステル条例を廃止する条例』制定により閉館となった。建物は既に解体され、跡地は駐車場及び静岡市の施設『清水三保海の家』が建てられた。
- 修善寺ユースホステル（伊豆市修善寺）
『伊豆臼井ユースホステル』の後継施設、『財団法人日本ユースホステル協会』直営の施設として1974年4月10日に開所、20日に開館。修善寺町との間で町内の土地と『伊豆臼井ユースホステル』の敷地を交換して開設したもの。老朽化と利用客の減少等の理由により2012年4月1日より当分の間休館となり、そのまま『財団法人日本ユースホステル協会』公式サイトから削除された。建物は現存するものの、廃墟と化している。
- 佐久間吉沢ユースホステル（浜松市天竜区佐久間町浦川字吉沢）
1978年3月16日開館、19日開所。建物は廃校となった旧『佐久間町立吉沢小学校』の初代施設の一部を転用したもの。1990年4月1日より当分の間休館となり、そのまま『財団法人日本ユースホステル協会』公式サイトから削除された。『下条ランドユースホステル』は後継施設。建物が『浜松海の星高等学校』(現名称『浜松聖星高等学校』。）の施設に転用されることが決定したため、移転した経緯がある。ユースホステルとして活用した建物は既に解体され、跡地は空き地となっている（ユースホステルとしては活用していなかった施設は現存し、地区の集会所として活用されている。）。

愛知県
- 知多半島ユースホステル（知多郡美浜町大字小野浦字福島）
1968年開館。長期休館中のまま、『一般財団法人日本ユースホステル協会』公式サイトから削除された。現在、建物の一部は喫茶店として営業中。
- 名古屋ユースホステル（名古屋市千種区田代町字瓶杁）
1968年4月開館。2006年1月4日を以って宿泊の受付を取り止め、同日より当分の間休館となり、そのまま『財団法人日本ユースホステル協会』公式サイトから削除された。『市立名古屋ユース・ホステル条例』に基づき設置された施設であるが、宿泊を通じて交歓する施設としての役割低下や耐震改修及び老朽化対策に多額の費用が掛かることを理由に『市立名古屋ユース・ホステル条例を廃止する条例』が制定され、2007年3月31日付で閉館となった。建物は既に解体され、跡地は空き地となっている。
- 伊良湖ガンダーラユースホステル（田原市伊良湖町宮下）
1986年3月15日開館。1987年10月1日より当分の間休館となり、そのまま『財団法人日本ユースホステル協会』公式サイトから削除された。『はず観音ユースホステル』との同族経営により運営されていた。閉館後、建物は宿泊施設『ホテルガンダーラ』の名で営業を継続した後、他ホテルの従業員寮にも転用された。現在は廃墟と化している。

三重県
- 尾鷲ユースホステル（尾鷲市大字大曽根浦）
1965年7月10日開館。老朽化と利用客の減少等の理由により1985年4月より当分の間休館となり、そのまま『財団法人日本ユースホステル協会』公式サイトから削除された。建物は現存するものの、廃墟と化している。建物を解体し、ログハウス的な宿泊施設の建設が計画されたが実現に至っていない。『尾鷲ユース・ホステル条例』は現在も存続。

### 近畿ブロック
京都府
- 峰定寺ホステル（京都市左京区花脊原地町）
峰定寺の施設の一部をユースホステルとして開放したもの。
- 丹後半島ユースホステル（京丹後市丹後町間人）
1966年2月開館。1996年1月より当分の間休館となり、そのまま『財団法人日本ユースホステル協会』公式サイトから削除された。建物は既に解体済み。

兵庫県
- 浜坂ユースホステル（美方郡新温泉町芦屋）
1966年2月4日開館。2008年11月より当分の間休館となり、そのまま『財団法人日本ユースホステル協会』公式サイトから削除された。建物は現存するものの、廃墟と化している。
- 余部ユースホステル（香美町香住区余部）
1966年7月開館。1995年3月より当分の間休館となり、そのまま『財団法人日本ユースホステル協会』公式サイトから削除された。『香美町余部ユース・ホステル条例』に基づき設置された施設であるが、2016年6月を以って同条例が廃止されたことに伴い、閉館となった。建物も同年に解体され、跡地は空き地となっている。

奈良県
- 多武峰ユースホステル（桜井市大字多武峰）
1964年11月開館。1986年3月より当分の間休館となり、そのまま『財団法人日本ユースホステル協会』公式サイトから削除された。建物は既に解体され、跡地は駐車場となっている。
- 当麻ユースホステル（葛城市當麻）
1970年2月開館。工場の寮を転用したもの。建物は既に解体され、跡地は住宅地となっている。

和歌山県
- 那智ユースホステル（東牟婁郡那智勝浦町大字浜ノ宮）
1959年6月開館。『和歌山県那智ユースホステル条例』に基づき設置された施設。建物は和歌山県の施設として1959年6月に建設され、1982年に那智勝浦町へと移管されたもの。利用者の減少や老朽化等を理由に1988年12月より当分の間休館となり、そのまま『財団法人日本ユースホステル協会』公式サイトから削除された。国の補助金により建設されたことから、休館となった後も建物は長らく放置され続けていたが、1998年9月17日開会の那智勝浦町議会により費用が予算化され、解体された。現在、跡地は『渚の森公園』の駐車場となっている。別称『和歌山県那智ユースホステル』。
- 日の岬ユースホステル（日高郡美浜町大字三尾）
1963年7月開館。1985年9月より当分の間休館となり、そのまま『財団法人日本ユースホステル協会』公式サイトから削除された。『日の岬ユースホステル条例』に基づき設置された施設であるが、1995年6月26日を以って同条例が廃止されたことにより、閉館となった。建物は既に解体され、跡地は空き地となっている。
- かつらぎユースホステル（伊都郡かつらぎ町大字移）
1965年10月開館。1996年より当分の間休館となり、そのまま『財団法人日本ユースホステル協会』公式サイトから削除された。建物は現存するものの、宿泊施設としての営業は行っていない。旧称『かつらぎホステル』。
- 高野山ユースホステル（伊都郡高野町大字高野山）
1995年10月1日開館。2010年夏より当分の間休館となり、そのまま『財団法人日本ユースホステル協会』公式サイトから削除された。青厳寺の施設の一部をユースホステルとして開放したもの。

### 中国ブロック
鳥取県
- 若桜氷の山ユースホステル（八頭郡若桜町大字舂米）
告知がないまま、閉館となった模様。その後もユースホステルの名称を使用したまま、宿泊施設として営業を継続していたが、2008年冬に廃業したことがホームページにて公表されている[9]。建物は既に解体され、跡地は空き地となっている。

島根県
- 立久恵峡ユースホステル（出雲市乙立町）
1962年8月10日開館。長期休館中のまま、『財団法人日本ユースホステル協会』公式サイトから削除された。2006年7月の豪雨により建物が水没し、再開するためには多額の費用が必要となることが判明したため、そのまま閉館することとなった。建物は2008年8月に解体されている。開館時より『財団法人日本ユースホステル協会』のホームページ『中国ブロックユースホステルマップ』には掲載されていなかったが、これは『財団法人日本ユースホステル協会』が公営ユースホステルに対し広報負担金の増額を要求し、「協力回答が得られるまでは情報を削除する。」こととしたためである（『公営ユースホステルペアレント全国協議会』には閉館時まで加盟。）。
- 隠岐の島ユースホステル（隠岐郡隠岐の島町布施）
1966年5月28日開館。2000年2月より当分の間休館となり、そのまま『財団法人日本ユースホステル協会』公式サイトから削除された。『隠岐の島町ユース・ホステル設置及び管理条例』に基づき設置（昭和40年布施村条例第17号として制定された『隠岐の島ユース・ホステル条例』は合併により発足した隠岐の島町にも条例第172号として引き継がれている。）された施設であるが、2014年3月13日議決の『隠岐の島町ユース・ホステル設置及び管理条例を廃止する条例』により、閉館となった。建物は既に解体され、跡地は空き地となっている。旧称『隠岐ノ島ユースホステル』。

### 四国ブロック
徳島県
- 鳴門ユースホステル（鳴門市撫養町林崎字北殿町）
1963年3月27日開所、4月10日開館。1984年6月より当分の間休館となり、そのまま『財団法人日本ユースホステル協会』公式サイトから削除された。『鳴門ユース・ホステル条例』は現在も存続。建物は現存するものの、廃墟と化している。

香川県
- 高松市ユースホステル（高松市岡本町）
1962年9月14日開館。1992年10月より当分の間休館となり、そのまま『財団法人日本ユースホステル協会』公式サイトから削除された。『高松琴平電気鉄道に運営を委託していた。建物は既に解体され、跡地は『岡本公園』となっている

。
- 津田ユースホステル（さぬき市津田町津田）
1971年9月開館。1989年2月より当分の間休館となり、そのまま『財団法人日本ユースホステル協会』公式サイトから削除された。
- 高松屋島山荘ユースホステル（高松市屋島中町）
1971年9月開館。告知がないまま、2000年3月31日頃に閉館となった模様。木工業の経営にあたっていたペアレントが妻の実家が営んでいた『栗林ユースホステル』の経営を手伝うようになったことを契機に開業した。建物は解体済み。旧称『屋島山荘ユースホステル』。

愛媛県
- 奥道後ユースホステル（松山市杉立町）
1963年1月開館。1980年3月より当分の間休館となり、そのまま『財団法人日本ユースホステル協会』公式サイトから削除された。建物は既に解体され、跡地は空き地となっている。
- 神泉園ユースホステル（松山市道後町→松山市道後今市）
1965年1月開館。1986年より当分の間休館となり、そのまま『財団法人日本ユースホステル協会』公式サイトから削除された。閉館時の建物は1970年2月に移転した後のもの。『松山（神泉園）ユースホステル』は後継施設。初代の建物は取り壊され、跡地は店舗となっている。2代目の建物は閉館後、シェアハウスに転用されている。旧称『神泉園ホステル』。別称『神泉園』。

高知県
- 筆山ユースホステル（高知市小石木町）
1963年7月開館。1985年3月31日より当分の間休館となり、そのまま『財団法人日本ユースホステル協会』公式サイトから削除された。『高知市筆山ユース・ホステル条例』に基づき設置された施設であるが、1985年4月1日に公布された『高知市筆山ユース・ホステル条例を廃止する条例』により閉館となった。建物は現存。現在は高知市の施設『筆山文化会館』として活用されている。別称『筆山ホステル』『高知市営ユースホステル』。

### 九州ブロック
福岡県
- 飯塚八木山高原ユースホステル（飯塚市大字八木山字塚の原）
1967年3月開館。2009年より『財団法人日本ユースホステル協会』公式サイトから削除されていた。これは『財団法人日本ユースホステル協会』が公営ユースホステルに対し広報負担金の増額を要求し、「協力回答が得られるまでは情報を削除する。」こととしたためである。ペアレントの怪我により2015年2月より当分の間休館となっている。西日本新聞によると、切り盛りしていたペアレントの快復が思わしくないため、後継者を募集しているとのこと。建物は現存するものの、廃墟と化している。『公営ユースホステルペアレント全国協議会』『公営キーユースホステル協議会』に加盟していた。旧称『八木山ユースホステル』『福岡八木山高原ユースホステル』。

大分県
- 日田おおやまユースホステル（日田市大山町大字西大山）
1968年5月開館。2003年12月26日より当分の間休館となり、そのまま『財団法人日本ユースホステル協会』公式サイトから削除された。建物は解体済み。跡地は空き地となっている。旧称『日田ユースホステル』。

宮崎県
- 日南海岸ユースホステル（日南市大字隈谷甲）
1965年11月開館。建物は1965年に宮崎県が建設したもので同県から日南市に無償譲渡されたのを機に1999年4月より当分の間休館となり、そのまま『財団法人日本ユースホステル協会』公式サイトから削除された。『財団法人宮崎県公園協会』（現名称『一般財団法人みやざき公園協会』。）に運営を委託していた。建物は2000年4月5日に『日南市観光協会』を運営主体とした宿泊施設『猪崎鼻荘』として転用されたが、こちらも2005年3月に廃業となった。廃業後は料理店に転用され、現在に至る。

鹿児島県
- いぶすきユースホステル（指宿市大牟礼→指宿市湯の浜→指宿市大牟礼）
1963年1月開館。1996年1月より当分の間休館となり、そのまま『財団法人日本ユースホステル協会』公式サイトから削除された。2代目の建物は旅館を転用したRC建築4階建てのもので[11]、閉館後は『指宿コーラルビーチホテル』の従業員寮として、2017年1月からは『鹿児島県建築士会指宿支部青年部』有志をメンバーとする指宿まちづくり協議会『MIGGA』の拠点として転用されていたが、現在は廃墟と化している。3代目の建物は現在の『湯の里ユースホステル』に近接する民家に近い2階建ての建物で閉館後も空き家として現地に残存していた。現在、建物は解体され、跡地はアパートとなっている。旧称『悟空会館ホステル』『悟空会館ユースホステル』（何れも初代の建物使用時に称していたもの。）。別称『指宿ユースホステル』。

沖縄県
- 真栄田岬ユースホステル（国頭郡恩納村字山田）
1971年3月開館。1998年2月1日より当分の間休館となり、そのまま『財団法人日本ユースホステル協会』公式サイトから削除された。元々は琉球政府立の公営ユースホステルであった建物。『財団法人日本ユースホステル協会』直営の施設として開館したが、中途よりダイビングスクールを手掛ける『有限会社シーウィーズ』の運営に移行した。建物は現存。現在は同じ会社が経営する宿泊施設『真栄田岬ダイバーズハウス』に転用されている。

## 閉館したユースホステル

### 北海道ブロック
北海道
- 札幌ハウスユースホステル（札幌市南4条→札幌市北区北6条）
1955年開館。2016年3月31日閉館。『財団法人北海道青年会館』『一般財団法人北海道青年会館』が運営する複合施設『北海道青年会館』の建物の一部をユースホステルとして開放したもの。閉館時の建物は1974年7月に移転した後のもの。現在も宿泊施設『札幌ハウスセミナーセンター』の名で営業中。旧称『札幌ハウス』。
- 青湖荘ホステル（虻田郡洞爺湖町洞爺湖温泉）
1955年開館。1961年1月閉館。閉館後、施設は『北海道不動産株式会社』（現社名『株式会社グランビスタホテル&リゾート』。）に買収され、『洞爺湖グランドホテル』の一部となった。建物は解体済み。
- 丸駒温泉（千歳市幌美内）
旅館と兼営していた。現在も宿泊施設『丸駒温泉旅館』の名で営業を継続中。1981年3月より運営していた『丸駒温泉株式会社』は2021年8月30日に民事再生法の適用を申請し、『ルネッサンスエイト投資事業有限責任組合』をスポンサーとする基本合意を結んでいる。
- 野中温泉ユースホステル（足寄郡足寄町茂足寄）
1955年3月開館。2011年3月31日閉館。国民宿舎と兼営していた（国民宿舎は1969（昭和44）年12月に築造した別館に移転。国民宿舎が移転した後の建物はユースホステルの専用施設とした。）。閉館後は日帰り入浴施設として営業を継続していたが、強風で損壊したことにより、建物は一部を除き2024年に解体された。跡地は空き地となっている。国民宿舎となっていた建物も2025（令和1）年1月23日に発生した火災により建物が焼失している。元ペアレントは2019年1月20日時点まで男性の世界最高齢者であった野中正造。旧称『野中温泉』『野中温泉ホステル』。
- 円山ハウスユースホステル（札幌市中央区大通）
1955年6月17日開館。1973年6月30日閉館。札幌市及び『株式会社札幌振興公社』が経営する宿泊施設と兼営していた。『円山公園』の一角に建てられていたが、『札幌市営地下鉄』の駅建設工事に伴い、取り壊されることとなったため、閉館した。閉館後、建物は解体された。旧称『円山ハウス』。
- 糠平湖ユースホステル（河東郡上士幌町字ぬかびら源泉郷北区）
1955年8月から1971年9月まで開館したユースホステル。旅館と兼営していた。閉館後も宿泊施設『泉翠館』の名で営業を継続していたが、現在は閉業している。建物は既に解体済み。旧称『泉翠館』『泉翠館ホステル』。
- 支笏湖ユースホステル（千歳市支笏湖温泉）
1955年開館。新型コロナウイルスの感染拡大により宿泊者が半減したことや施設が老朽化したことを理由に2021年3月31日を以って閉館した。閉館時の建物（通称『新館』。）は同じ地名の別の場所から1981年7月1日に移転した後のもので3代目にあたる。1955年の開館時は『千歳市立烏柵舞小学校支笏湖分教場』（現在の『千歳市立支笏湖小学校』。）の旧校舎を改築した建物を初代として使用し、5年後にあたる1960年7月13日に2代目の建物を開館した。『一般財団法人日本ユースホステル協会』が所有する建物は閉館後、『鶴雅観光開発株式会社』（『鶴雅ホールディングス』傘下の企業。）に売却された。北方建築の第一人者田上義也の設計により建てられた2代目（新館にユースホステルが移転した後も通称『旧館』として倉庫または事務所として活用されていた。）と3代目の何れの建物も2021年冬に解体され、跡地は空き地となっている。
- 紫水荘ユースホステル（亀田郡七飯町字大沼町）
1955年9月開館。1950年に開業した北海道営の宿泊施設をユースホステルとして指定したもの。1962年に七飯町営に移管された。建物の老朽化を理由に1973年10月に閉業し、同年12月31日に閉館。閉館後、建物は解体され、跡地は空き地となっている。旧称『紫水荘』『紫水荘ホステル』『紫水荘ヒユッテ』。
- ユースホステルニコニコ旅館（幌泉郡えりも町字本町）
旅館と兼営していた。閉館後も宿泊施設『ニコニコ旅館』の名で営業を継続していたが、現在は宿泊施設としての営業は行っていない。建物は現存するものの、宿泊施設としての営業は行っていない。旧称『ニコニコ旅館』。
- ユースホステル網走湖荘（網走市字呼人）
『有限会社網走湖荘』『株式会社網走湖荘』が経営するホテルと兼営していた。現在も宿泊施設『ホテル網走湖荘』の名で営業中。旧称『網走湖荘』『網走湖荘ホステル』。
- 塩狩温泉ユースホステル（上川郡和寒町字塩狩）
1959年8月開館。2006年6月30日閉館。『株式会社塩狩荘』『株式会社塩狩温泉観光ホテル』が経営するホテルと兼営していた。閉館時の建物は同じ地名の別の場所から1974年7月8日に移転した後のもの。2代目の建物は『財団法人日本ユースホステル協会』の資金にて建設したもの。ホテルの廃業に伴い、閉館した後も建物は永らく放置されていたが、2015年秋に解体され、跡地は空き地となっている。旧称『塩狩荘ホステル』『ユースホステル塩狩温泉』。別称『塩狩荘』。
- 昭和新山ユースホステル（有珠郡壮瞥町字壮瞥温泉）
ホテルと兼営していた。閉館時の建物は同じ地名の別の場所から1982年に移転した後のもの。初代の建物は昭和新山の噴火により罹災したため、解体済み。2代目の建物は現在も宿泊施設『ホテル中の島 別館』の名で営業中。旧称『昭和新山ホテル』『昭和新山ホテルホステル』。
- ユースホステル第一ホテル（河東郡音更町十勝川温泉南）
1959年8月開館。1973年12月31日閉館。『有限会社十勝温泉クラブ』『有限会社第一ホテル』が経営するホテルと兼営していた。閉館後は建物をリニューアルし、『株式会社第一ホテル』経営の宿泊施設『十勝川温泉第一ホテル豆陽亭』として営業中。ペアレントは『株式会社十勝毎日新聞』社長を務めた人物。旧称『十勝川温泉クラブ』『第一ホテルホステル』『第一ホテル』。別称『十勝川温泉クラブホステル』『第一ホテルユースホステル』。
- ユースホステル喜登旅館（稚内市港）
旅館と兼営していた。『稚内ユースホステル』は後継施設。閉館後、建物は建て替えられ、現在は宿泊施設『ホテル喜登』の名で営業中。旧称『喜登旅館』『喜登旅館ホステル』。
- クッタラ湖ユースホステル（白老郡白老町字虎杖浜）
1960年12月開館。『登別観光株式会社』運営の施設『クッタラ湖青少年宿舎』と兼営していた。『クッタラ湖青少年宿舎』の閉業に併せて1979年5月16日に閉館した後も『倶多楽湖キャンプ場』のロッジとして営業を継続していたが、1999年に廃業し、閉鎖された。
- 知床夕陽のあたる家ユースホステル（斜里郡斜里町字ウトロ香川）
1960年12月から1993年9月30日まで開館したユースホステル。『有限会社桑島旅館』『有限会社知床グランドホテル』『株式会社知床グランドホテル』が経営する旅館と兼営していた。また、ペアレントは1986年4月から1993年3月30日までの間、もう一つの『知床夕陽のあたる家ユースホステル』（1986年4月から1997年1月31日までは『知床ユースゲストハウス（夕陽のあたる家）』と称していたユースホステルのこと。）と兼務していた。建物は既に解体済み。跡地は空き地となっている。旧称『知床ユースホステル』。別称『桑島旅館』『知床荘ホステル』。
- チミケップ湖荘ホステル（網走郡津別町字最上）
1960年12月開館。1960年に開業した『チミケップ開発株式会社』経営の宿泊施設をユースホステルとして指定したもの。『チミケップ国際キャンプ場』開設による土地造成に伴って1966年3月に閉館し、建物は解体された。旧称『チミケップ湖荘』。別称『チミケップ湖畔荘』。
- ラウスユースホステル（目梨郡羅臼町本町）
1960年12月開館。1999年12月31日閉館。閉館時の建物は同じ地名の別の場所から1975年5月10日に移転した後のもの。当初、旅館と兼営していたが、建て替えと同時に改称し、ユースホステル専業となった。建物は現存するものの、宿泊施設としての営業は行っておらず、一部はギャラリー『Gallery Migrado』となっている。旧称『森下旅館』『森下旅館ホステル』『ユースホステル森下旅館』。
- ウトロユースホステル（北海道斜里郡斜里町字ウトロ東）
1961年1月開館。1984年9月30日閉館。民営宿泊施設と兼営していた。
- 網走ユースホステル（網走市南5条）
1961年1月開館。1979年3月31日閉館。土産店と兼営していた。『株式会社網走新聞社』の創業者が設立した『社団法人網走文化協会』が経営していた施設。閉館後、建物は解体され、跡地は駐車場となっている。
- 帯広ユースホステル（帯広市西5条南→帯広市東2条）
1961年7月開館。1991年2月11日閉館。『サホロユースホステル』『ユースホステル筒井温泉ホテル』との同族経営により運営されていた。2代目の建物は1973年5月10日に移転した後のものでユースホステルとして閉館した後はホテルとして使われた（現在は廃業。）。初代、2代目とも建物は既に解体済み。旧称『平原荘ホステル』『平原荘』『平原荘ユースホステル』（何れも初代建物使用時に称していたもの。）。別称『筒井旅館』『筒井旅館ユースホステル』。
- 大沼景雲荘ユースホステル（亀田郡七飯町字大沼町）
『景雲寺』の敷地内にユースホステルを開設したもの。建物は解体済み。旧称『景雲荘』『ユースホステル大沼景雲荘』。別称『景雲寺荘』『大沼景雲荘』『景雲寺ホステル』『景雲寺荘ユースホステル』。
- 利尻オシドマリユースホステル（利尻郡利尻富士町鴛泊字本町）
『利尻山神社』が運営していた施設。閉館時の建物は同じ地名の別の場所から移転した後のもの。初代の建物があった敷地は現在『利尻山神社社務所』が、2代目の建物があった敷地には宿泊施設『旅館田中家本館』がそれぞれ存在する。旧称『利尻社務所ホステル』『利尻おしどまりユースホステル』。別称『オシドマリ社務所』『鴛泊社務所』『利尻社務所ユースホステル』。
- ユースホステルかき島荘（北見市常呂町字栄浦）
1962年開館。1984年3月31日閉館。1958年6月30日に開業した旧常呂町営の簡易宿泊施設に併置する形で開設された。旧常呂町と『北見バス株式会社』が共同出資して設立された『サロマ湖観光株式会社』が経営していた施設。1974年からは併置の簡易宿泊施設『かき島荘』を建て替えて開業した『サロマ湖観光ホテル』との兼営となった（建て替えずに残した建物をユースホステルの専用施設としていた。）。ユースホステルの閉館後も兼営の『サロマ湖観光ホテル』は営業を継続していたが、1984年11月16日に閉業し、新たに1985年8月21日に『株式会社サロマ湖東急リゾート』の運営による宿泊施設『サロマ湖東急リゾート』が建てられた。この『サロマ湖東急リゾート』も2002年3月31日を以って閉館した後、『株式会社阿寒グランドホテル』（現名称『鶴雅ホールディングス株式会社』。）による運営宿泊施設『サロマ湖鶴雅リゾート』となっている。）。旧称『かき島荘』『かき島荘ホステル』。
- ユースホステル瀬戸瀬温泉（紋別郡遠軽町字湯の里）
1962年5月開館。『株式会社瀬戸瀬温泉』が経営するホテルと兼営していた。1964年1月1日に発生した火災により建物は焼失し、休館、そのまま再開されることなく閉館した。現在は宿泊施設『セトセ温泉ホテル』の名で営業中。旧称『瀬戸瀬温泉ホステル』。別称『瀬戸瀬ユースホステル』。
- サロマ湖畔ユースホステル（常呂郡佐呂間町字富武士→常呂郡佐呂間町字浜佐呂間）
1962年7月開館。2021年9月30日閉館。閉館時の建物は1979年6月12日に移転した後のもの。初代の建物は解体済みで敷地は佐呂間町に売却された。2代目の建物は現存するものの、宿泊施設としての営業は行っていない。旧称『サロマユースホステル』（初代建物使用時に称していた。）。別称『サロマホステル』『佐呂間ユースホステル』。
- ユースホステル登別かんのんじ（登別市登別温泉町）
1963年1月開館。2009年3月31日閉館。『聖光院』の施設の一部をユースホステルとして開放したもの。1992年9月1日より2009年3月31日までの長きにわたり休館したため、『ホステリングガイド』及び『一般財団法人日本ユースホステル協会』のホームページの掲載対象から外されていた。閉館時の建物は1976年に建て替えた後のもの。現在も宿坊としての営業は継続中。旧称『登別観音寺ホステル』『登別観音寺』『ユースホステル登別観音寺』。
- ユースホステル弟子屈青年の家（川上郡弟子屈町桜丘）
1963年12月開館。1979年1月31日閉館。弟子屈町ほか8か町村組合立『弟子屈青年の家』の建物の一部をユースホステルとして開放したもの。旧称『弟子屈青年の家』。
- タイムスユースホステル（札幌市中央区大通）
1963年12月1日開館。1971年9月閉館。『株式会社北海タイムス社』が運営していた施設をユースホステルとして指定したもの。閉館後も『タイムスホステル』の名で営業を継続していたが、1972年10月31日付で閉業となった。建物は既に解体され、跡地にはビルが建設されている。別称『タイムスホステル』。
- 豊富温泉ユースホステル（天塩郡豊富町字温泉）
旅館と兼営していた。閉館後、建物は建て替えられ、現在は宿泊施設『ニュー温泉閣ホテル』の名で営業中。旧称『ユースホステル豊富温泉』。別称『入船旅館』『豊富温泉ホステル』。
- 美幌ユースホステル（網走郡美幌町字元町）
『美幌ユースホステル条例』に基づき設置された施設であるが、2013年3月19日に可決された『美幌ユースホステル条例を廃止する条例』により閉館となった。建物は現存。活用策は今後検討される。
- 屈斜路湖ユースホステル（川上郡弟子屈町字サワンチサップ）
1965年12月開館。1991年10月1日閉館。ホテルと兼営していた。閉館後も宿泊施設『屈斜路湖ホテル』の名で営業を継続していたが、現在は廃業している。建物は現存。旧称『仁伏ユースホステル』。
- 尾岱沼ユースホステル（野付郡別海町尾岱沼港町）
旅館と兼営していた。現在も宿泊施設『オホーツク温泉 ホテル楠』の名で営業中。旧称『ユースホステル楠旅館』。
- ユースホステル筒井温泉ホテル（河東郡音更町字長流枝）
1966年9月開館。1971年9月閉館。『帯広ユースホステル』『サホロユースホステル』との同族経営により運営されていた。ホテルと兼営していた。閉館後も宿泊施設『十勝川国際ホテル筒井』の名で営業を継続していたが、運営していた『株式会社筒井温泉』が2021年3月30日までに事業を停止し、建物も閉鎖された。土地は『株式会社登寿ホールディングス』に売却されている。建物は解体され、跡地は空き地となっている。別称『筒井温泉ユースホステル』。
- 知床岩尾別ユースホステル（斜里郡斜里町大字遠音別村字岩尾別）
1968年2月開館。2020年9月30日閉館。閉館時の建物は1982年7月に再オープンした建て替え後のもの。建物は現存するものの宿泊施設としての営業は行っていない。旧称『岩尾別ユースホステル』。
- 大雪山白樺荘ユースホステル（上川郡東川町勇駒別）
1968年7月開館。2024年3月31日閉館。『第一観光株式会社』が運営していた施設。閉館時の建物は2000年11月に再オープンした建て替え後のもの。現在は宿泊施設『大雪山白樺荘』の名で営業中。旧称『ユースホステル大雪山白樺荘』。別称『大雪山山の家』。
- 西積丹ユースホステル（古宇郡泊村大字茅沼村→古宇郡泊村大字泊村）
1968年7月開館。1983年9月30日閉館。初代の建物は『西積丹観光開発株式会社』が運営していた施設。閉館時の建物は移転した後のもの。初代の建物は茅沼炭鉱の職員合宿所を転用したものであった。2代目の建物は現在、宿泊施設『ひこうせん』となっている。
- ユースホステル養老牛青年の家（標津郡中標津町字養老牛）
1968年7月開館。1979年1月14日閉館。組合立『養老牛青年の家』の建物の一部をユースホステルとして開放したもの。閉館後も同名の複合施設にて営業を継続していたが、1985年に閉所した。その後、建物は解体され、跡地は空き地となっている。
- 定山渓ユースホステル（札幌市南区定山渓温泉東）
1968年7月開館。1979年12月31日閉館。『定山渓観光株式会社』が運営していた施設。建物は解体済み。
- 網走原生花園ユースホステル（網走市字北浜）
1968年9月開館。2019年3月31日閉館。建物は現存するものの宿泊施設としての営業は行っていない。旧称『原生花園ユースホステル』。
- ユースホステルトムラウシ（上川郡新得町字屈足）
1969年開館。1982年12月31日閉館。『株式会社トムラウシ温泉観光ホテル』（1975年に『株式会社大平原観光ホテル』が吸収合併。）の経営するホテルと兼営していた。閉館後も宿泊施設『トムラウシ観光ホテル』の名で営業を継続していたが、現在は閉業。旧称『トムラウシユースホステル』。
- 旭川ユースホステル（旭川市神居町富沢）
1969年7月開館。2005年8月31日閉館。閉館時の建物は1993年12月25日に同じ地名の別の場所から移転した後のもの。『伊の沢スキー場』の敷地内に所在していた。初代の建物は解体済み。2代目の建物は閉館後、介護施設に転用されている。
- 増毛町立暑寒別ユースホステル（増毛郡増毛町弁天町→増毛郡増毛町南永寿町）
1969年8月1日開所、11月開館。2005年3月31日閉館。閉館時の建物は1984年に移転した後のもの。2代目の建物は『北海道立増毛病院』の建物を改装したものであった。初代、2代目の建物とも解体済み。旧称『増毛町立ユースホステル』。
- 小清水はなことりの宿ユースホステル（斜里郡小清水町字浜小清水）
小清水町からの要請により、2022年3月31日に閉館。元ペアレントは小清水町内でゲストハウスを経営するため、転居した。建物は現存。旧称『中山記念小清水ユースホステル』『オホーツク小清水ユースホステル』。
- ユースホステル春香ロッジ（小樽市春香町）
1970年9月開館。1987年4月30日閉館。『春香観光開発株式会社』（『株式会社北海道新聞社』の子会社にあたる。）の運営する旧『道新春香スキー場』（現名称『スノークルーズ・オーンズ』。）併設ロッジと兼営していた。建物は既に解体済み。旧称『ユースホステル春香道新ロッジ』。
- 稚内ユースホステル（稚内市宝来）
1971年3月から1983年9月30日まで開館したユースホステル。閉館後、建物は解体され、跡地は住宅地となっている。
- 稚内ユースホステル（稚内市こまどり）
1971年4月から2016年12月31日まで開館したユースホステル。『ユースホステル喜登旅館』の後継施設として開館。隣接する場所にはNHK及び民放各局の『稚内テレビ中継局』がある。旧称『ユースホステルこまどりハウス』『こまどりハウスユースホステル』。
- 東藻琴ユースホステル（網走郡大空町東藻琴末広）
閉館後は保健休養施設『末広荘』（もとより隣接の保健休養施設として営業はしていた。）『しらかば荘』の名で営業を継続していたが、建物の老朽化により2006年8月31日付で営業を終了した。2007年11月より建物は解体され、跡地は『東藻琴芝桜公園』の一部となっている。
- ファンホース新冠ユースホステル（新冠郡新冠町字高江）
1971年9月開館。2012年3月31日閉館。閉館時の建物は建て替え後のもの。建物は現存するものの、宿泊施設としての営業は行っていない。『有限会社新冠判官館ユースホステル』が運営していた施設。旧称『新冠ユースホステル』『ファンホース・イン新冠ユースホステル』。
- ぬかびら湖ユースホステル（河東郡上士幌町字ぬかびら源泉郷南区）
1971年9月から1985年6月30日まで開館したユースホステル。旅館と兼営していた。閉館後も宿泊施設『つくえ館』の名で営業を継続していたが、現在は閉業している。建物は既に解体され、現在、同地にはコテージが所在する。旧称『糠平湖ユースホステル』。
- 礼文ユースホステル（礼文郡礼文町大字香深村字ヘウケトンナイ）
1971年9月開館。1998年4月30日閉館。『桃岩荘ユースホステル』との同族経営により運営されていた。閉館時の建物は1994年に建て替えた後のもの。現在も宿泊施設『ネイチャーインはな心』の名で営業中。通称所在地名は礼文郡礼文町大字香深村津軽町。
- 礼文島船泊ユースホステル（礼文郡礼文町字船泊村字ヲションナイ）
1972年1月開館。1996年10月15日閉館。現在は宿泊施設『民宿海憧』の名で営業中。通称所在地名は礼文郡礼文町字船泊村大備。旧称『礼文船泊ユースホステル』『礼文町立船泊ユースホステル』。
- 札幌ライオンズユースホステル（札幌市中央区宮の森）
2000年3月31日閉館。『1972年札幌オリンピック』の選手村として開業した建物を転用したもの。建物は全国の『ライオンズクラブ』会員の出資により造られた。『札幌国際ユースホステル』は後継施設。閉館後、建物は解体され、跡地は空き地となっている。旧称『札幌市立ライオンズユースホステル』。別称『日本ライオンズ青年の家ユースホステル』。
- 小平町立望洋台ユースホステル（留萌郡小平町字小平町）
1972年6月開館。1995年9月30日閉館。閉館後、建物は解体済み。跡地は空き地となっている。別称『小平町立ユースホステル』。
- イクサンダー大沼ユースホステル（亀田郡七飯町字大沼町）
1972年開館。1998年1月31日閉館。閉館となった後も建物は長らく放置され続けていたが、2022年に建物は解体され、跡地は空き地となっている。元ペアレントは同じ町内の別の場所でカヌーハウスを経営中。
- 羽幌町立ユースホステル（苫前郡羽幌町栄町）
スキー場の施設と羽幌町立小学校の施設、炭鉱の施設をそれぞれ移築したもの。閉館後、建物の大半は解体されたが、一部の建物は現在、同地に建てられた後継施設『羽幌遊歩ユースホステル』が使用している。
- 奥尻島ユースホステル（奥尻郡奥尻町字松江）
1974年11月開館。1980年8月31日閉館。建物は廃校となった旧『奥尻町立松前小学校』の施設を転用したもの。閉館後、建物は解体され、跡地は住宅地となっている。
- 富良野ホワイトユースホステル（富良野市北の峰町）
閉館時の建物は建て替えた後のもの。閉館後、『富良野ネイチャークラブ』が運営主体となり、宿泊施設『アルパインビジターセンター』に転用されていたが、2021年に解体された。
- 稚内モシリパユースホステル（稚内市中央）
料理屋であった建物を転用したもの。ペアレントが稚内市議会議員に当選し、議長を務める等で多忙となったことから当分の間休業となり、そのまま閉館となった。閉館後はペアレントとは別のオーナーが建物を引き継ぎ、宿泊施設『ゲストハウスモシリパ』の名にて営業を再開した。
- 利尻グリーンヒルユースホステル（利尻郡利尻富士町鷺泊字富士野）
『利尻町立ユースホステル』の後継施設として開館。現在も宿泊施設『利尻ぐりーんひるinn』の名で営業中。
- 知床夕陽のあたる家ユースホステル（斜里郡斜里町字ウトロ香川）
1986年4月から1998年1月31日まで開館したユースホステル。『有限会社桑島旅館』『有限会社知床グランドホテル』『株式会社知床グランドホテル』が経営するホテルと兼営していた。ペアレントは1986年4月から1993年3月30日までの間、もう一つの『知床夕陽のあたる家ユースホステル』（こちらは1960年12月から1994年9月30日まで開館したユースホステルのこと。）と兼務していた。現在も宿泊施設『知床夕陽のあたる家 ONSEN HOSTEL』の名で営業中。旧称『知床ユースゲストハウス（夕陽のあたる家）』（1986年4月から1993年9月30日まではもう一つの『知床夕陽のあたる家ユースホステル』が開館していたこともあり、この名称を使用して混同を避けていた。）。
- サホロユースホステル（上川郡新得町4条南）
1991年3月開館。2013年3月31日閉館。『帯広ユースホステル』『ユースホステル筒井温泉ホテル』との同族経営により運営されていた。建物は現存するものの、宿泊施設としての営業は行っていない。
- 美瑛ポテトの丘ユースホステル（上川郡美瑛町字大村村山）
1995年2月11日開館。ペアレントが基礎疾患を患ったことと高齢となったことを理由に2015年1月31日付で閉館した。ペンションと兼営していた。建物は現存するものの、宿泊施設としての営業は行っていない。
- 網走流氷の丘ユースホステル（網走市字明治）
2024年1月1日閉館。閉館後は宿泊施設『網走流氷の丘ゲストハウス』の名で営業中。
- 夕張フォレストユースホステル（夕張市沼ノ沢）
2000年4月29日開館。2024年3月31日閉館。閉館後は宿泊施設『夕張フォレストファームB&B』の名で営業中。
- 大沼公園ユースホステル（亀田郡七飯町字軍川）
2000年7月28日開館。ペアレントの病気療養により2016年11月より当分の間休館となり、再開館することなく2022年12月31日付で閉館した。閉館後はペアレントとは別のオーナーに建物が売却され、現在はシェアハウスに転用されている。
- 帯広八千代ユースホステル（帯広市八千代町基線）
2001年6月30日開館。2025年3月31日閉館。閉館後は宿泊施設『星空自慢の宿 帯広八千代』の名で営業中。
- リフォレ積丹ユースホステル（積丹郡積丹町大字婦美町字婦美）
2004年6月30日開館。『日本ユースホステル協会』に支払う会費負担の重さを理由に2023年3月31日付で閉館した。閉館後は宿泊施設『リフォレ積丹ホステル』の名で営業中。
- 天売ユースホステル（苫前郡羽幌町大字天売字富磯）
閉館後は宿泊施設『天売にしん番屋』の名で営業を継続していたが、現在は廃業している。鰊番屋であった建物を転用したもので、廃業後は『旧池田家番屋』として保存されている。旧称『天売ホステル』。
- 焼尻島ユースホステル（苫前郡羽幌町大字焼尻字東浜）
民営宿泊施設と兼営していた。現在も宿泊施設『布目旅館』の名で営業中。
- 友愛荘ユースホステル（網走市字大曲）
国民宿舎と兼営していた。閉館後も国民宿舎『友愛荘』の名で営業を継続（建物の建て替えを機に宿泊施設『かに本陣友愛荘』へと移行。）していたが、運営会社『有限会社友愛荘』が2002年12月4日に民事再生法の適用を受け、2016年3月31日を以って『釧路地方裁判所網走支部』へ自己破産を申請し（景気低迷による客足の落ち込みに加えてカニ料理の卸も不振に陥ったことで業績が悪化、過去の設備投資による多額の借入金が資金繰りを逼迫したことが主だった理由とされている）[12]、営業を停止した。開館当時は毎年6月から10月までの期間をユースホステル専業としていた。旧称『友愛荘』『友愛荘ホステル』。別称『中山文化会館』『網走友愛荘』。
- 斜里ユースホステル（斜里郡斜里町文光町）
『知床観光興業有限会社』が運営していた施設（現在、同社は斜里町内で海産物の加工直販と全国の地酒の販売、不動産経営等を行っている。）。建物は現存するものの、宿泊施設としての営業は行っていない。
- ユースホステル白滝温泉（紋別郡遠軽町白滝）
ホテルと兼営していた。閉館後、建物は建て替えられ、宿泊施設『白滝グランドホテル』の名で営業を継続していたが、2008年1月に経営破綻に陥った[13]。経営会社が第三セクターから民営化、更に地元有志と一部取引業者が結成した『白滝温泉を守る会』と変遷した上で2008年3月1日に『白滝温泉ホテル』の名で営業を再開したが、再び経営不振に陥り2009年1月に再度営業を停止、廃業した[14]。旧称『白滝温泉ホステル』。
- 湖南荘ユースホステル（網走郡大空町女満別湖畔）
旅館と兼営していた。閉館後の1981年には建物を建て替えて『株式会社湖南荘』の運営する宿泊施設『ホテル湖南荘』の名で営業を継続していたが、新型コロナウィルスの感染拡大に伴い、2020年4月22日より休業を開始、営業不振の脱却が見込めず資金繰りに窮したことや後継者が不在であったこと等を理由に同年8月19日に『釧路地方裁判所網走支部』において破産手続き開始の決定を受けた。旧称『湖南荘』。別称『湖南荘ホステル』。
- 根室玉屋ユースホステル（根室市常盤町）
旅館と兼営していた。閉館後、建物は解体され、跡地は駐車場となっている模様。旧称『玉屋旅館』『玉屋ユースホステル』。別称『玉屋』『玉屋ホステル』。
- ふらのユースホステル（空知郡中富良野町丘町）
現在は宿泊施設『ふらのホステル』の名で営業中。
- 釧路湿原とうろユースホステル（川上郡標茶町字塘路）
閉館後も名称を変更しないまま、宿泊施設として営業を継続していたが、現在は廃業している。施設は買収され、現在は宿泊施設『THE GEEK』の名で営業中。
- ユースホステル銀河荘（上川郡上川町字層雲峡）
民営宿泊施設と兼営していた。現在は廃業している。旧称『銀河荘』『銀河荘ホステル』。
- ユースホステル羽衣荘（上川郡東川町松山温泉）
ホテルと兼営していた。閉館後も宿泊施設『羽衣荘』として、また1978年の建物増築後は宿泊施設『天人峡グランドホテル』の名で営業を継続していたが、当時の運営会社『株式会社羽衣荘』が1986年に倒産し、一旦閉鎖。1990年に『株式会社タケトー』が買収して経営を再開したものの、2011年に経営破綻し、再び閉鎖されている。旧称『羽衣荘』『羽衣荘ホステル』。
- ユースホステル白金センター（上川郡美瑛町字白金）
ホテルと兼営していた。閉館後も宿泊施設『白金センターホテル』の名で営業を継続していたが、現在は廃業している。建物は現存するものの、廃墟と化している。旧称『白金センター』。
- ユースホステル北の峯（富良野市字下御料）
ホテルと兼営していた。閉館後も『北の峯観光開発株式会社』の経営により宿泊施設『北の峯温泉ホテル』の名で営業を継続していたが、1972年に『国土計画株式会社』に譲渡された。別称『北の峯温泉ホテル』『北の峯温泉ホステル』。
- ユースホステル芦別岳山部（富良野市字山部西20線）
旧称『芦別岳山部ユースホステル』。
- ユースホステル銀泉閣（上川郡上川町字層雲峡）
旅館と兼営していた。閉館後、建物は建て替えられ、現在は宿泊施設『層雲峡温泉 湯元銀泉閣』の名で営業中。旧称『ユースホステル銀泉』『銀泉閣ユースホステル』。
- 浜頓別ユースホステル（枝幸郡浜頓別町クッチャロ湖畔）
閉館後の2007年時点で建物は残っていたが、その後解体され、跡地は空き地となっている。
- ろくごう ふらりんユースホステル（富良野市字東麓郷）
現在は宿泊施設『たびのやど ふらりん』の名で営業中。旧称『麓郷ユースホステル』。別称『麓郷ふらりんユースホステル』。
- 朱鞠内湖そばの花ユースホステル（雨竜郡幌加内町字朱鞠内）
閉館後も宿泊施設『手打ち蕎麦の宿朱鞠内湖そばの花』の名で営業を継続していたが、現在は休業中。
- 松葉荘（広尾郡広尾町本通）
旅館と兼営していた。現在、同地には居酒屋店が所在する。旧称『松葉屋ホステル』。別称『松葉屋』『松葉屋旅館』『松葉ユースホステル』。
- ユースホステル花水荘（北見市留辺蘂町温根湯温泉）
旅館と兼営していた。閉館後、建物は建て替えられ、『花水荘グランドホテル』の名で営業を継続していたが、運営していた『花水荘』が1984年12月に事実上の倒産、その後も営業を継続したものの1999年3月に破産宣告を受け、営業を停止した。建物はその後解体され、跡地は公園の一部となっている。旧称『花水荘』『花水荘ホステル』。別称『花水荘ユースホステル』。
- 紋別流氷の宿ユースホステル（紋別市南が丘町）
閉館後、建物は解体され、跡地は空き地となっている。
- ユースホステルオホーツク荘（網走市字二ツ岩）
閉館後は宿泊施設『ホテルサンルート網走』『ホテルオホーツク荘』『活魚料理オホーツク渚亭』の名で営業を継続していたが、現在は廃業している。現在、同地には介護施設が所在する。旧称『オホーツク荘ホステル』。
- なかしべつユースホステル（標津郡中標津町東31条北）
閉館後は宿泊施設『ペンション フォルメン』の名で営業中。
- ユースホステルまりも荘（釧路市阿寒町阿寒湖温泉）
旧称『まりも荘』『まりも荘ホステル』。
- ユースホステル湯の閣（川上郡弟子屈町川湯温泉）
ホテルと兼営していた。閉館後、建物は建て替えられ、現在は宿泊施設『湯の閣池田屋』の名で営業中。経営会社『有限会社ホテルニユー湯の閣』は不況による市況低迷や観光客の減少による減収、施設の老朽化を理由に事業継続を断念し、2015年4月3日に釧路地方裁判所から破産開始決定を受けている。旧称『湯の閣ホステル』。別称『湯の閣温泉ホテル』『湯の閣ホテル』『湯の閣温泉ホステル』『湯の閣温泉ユースホステル』。
- 阿寒湖畔ユースホステル（釧路市阿寒町阿寒湖温泉）
『阿寒エンジェルユースホステル』との同族経営により運営されていた。
- 山田温泉ユースホステル（河東郡鹿追町北瓜幕）
民営宿泊施設と兼営していた。閉館時の建物は同じ地名の別の場所から移転した後のもの。初代の建物は『国設然別湖北岸野営場』内にあった宿泊施設『山田温泉別館湖月園』を開放したもので、移転時に解体され、跡地は空き地となっている。2代目の建物は閉館後、宿泊施設として営業を継続していたが、1976年に『ホテル福原』に経営が譲渡された後、2010年からは日帰り入浴と休憩の施設となり、2016年夏に施設耐久性の問題により営業休止となった。施設は同年に鹿追町へ無償譲渡され、町営で再建を目指すこととなっているが、営業再開の目途は立っていない。旧称『山田温泉』『山田温泉ホステル』。
- 標津町ユースホステル（標津郡標津町南7条西）
閉館後、建物は解体され、跡地は空き地となっている。
- ユースホステル知床観光ホテル（目梨郡羅臼町湯ノ沢町）
ホテルと兼営していた。閉館後も宿泊施設『知床観光ホテル』の名で営業を継続していたが、2011年7月25日付で廃業となり、建物も閉鎖された。建物は2020年10月に解体された。『知床国立公園羅臼温泉地区協議会』に参加する企業により跡地には新たなホテルを建設、開業する計画が立ち上がっている。
- 根室トモシリユースホステル（根室市光洋町）
現在は運営者を変え、宿泊施設『民宿うまたて』の名で営業中。元ペアレントは根室市内でゲストハウスを経営するため、転居した。旧称『根室ユースホステル』。
- 阿寒エンジェルユースホステル（釧路市阿寒町阿寒湖温泉）
『阿寒湖畔ユースホステル』との同族経営により運営されていた。閉館後、建物は企業の寮に転用されていたが、2018年までに解体され、跡地は空き地となっている。
- 星のまきばユースホステル（釧路市川北町）
建物は現存するものの、宿泊施設としての営業は行っていない。旧称『釧路まきばユースホステル』。
- きりたっぷ浜中ユースホステル（厚岸郡浜中町大津屋沢）
閉館後は宿泊施設『ワイルドインネバーランド』の名で営業を継続していたが、その後廃業した。建物は現存するものの、廃墟と化している（現在は『一般社団法人浜中町風力発電所』の敷地内にあるため、建物への立ち入りはできない。）。旧称『浜中ユースホステル』。
- 然別湖畔温泉ユースホステル（河東郡鹿追町北瓜幕）
『然別湖畔温泉ホテル』（現名称『然別湖畔温泉ホテル風水』。）が経営していた。閉館後、建物は解体され、跡地は空き地となっている。旧称『然別湖畔ホステル』『ユースホステル然別湖畔温泉』。
- ユースホステルえりも観光館（幌泉郡えりも町字えりも岬）
民営宿泊施設と兼営していた。閉館時の建物は建て替えた後のもの。現在も宿泊施設『えりも観光館』の名で営業中。別称『えりも観光館』『えりもユースホステル』。
- えりも岬ユースホステル（幌泉郡えりも町字えりも岬）
喫茶店と兼営していた。『積丹かもいユースホステル』との同族経営により運営されていた。閉館後も宿泊施設『民宿仙庭』の名で営業を継続していたが、2017年5月27日付で廃業となり[15]、建物も解体された[16]。別称『襟裳ホステル』。
- 豊郷夢民村ユースホステル（沙流郡日高町字豊郷）
建物は現存するものの、宿泊施設としての営業は行っていない。敷地内に併設の宿泊施設『民宿夢民村』は営業中。
- 薄別温泉（札幌市南区定山渓）
閉館後も宿泊施設『佳松御苑吉兆』の名で営業を継続していたが、2010年に買収した『株式会社ハマノホテルズ』の経営のもとで建て替えを行い、2018年6月1日に『奥定山渓温泉 佳松御苑』の名で再オープンした（雪害による建物への大きな損傷が確認されたため、2014年3月23日から休業していた建物を取り壊し、跡地に建てたものとなっている。）。
- 豊泉閣（札幌市南区定山渓温泉）
別称『豊泉閣ホステル』。
- さつきユースホステル（札幌市南区定山渓温泉）
旅館と兼営していた。別称『さつき旅館』『さつきホステル』。
- 中の島ユースホステル（札幌市豊平区中の島1条）
建物は既に解体され、跡地にはマンションが建設されている。別称『中の島ホステル』『中之島ユースホステル』。
- ユースホステルチセ・ハウス（磯谷郡蘭越町字湯里）
ロッジと兼営していた。閉館後も宿泊施設『ロッジチセ・ハウス』の名で営業を継続していたが、2007年9月を以って営業を終了した。建物はその後解体され、跡地は空き地となっている。旧称『チセ・ハウス』『ユースホステルチセハウス』。別称『チセハウス』。
- 積丹かもいユースホステル（古宇郡神恵内村大字珊内村）
『えりも岬ユースホステル』との同族経営により運営されていた。建物は現存するものの、廃墟と化している。
- 朝里湯元ユースホステル（小樽市朝里川温泉）
旧称『ユースホステル朝里湯元』。
- 美国ユースホステル（積丹郡積丹町大字美国町字船潤）
現在も宿泊施設『お宿かさい』の名で営業中。
- ユースホステル小樽天狗山（小樽市最上）
ロッジと兼営していた。『小樽ヴィラ・マウンテングユースホステル』は後継施設。現在も宿泊施設『小樽天狗山本館』の名で営業中。
- ユースホステルカリンパニ・ニセコ藤山（虻田郡ニセコ町字ニセコ）
開館当時はユースホステル専業となっていたが、オーナー交代時より民営宿泊施設と兼営する形となっていた。兼営宿泊施設の廃業に伴って閉館し、現在はレストランとなっている。建物は現存。建物は廃校となった旧『ニセコ町立藤山小学校』の施設を転用したもの。旧称『ニセコ高原ユースホステル』（開館時より2011年2月のオーナー交代時まで使われていた名称。）。
- ニセコアンヌプリユースホステル（虻田郡ニセコ町字ニセコ）
現在は宿泊施設『ニセコアンヌプリゲストハウス』の名で営業中。
- おろふれ山荘（伊達市大滝区北湯沢温泉町）
国民宿舎と兼営していた。別称『オロフレ山荘』。
- 洞爺観光館ユースホステル（有珠郡壮瞥町字壮瞥温泉）
『昭和新山観光株式会社』の運営する国民宿舎と兼営していた。閉館後、建物は解体され、温泉旅館に建て替えられた。旧称『観光館ホステル』『洞爺観光館ホステル』『洞爺観光館』。別称『昭和新山観光館ホステル』『観光館ユースホステル』。
- 登別ユースホステル（登別市登別温泉町）
現在、同地には宿泊施設『パークホテル雅亭』が所在する。旧称『登別ホステル』。別称『登別華水荘』。
- 有珠観光館ユースホステル（伊達市有珠町）
旅館と兼営していた。現在も宿泊施設『旅館有珠観光館』の名で営業中。旧称『有珠観光館ホステル』『有珠観光館』『ユースホステル有珠観光館』。別称『河原旅館』。
- あかしや荘ユースホステル（登別市登別温泉町）
『函館ユースゲストハウス』との同族経営により運営されていた。民宿と兼営していたが、ペアレントが高齢となったことにより閉館。閉館時の建物は建て替え後のもの。閉館後も宿泊施設『あかしや荘』の名で営業を継続していたが、2002年6月を以って廃業した。施設と敷地約1000平方メートルは『登別万世閣』が買収した後、建物は解体され、跡地は空き地となっている。旧称『あかしや荘』『ユースホステルあかしや荘』。別称『登別あかしや荘ユースホステル』。
- 白老ユースホステル（白老郡白老町日の出町）
閉館後、建物は解体され、跡地は空き地となっている。
- オロフレユースホステル（有珠郡壮瞥町字弁景）
『オロフレスキー場』に併設するロッジと兼営していた。
- 金福ユースホステル（登別市登別温泉町）
旅館と兼営していた。建物は現存するものの、宿泊施設としての営業は行っていない。旧称『旅館金福』『ユースホステル旅館金福』『ユースホステル金福』。
- 登別駅前ユースホステル（登別市登別東町）
旅館と兼営していた。閉館後も宿泊施設『川畑旅館』の名で営業を継続していたが、その後廃業した。建物は既に解体され、跡地は空き地となっている。旧称『登別駅前ホステル』『ユースホステル登別駅前』。
- ウトナイ湖ユースホステル（苫小牧市字植苗）
建物は2006年11月に解体され、跡地は空き地となっている。別称『苫小牧ユースホステル』『苫小牧市ウトナイ湖ユースホステル』。
- 青山荘ユースホステル（登別市登別温泉町）
別称『青山荘』。
- ユースホステル江差よこやま（檜山郡江差町字姥神町）
現在、建物『江差姥神町横山家』は北海道指定の有形民俗文化財[17]となっている。別称『江差よこやまユースホステル』。
- 北星荘ユースホステル（函館市湯川町）
民営宿泊施設と兼営していた。旧称『北星荘ホステル』『北星荘』。別称『ユースホステル北星荘』。
- ユースホステル矢野旅館（松前郡松前町字福山）
旅館と兼営していた。現在も宿泊施設『温泉旅館矢野』の名で営業中。
- 法華寺ホステル（松前郡松前町字豊岡）
『法華寺』の施設の一部をユースホステルとして開放したもの。旧称『法華寺』。別称『法華寺ユースホステル』。
- 山形屋ホステル（檜山郡江差町字姥神町）
旅館と兼営していた。現在は宿泊施設としての営業は行っていない。旧称『山形屋旅館』。別称『山形旅館』『山形屋』『山形屋旅館ホステル』。
- ホロカ温泉ホステル（北海道河東郡上士幌町字幌加）
国民宿舎と兼営していた。閉館後も宿泊施設『ホロカ温泉旅館』の名で営業を継続していたが、2011年1月より休業している。別称『ホロカ温泉』『ホロカ温泉ユースホステル』。
- ユースホステル朝里川温泉ロッジ（小樽市朝里川温泉）
ロッジと兼営していた。現在、同地には老人ホームが所在する。旧称『温泉ロッヂホステル』。別称『タイムス観光ロッジ』『温泉ロッヂユースホステル』『朝里川温泉ロッヂユースホステル』。
- 小樽ヴィラ・マウンテングユースホステル（小樽市最上）
『ユースホステル小樽天狗山』の後継施設として開館。ペンションと兼営していた。現在もペンション『小樽ヴィラ・マウンテング』の名で営業中。
- 函館ユースゲストハウス（函館市宝来町）
『あかしや荘ユースホステル』との同族経営により運営されていた。閉館後は宿泊施設『函館ゲストハウスHORAI』の名で営業を継続していたが、その後廃業し、施設は売りに出された。現在は宿泊施設『ビジネスホテル ぼくんち』となっている。

### 東北ブロック
青森県
- ユースホステル博物館（十和田市大字奥瀬字十和田湖畔休屋）
1955年11月開館。2008年2月4日閉館。『十和田湖グランドホテル』に併設する『十和田科学博物館』の施設の一部をユースホステルとして開放したもの。閉館後も営業を継続していたが、運営会社が業績不振に陥ったため、現在は宿泊業を廃止し、建物は閉鎖されている。旧称『博物館ホテル』『博物館ホステル』『博物館ユースホステル』。別称『十和田博物館ホテル』『十和田科学博物館』。
- 焼山ホテル
- 大間崎ユースホステル（下北郡大間町大字大間字大間→下北郡大間町大字大間字蛇浦道）
1962年7月開館。1989年4月30日閉館。閉館時の建物は1972年9月に移転した後のもの。初代の建物は既に解体済み。2代目の建物は現存するものの、宿泊施設としての営業は行っていない。旧称『金沢旅館ホステル』『ユースホステル大間崎』。別称『金沢旅館』『金沢旅館ユースホステル』（何れも初代建物使用時に称していたもの。）。
- 常念寺ユースホステル（むつ市田名部町）
『常念寺』の敷地内にユースホステルを開設したもの。旧称『常念寺ホステル』。別称『常念寺』。
- うとうユースホステル（青森市茶屋町）
『高野山青森別院』（現在の名称は『青龍寺』。）の施設の一部をユースホステルとして開放したもの。寺院の移転と共に建物は解体され、現在、同地には病院が所在する。別称『うとうホステル』。
- 下北ユースホステル（むつ市中央）
1966年5月1日開館。1994年3月23日閉館。『青森県ユース・ホステル条例』に基づき設置された施設。建物は青森県が建設し、『青森県ユース・ホステル条例を廃止する条例』に基づき1971年よりむつ市が管理していた。建物は既に解体済み。
- カワヨグリーンユースホステル（上北郡おいらせ町向山）
1968年10月開館。2024年3月31日閉館。『有限会社カワヨグリーン牧場』の経営する牧場の施設の一部をユースホステルとして開放したもの。旧称『川要グリーンユースホステル』。
- おいらせユースホステル（十和田市大字奥瀬字栃久保）
『財団法人日本ユースホステル協会』直営の施設として1969年7月6日に開館。2010年11月1日より長期休館となった後、2021年3月31日付で閉館した。建物は現存するものの、廃墟と化している。旧称『奥入瀬ユースホステル』。
- 大久喜ユースホステル（八戸市大字鮫町字下柏木森）
建物は既に解体済み。
- 尻屋崎ユースホステル（下北郡東通村大字尻屋字村中）
ペアレントの死去に伴い、閉館。閉館時の建物は1995年に建て替えた後のもの。建物は現存するものの、廃墟と化している。
- あさむしユースホステル（青森市大字浅虫字山下）
『陸奥護国寺』の施設の一部をユースホステルとして開放したもの。旧称『浅虫高野山ホステル』『ユースホステル浅虫高野山』。別称『浅虫高野山ユースホステル』。
- 竜泉山ユースホステル（上北郡七戸町字町）
『青岩寺』の施設の一部をユースホステルとして開放したもの。旧称『竜泉山ホステル』。別称『龍泉山ホステル』『ユースホステル竜泉山』。
- ユースホステル本覚寺（東津軽郡今別町大字今別字今別）
『本覚寺』の施設の一部をユースホステルとして開放したもの。旧称『本覚寺ホステル』。別称『本覚寺』『本覚寺ユースホステル』。
- 貞昌寺ユースホステル（弘前市大字新寺町）
『貞昌寺』の施設の一部をユースホステルとして開放したもの。旧称『貞昌寺ホステル』。別称『貞昌寺』。
- ユースホステル嶽ホテル（弘前市大字常盤野字湯の沢）
ホテルと兼営していた。現在も宿泊施設『嶽ホテル』の名で営業中。旧称『岳ホステル』『嶽ホテル』。別称『嶽ホステル』。
- ひろさきユースホステル（弘前市大字森町）
建物は現存するものの、宿泊施設としての営業は行っていない。別称『弘前ユースホステル』。
- 青森・雲谷高原ユースホステル（青森市大字雲谷字山吹）
ペアレントの病気療養により閉館。建物は現存するものの、宿泊施設としての営業は行っていない。閉館後、施設の購入者を募集していたこともあった。

岩手県
- ユースホステル末広館（宮古市末広町）
1950年8月開館。2013年2月28日閉館。旅館と兼営していた。閉館後も宿泊施設『旅館末広館』の名で営業を継続していたが、その後廃業した。建物は解体され、跡地はレンタカーの支店となっている。旧称『末広館』『末広館ホステル』。
- 八幡平ユースホステル（八幡平市緑ガ丘）
1961年1月開館、6月1日開所。『八幡平観光ホテル』と一体化して運営されていた。『八幡平スキー場』の閉鎖と『東日本大震災』被災による設備破損とペアレントの死去により閉館。岩手日報の2014年7月14日付記事によると2014年夏中に建物は解体されるとのこと。2014年8月に始まった解体工事の結果、跡地は空き地となっている。
- ユースホステル養神館（八幡平市大更）
1963年7月開館。1981年9月30日閉館。旅館と兼営していた。閉館後も宿泊施設『旅館養神館』の名で営業を継続していたが、現在は廃業した模様。区画整理事業により建物は解体済み。旧称『養神館ホステル』。
- ユースホステル瀬川屋旅館（盛岡市八幡町）
旅館と兼営していた。現在も宿泊施設『瀬川屋旅館』の名で営業中。別称『瀬川屋旅館』。
- 毛越寺ユースホステル（西磐井郡平泉町平泉字大沢）
『毛越寺』の敷地内にユースホステルを開設したもの。建物の老朽化により閉館。建物は現存。別称『毛越寺宿院』『毛越寺ホステル』。
- ユースホステル町立奥中山（二戸郡一戸町奥中山字西田子）
1963年12月開館。1981年4月1日閉館。『社会福祉法人日本キリスト教奉仕団』から『学校法人向中野学園』（現名称『学校法人スコーレ』。）へと経営体が移譲された後、1975年には一戸町が『西岳スキー場』（現名称『奥中山高原スキー場』。）の宿泊施設とする目的で施設を買い取り、1976年1月1日より町立の施設として運営されていた。閉館後、建物は解体され、跡地は空き地となっている。旧称『奥中山ユースホステル』『ユースホステル奥中山』。別称『奥中山ホステル』『町立奥中山ユースホステル』。
- ユースホステル松川荘（八幡平市松尾寄木）
1963年12月開館。1980年12月31日閉館。『合資会社松川荘』が経営する国民宿舎と兼営していた。現在も宿泊施設『松川荘』の名で営業中。別称『松川荘』『八幡平ユースホステル松川荘』。
- 宮古木村ユースホステル（宮古市黒田町）
旅館と兼営していた。ペアレントの死去により閉館。建物は既に解体済み。旧称『木村旅館』『ユースホステル木村旅館』。
- 野田ユースホステル（九戸郡野田村大字玉川）
建物は廃校となった旧『野田村立玉川小学校』の施設を転用したもの。建物の老朽化により閉館。閉館後、建物は解体され、跡地は空き地となっている。
- 盛岡ユースホステル（盛岡市高松）
建物は既に解体され、跡地は住宅地となっている。
- 花巻ならの里ユースホステル（花巻市高松）
動物診療所と兼営していた。建物は現存するものの、宿泊施設としての営業は行っていない。
- 妙円寺ホステル（花巻市愛宕町）
『妙圓寺』の施設の一部をユースホステルとして開放したもの。
- 安比高原カムイの森ユースホステル（八幡平市安比高原）
- 岩手県青少年会館ユースホステル（盛岡市みたけ）
『一般財団法人岩手県青少年会館』が運営する複合施設『岩手県青少年会館』の建物の一部をユースホステルとして開放したもの。現在も宿泊施設としての営業は継続中。

宮城県
- 仙台赤門ユースホステル（仙台市青葉区川内川前丁）
自動車学校の施設の一部をユースホステルとして開放したもの。1974年12月31日でユースホステルとしては閉館したものの、1975年5月から再びユースホステルとして契約、再開した。閉館後、建物は『専門学校赤門自動車整備大学校』の寮に転用されている。旧称『仙台赤門ホステル』『ユースホステル仙台赤門』。別称『仙台赤門』。
- ユースホステルなかのや旅館（刈田郡蔵王町遠刈田温泉本町）
旅館と兼営していた。閉館後、建物は解体され、跡地は『蔵王町営神の湯駐車場』となっている。旧称『なかのや旅館』『なかのやホステル』。
- ユースホステル滝島旅館（大崎市鳴子温泉字新屋敷）
国民宿舎と兼営していた。現在も国民宿舎『ホテルたきしま』の名で営業中。旧称『滝島旅館』。別称『滝島旅館ホステル』『ユースホステル瀧嶋』『ユースホステル瀧嶋旅館』。
- いづみや旅館（白石市小原字湯元）
旅館と兼営していた。閉館後も宿泊施設『いづみや旅館』の名で営業を継続していたが、1963年に建物が焼失した模様。現在は白石市内の別の地で宿泊施設『小原温泉ホテルいづみや』の名で営業を継続中。別称『ユースホステルいずみや』『いずみや旅館』『小原温泉いづみや旅館』『いづみや旅館ホステル』。
- ユースホステル水戸屋（仙台市太白区秋保町湯元字薬師）
現在は宿泊施設『ホテルニュー水戸屋』の名で営業中。別称『水戸屋』『水戸屋ホステル』。
- 仙台千登勢ユースホステル（仙台市青葉区小田原）
1960年1月16日開館。2019年3月31日閉館。『株式会社千登勢』が経営する旅館と兼営していた。閉館後も宿泊施設『旅館千登勢屋』の名で営業を継続していたが、後継者がいないことと新型コロナウィルスの感染拡大を理由に2020年5月31日を以って廃業した。閉館時の建物は1979年に建て替えた後のもの。建物は現存するものの、宿泊施設としての営業は行っていない。旧称『仙台千登勢ホステル』『千登勢ホステル』『ユースホステル千登勢』。別称『仙台千登勢』。
- ユースホステル金華山神社（石巻市鮎川浜金華山）
『金華山黄金山神社』の施設の一部をユースホステルとして開放したもの。建物は現存。現在は同神社の参拝者用休養施設に転用されている。旧称『金華山神社ユースホステル』。
- 道中庵ユースホステル（仙台市太白区大野田）
閉館時の建物は1990年に建て替えた後のもの。建物は現存するものの、宿泊施設としての営業は行っていない。旧称『仙台道中庵ユースホステル』。

秋田県
- 大湯温泉 黒森ユースホステル（鹿角市十和田大湯字上ノ湯）
1956年6月開館。2012年3月31日閉館。『財団法人黒森会』が運営していた施設。閉館時の建物は1971年12月に建て替えた後のもの。運営に関わっていた『秋田県スキー連盟』から得られていた補助金が廃止になったことや施設の老朽化が進んだことにより閉館した。初代の建物は『第8回国民体育大会』の会場となった『大湯温泉スキー場』内に建てられた施設を移築して『スキー会館』の名で開業したもの。現在は日帰り入浴施設として営業中。旧称『黒森荘ホステル』『黒森荘ユースホステル』。
- 門前ユースホステル（男鹿市船川港本山門前字祓川）
『長楽寺』の敷地内にユースホステルを開設したもの。旧称『長楽寺ホステル』『ユースホステル男鹿長楽寺』『男鹿長楽寺ユースホステル』。別称『男鹿長楽寺』『長楽寺ユースホステル』。
- ユースホステル八橋青年の家（秋田市八橋運動公園）
1962年5月開館。1979年1月31日閉館。秋田県立『秋田県八橋青年の家』の建物の一部をユースホステルとして開放したもの。閉館後、建物は解体され、跡地には秋田県の施設『秋田県立スポーツ会館』（現名称『秋田県スポーツ科学センター』。）が建てられた。旧称『八橋青年の家ホステル』『八橋青年の家』。
- 駒岳山麓荘（仙北市田沢湖生保内字駒ヶ岳）
1965年1月開館。1970年11月閉館。民営宿泊施設と兼営していた。閉館後、建物は建て替えられ、現在は宿泊施設『プラザホテル山麓荘』の名で営業中。
- ユースホステル象潟青年の家（にかほ市象潟町字入湖ノ澗）
1965年10月開館。2003年3月31日閉館。組合立『象潟青年の家』の建物の一部をユースホステルとして開放したもの。建物は現存。現在は『社団法人にかほ市観光協会』『本荘由利森林組合仁賀保支所』が入居する施設に転用されている。
- 八幡平大沼ユースホステル（鹿角市八幡平字大沼→鹿角市八幡平字熊沢国有林）
1965年10月開館。1984年3月31日閉館。『財団法人秋田観光開発公社』（現名称『株式会社秋田県物産振興会』。）が運営していた施設。初代の建物は既に解体され、跡地には観光施設『八幡平ビジターセンター』が建てられた。2代目の建物も既に解体され、跡地は空き地となっている。旧称『八幡平大沼ホステル』。別称『八幡平ユースホステル』。
- ユースホステル衆楽荘（湯沢市秋ノ宮字上ノ野）
民営宿泊施設と兼営していた。閉館後も宿泊施設『温泉保養館衆楽荘』の名で営業を継続していたが、その後廃業した。
- 田沢湖ユースホステル（仙北市田沢湖生保内字上石神）
1969年11月開館。2018年3月31日閉館。国民宿舎と兼営していた（この国民宿舎は「家族でユースホステルに宿泊したい。」との利用客からの要望に応えて開設したもの。）。建物は現存するものの、宿泊施設としての営業は行っていない。
- まつばユースホステル（仙北市西木町桧木内字松葉）
1971年9月開館。1999年12月31日閉館。建物は現存するものの、宿泊施設としての営業は行っていない。旧称『松葉ユースホステル』。別称『松葉館ユースホステル』。
- 秋田ユースホステル（秋田市旭南）
1989年8月1日開館。1991年6月1日閉館。
- ユースパルあきたユースホステル（秋田市寺内字神屋敷）
『一般財団法人秋田県青年会館』が運営する複合施設『秋田県青少年交流センター』の建物の一部をユースホステルとして開放したもの。現在も宿泊施設としての営業は継続中。

山形県
- 蔵王高原ユースホステル（上山市蔵王坊平高原）
1958年6月開館。1970年11月閉館。『蔵王高原観光開発株式会社』『山形交通株式会社』（現名称『株式会社ヤマコー』。）経営の宿泊施設と兼営していた。旧称『蔵王高原セントラル・ロッジ』『坊平セントラル・ロッジ』。別称『セントラル・ロッジ』『蔵王セントラルロッヂ』『蔵王高原セントラルロッヂ』『蔵王高原セントラルロッジ』。
- 西屋旅館（米沢市大字関）
旅館と兼営していた。現在も宿泊施設『湯滝の宿 西屋』の名で営業中。旧称『白布高湯温泉 西屋旅館』『西屋ホステル』。
- 宗川旅館ホステル（米沢市大字板谷字五色）
旅館と兼営していた。閉館後も宿泊施設『五色温泉宗川旅館』の名で営業を継続していたが、後継者不足を理由に2020年11月30日を以って閉業した。旧称『宗川旅館』。別称『五色温泉宗川旅館』『宗川ホステル』。
- ユースホステル蔵王山の家（山形市大字上宝沢）
『社団法人山形県観光協会』（現名称『公益社団法人山形県観光物産協会』。）運営の宿泊施設をユースホステルとして指定したもの。建物は解体済み。旧称『蔵王山の家』。別称『県営山ノ家ユースホステル』。
- ユースホステル大平小舎（飽海郡遊佐町吹浦字鳥海山）
山小屋と兼営していた。1952年に開催した第7回国民体育大会で鳥海山が登山競技の会場となったことから、選手の宿泊場所として吹浦村が建設した建物を使用したもの。閉館後も吹浦町（現在は合併により消滅。）所有の避難小屋として使用されていたが、老朽化と利用者減等を理由に2012年を以って閉鎖し、建物は解体された。跡地は空き地となっている。ペアレントは遊佐町長を務めた人物で『滝の小舎ホステル』と兼務していた。旧称『大平小屋』『大平小舎ホステル』。別称『大平小舎』『大平小屋ホステル』。
- 滝の小舎ホステル（飽海郡遊佐町吉出）
1958年10月開館。1967年8月閉館。山小屋と兼営していた。建物の老朽化を理由に閉館。現在も遊佐町営の山小屋『滝ノ小屋』として営業中。ペアレントは遊佐町長を務めた人物で『ユースホステル大平小舎』と兼務していた。旧称『滝の小舎』。別称『滝の小屋』『滝ノ小舎』。
- あづまユースホステル（米沢市大字関字湯の入沢）
建物は解体され、跡地には米沢市営の施設『米沢市森林体験交流センター』（愛称は『白布森の館』。）が建てられた。別称『あずまホステル』『吾妻ユースホステル』『アズマユースホステル』。
- ユースホステル八向館（新庄市大字本合海字矢筈山）
1962年2月開館。1976年12月31日閉館。旅館と兼営していた。建物は現存するものの、廃墟と化している。旧称『八向館ホステル』。
- ユースホステル山形県教育会館（山形市木の実町）
1962年2月開館。1975年8月14日閉館。『財団法人山形県教育会館』が運営していた施設をユースホステルとして指定したもの。閉館後、建物は解体され、跡地には複合施設『大手門パルズ』が建てられた。旧称『山形県教育会館』。
- 菊家旅館（米沢市相生町）
旅館と兼営していた。現在は旅館業も廃業している。建物は現存するものの、宿泊施設としての営業は行っていない。旧称『菊家旅館ホステル』『菊屋旅館』。別称『菊家旅館ユースホステル』。
- 泉荘ホステル（鶴岡市泉町）
旅館と兼営していた。建物は現存するものの、宿泊施設としての営業は行っておらず、現在は駐車場経営に専念している。旧称『泉荘旅館』。
- ユースホステル沢口旅館（酒田市大字飛島字勝浦甲）
1963年6月1日開館。2000年3月31日閉館。旅館と兼営していた。現在も宿泊施設『沢口旅館』の名で営業中。旧称『沢口旅館』。
- ユースホステル吹浦海浜宿舎（飽海郡遊佐町吹浦字西浜）
1964年3月1日開館。1982年9月30日閉館。民営宿泊施設と兼営していた。旧称『西浜海浜宿舎』。別称『吹浦西浜海浜宿舎』『ユースホステル西浜海浜宿舎』。
- つるおかユースホステル（鶴岡市三瀬字宮ノ前）
1997年10月に長期休館となった後、2000年3月18日に再開館したが、ペアレントの逝去に伴い、再び長期休館となった後、2021年3月31日付で閉館した。旧称『鶴岡ユースホステル』。
- やまがたユースホステル（山形市大字黒沢字中川原）
1983年10月1日開館。2003年3月31日閉館。建物は現存するものの、宿泊施設としての営業は行っていない。
- 山形七日町ワシントンホテルユースゲストハウス（山形市七日町）
『ワシントンホテル株式会社』が経営するホテルと兼営していた。現在も宿泊施設『山形七日町ワシントンホテル』の名で営業中。

福島県
- 白樺の家（耶麻郡北塩原村大字桧原字小野川原）
1956年6月開館。1958年7月閉館。『尾瀬林業観光株式会社』（現名称『東京パワーテクノロジー株式会社』。）経営のロッジと兼営していた。
- ユースホステル磐梯荘（耶麻郡猪苗代町大字若宮字上ノ湯甲）
1957年3月開館。1984年3月31日閉館。旅館、ホテルと兼営していた。建物は解体済み。現在、同地には1970年7月に新築された宿泊施設『森の旅亭マウント磐梯』のみが営業中。旧称『磐梯荘』『磐梯荘ホステル』。別称『中の湯ホステル』『中の湯旅館』。
- 裏磐梯ユースホステル（耶麻郡北塩原村大字桧原字剣ケ峯）
1959年7月開館。『有限会社五色沼ロッジ』経営のキャンプ場と兼営していた。キャンプ場の閉業と同時期に長期休館となった後、2023年3月31日付で閉館した。建物は現存するものの、宿泊施設としての営業は行っていない。旧称『五色沼ロッヂ』。
- ユースホステル渓谷荘（いわき市川前町川前字前川原）
旅館と兼営していた。現在は旅館業も廃業している。建物は現存するものの、廃墟と化している。旧称『渓谷荘ホステル』『渓谷荘』。別称『渓谷荘ユースホステル』。
- ユースホステル松ヶ岡（いわき市平字古鍛冶町）
旅館と兼営していた。現在も宿泊施設『旅館ときわ亭』の名で営業中。旧称『ユースホステルときわ』。
- みさとユースホステル（伊達市霊山町下小国字広畑）
1973年11月開館。2024年3月31日閉館。建物は現存するものの、宿泊施設としての営業は行っていない。
- ほていやホステル（福島市飯坂町字若葉町）
旧称『ほてい屋旅館』。別称『ほていや』『布袋屋旅館』『ほていや旅館ホステル』。
- ユースホステル柳津湖畔春江荘（河沼郡柳津町大字柳津字下平乙）
旅館と兼営していた。閉館後も宿泊施設『春江荘』の名で営業を継続していたが、1987年4月に『有限会社河内屋商店』（現名称『河内屋グループ株式会社』。）に買収され、『ホテルかわち』（現名称『瀞流の宿 かわち』。）の名称にて再開業した。旧称『春江荘』『春江荘ホステル』『ユースホステル春江荘』。別称『柳津湖畔荘』。
- 只見ユースホステル（南会津郡只見町大字只見字新町）
建物は現存するものの、宿泊施設としての営業は行っていない。
- 会津野ユースホステル（大沼郡会津美里町寺崎字柿屋敷）
1997年7月19日開館。2019年3月19日閉館。『東日本大震災』の避難民受け入れ先として運営したため、長期休館中となっていた。現在は宿泊施設『会津野』の名で営業中。

### 関東ブロック
茨城県
- ユースホステル奥久慈山荘（久慈郡大子町大字頃藤）
1957年7月開館。1982年5月1日閉館。『長福寺』の敷地内に設置した大子町立『奥久慈青少年の家』の建物の一部をユースホステルとして開放したもの。旧称『奥久慈青年の家』『奥久慈山荘ホステル』『奥久慈山荘』。別称『奥久慈青少年の家』。
- 加波山荘ユースホステル（石岡市大塚字加波山／桜川市真壁町長岡）
1958年4月開館。2017年2月28日閉館。『加波山神社』の施設の一部（社務所と宮司自宅を使用。）をユースホステルとして開放したもの。ハンドブック上ではペアレント自宅の所在地情報が掲載されていた。建物は現存するものの、宿泊施設としての営業は行っていない。旧称『加波山荘』。別称『加波山荘ホステル』『ユースホステル加波山荘』。
- 筑波山荘ユースホステル（つくば市筑波）
1959年11月開館。『東日本大震災』により建物が壊滅的被害を受けたことを理由に長期休館となった後、閉館した。建物は現存するものの、宿泊施設としての営業は行っていない。旧称『筑波山荘』『筑波山荘ホステル』『ユースホステル筑波山荘』。別称『つくば山荘ユースホステル』。
- 鹿島がんけ旅館（鹿嶋市宮中）
旅館と兼営していた。現在も宿泊施設『ホテルがんけ』の名で営業中。旧称『鹿島がんけホステル』。
- ユースホステル潮来荘（潮来市上戸）
閉館時の建物は1975年に同じ地名の別の場所から移転した後のもの。初代の建物はペアレントの自宅を開放したもの、2代目の建物はホテルと兼用していた。建物は現存するものの、宿泊施設としての営業は行っていない。旧称『汐来荘』『汐来荘ホステル』『ユースホステル汐来荘』。
- 筑波山ユースホステル（桜川市真壁町羽鳥字土俵場）
閉館後、建物は解体され、跡地は駐車場となっている。
- 水戸徳田ユースホステル（笠間市仁古田）
閉館後も建物は残されていたが、現在は解体され、跡地は空き地となっている。
- 土浦増尾ユースホステル（土浦市小松）
閉館後も建物は残されていたが、現在は解体され、跡地は住宅地となっている。

栃木県
- ユースホステル湯元山の家（日光市湯元）
1951年10月開館。1981年3月31日閉館。『財団法人国立公園協会』『日光国立公園観光株式会社』経営の『国民宿舎日光湯元レークロッジ』と兼営していた。閉館後も国民宿舎としての営業は継続していたが、その後、『財団法人国民休暇村協会』（現名称『一般財団法人国民休暇村協会』。）が施設を買収し、閉業。宿舎を建て替えた後、1994（平成6）年7月より宿泊施設『日光湯元国民休暇村』（現名称『休暇村日光湯元』。）の名で営業中。旧称『湯元山の家』『湯元山の家ホステル』。別称『奥日光ロッジ』『日光湯元山の家』『湯元山ノ家』『奥日光湯元山の家ホステル』。
- 田母沢会館ホステル（日光市本町）
1951年10月開館。1953年12月閉館。旅館兼貸席施設と兼営していた。元皇室財産である田母沢附属邸を使用したもので『日光国立公園観光株式会社』が経営していた。閉館後も宿泊施設として活用されており、1979年の改築時からは『日光田母沢ホテル』の名で営業を継続していた。老朽化を理由に2006年に建物が解体され、跡地は空き地となっている。
- 職員寮ホステル（日光市中宮祠）
1951年10月開館。1953年12月閉館。『財団法人国立公園協会』が運営していた施設をユースホステルとして指定したもの。
- ユースホステル叶屋旅館（那須塩原市塩原字福渡）
旅館と兼営していた。現在は旅館業も廃業している。建物は現存するものの、廃墟と化している。旧称『叶屋旅館』『叶屋旅館ホステル』。別称『叶屋』『叶屋ホステル』。
- 日光山荘ホステル（日光市萩垣面）
政治家の別荘であった建物をユースホステルとして転用したもの。旧称『日光山荘』。別称『日光読売山の家』。
- ばんすいかんホステル（日光市藤原）
- ユースホステル西野田観音（栃木市大平町西野田）
『報恩寺』の施設の一部をユースホステルとして開放したもの。旧称『西野田観音ホステル』。別称『西野田観音』。
- ユースホステル白樺荘（那須塩原市湯本塩原）
現在も宿泊施設『湯荘白樺』の名で営業中。旧称『白樺荘』。別称『白樺荘ホステル』。
- 日光大谷川ユースホステル（日光市中鉢石町）
閉館後、ペアレントは転居したとのこと。旧称『大谷川ユースホステル』。
- 那須高原ユースホステル（那須郡那須町大字湯本）
元旅館であった建物をユースホステルとして転用したもの。
- 手白沢温泉山の家（日光市川俣）
現在は宿泊施設『手白澤温泉』の名で営業中。
- 岳人小屋・加仁湯（日光市川俣）
現在は宿泊施設『加仁湯』の名で営業中。旧称『岳人小屋・加仁湯ホステル』。別称『ユースホステル加仁湯』『加仁湯』『加仁湯ホステル』。
- 川俣観光ホテル（日光市川俣）
ホテルと兼営していた。現在も宿泊施設『川俣観光ホテル 仙心亭』の名で営業中。別称『川俣観光ホステル』。
- 那須ゆうから荘ユースホステル（那須塩原市高林）
建物は現存するものの、宿泊施設としての営業は行っていない。
- 那須ハイランドリゾートユースホステル（那須郡那須町大字高久乙）
現在は宿泊施設『民宿 喜楽庵』の名で営業中。

群馬県
- 青雲荘ホステル（前橋市富士見町赤城山）
1953年開館。猪谷千春が建造し、『群馬県観光株式会社』『財団法人群馬県観光開発公社』が運営したロッジをユースホステルとして指定したもの。建物は現存するものの、宿泊施設としての営業は行っていない。
- 菅沼山の家ホステル（利根郡片品村大字東小川）
1953年開館。1960年11月閉館。『丸沼温泉株式会社』経営のロッジと兼営していた。
- 土合山の家（利根郡みなかみ町湯桧曽）
ロッジと兼営していた。現在も宿泊施設『土合山の家』の名で営業中。
- 豊国館ホステル（吾妻郡嬬恋村大字干俣字万座）
1956年5月開館。1963年12月閉館。民営宿泊施設と兼営していた。『ユースホステル五色の湯』との同族経営により運営されていた。現在も宿泊施設『豊国館』の名で営業中。旧称『豊国館』。別称『万座温泉豊国館』『豊国館ユースホステル』。
- ユースホステル白雲荘（吾妻郡草津町大字草津）
1956年10月開館。1972年12月31日閉館。民営宿泊施設と兼営していた。ハンドブック上は宿泊施設『古久長旅館』本館の所在地情報を掲載していたが、ユースホステルとしては同名宿泊施設の別館を開放していた。建物は既に解体済み。旧称『古久長旅館』『白雲荘ホステル（古久長旅館別館）』『白雲荘』。別称『古久長ホステル』。
- ユースホステル慈眼院（高崎市石原町）
『慈眼院』の施設の一部をユースホステルとして開放したもの。旧称『慈眼院ホステル』。
- ユースホステル妙義玉屋（富岡市妙義町妙義）
民営宿泊施設と兼営していた。閉館後も宿泊施設『水車の宿玉屋』の名で営業を継続していたが、2009年2月28日を以って閉業した。旧称『玉屋旅館』『玉屋ホステル』。別称『妙義玉屋旅館』『玉屋旅館ホステル』。
- 忠治館（前橋市苗ヶ島町）
民営宿泊施設と兼営していた。現在も宿泊施設『旅籠忠治館』の名で営業中。旧称『忠治館ホステル』。
- ユースホステル草津ガーデン・ハウス（吾妻郡草津町大字草津）
1957年11月開館。近隣に『草津高原ユースホステル』が開館したことに伴い、1975年11月30日を以って閉館した。閉館後、建物は建て替えられ、宿泊施設『ガーデンハウス別館』の名で営業を継続していたが、2016年8月までに廃業した。旧称『ガーデンハウス』『草津ガーデン・ハウス』。別称『ガーデン・ハウス』『草津ガーデンハウス』。
- ユースホステル上の原山の家（利根郡みなかみ町藤原）
1958年3月開館。1977年2月28日閉館。『日本国有鉄道』が各地に建設した『国鉄山の家』の一つ。現在は宿泊施設『ロッヂ上の原山の家』の名で営業中。旧称『国鉄上の原山の家』『国鉄上の原山の家ホステル』『上の原山の家』。別称『国鉄上ノ原山の家』『ユースホステル上ノ原山の家』。
- ユースホステル旅（渋川市伊香保町伊香保）
民営宿泊施設と兼営していた。現在、同地には中華料理店が所在する。旧称『旅ホステル』『旅ユースホステル』。
- ふじやホステル（高崎市榛名湖町）
1958年10月から1970年12月まで開館したユースホステル。民営宿泊施設と兼営していた。現在も宿泊施設兼レストラン『旅館・レストランふじや』の名で営業中。旧称『ふじや旅館』。別称『ふじや』『ふじや旅館ホステル』。
- 高峰高原ロッジ（吾妻郡嬬恋村大字鎌原字世小笹）
1959年3月開館。1970年12月閉館。『東邦観光開発株式会社』経営のロッジと兼営していた。閉館後、建物は解体され、跡地はレジャー施設『アサマ2000パーク』の敷地の一部となっている。旧称『高峯高原ロッヂ』『高峯高原ロッジ』。
- 萩原ユースホステル（吾妻郡長野原町大字北軽井沢）
現在、建物は『萩原建設』が使用している。旧称『萩原ホステル』。
- ユースホステルヤマタ（吾妻郡嬬恋村大字干俣）
1960年2月開館。1985年9月閉館。民営宿泊施設と兼営していた。閉館時の建物は建て替え後のもの。閉館後も宿泊施設『ヤマタ旅館』『旅館福福』の名で営業を継続していたが、現在は廃業している模様。建物は解体され、跡地は空き地となっている。旧称『ヤマタホステル』。
- ユースホステル伏島館（太田市藪塚町）
民営宿泊施設と兼営していた。閉館後、建物は建て替えられ、現在は宿泊施設『ホテルふせじま』の名で営業中。旧称『伏島館』『伏島館ホステル』。
- 上越館ホステル（利根郡みなかみ町大穴）
現在は宿泊施設『ゆの館上越館』の名で営業中。別称『上越館』『上越館ユースホステル』。
- ユースホステル榛名富士センター（高崎市榛名湖町）
『群馬バス株式会社』経営の国民宿舎と兼営していた。旧称『榛名富士センター』。別称『榛名ユースホステル』。
- 艮山荘農園ユースホステル（吾妻郡長野原町大字応桑）
閉館時の建物は建て替え後のもの。現在はペンション『艮山荘』の名で営業中。
- ユースホステル関晴館（吾妻郡中之条町大字入山）
旅館と兼営していた。閉館後も宿泊施設『関晴館本館』の名で営業を継続していたが、2008年8月31日付を以って廃業した。その後、建物は解体され、跡地は空き地となっている。旧称『関晴館ユースホステル』。
- 尾瀬戸倉ユースホステル（利根郡片品村大字戸倉）
旅館と兼営していた。現在も宿泊施設『戸倉旅館』の名で営業中。
- 水上ユースホステル（利根郡みなかみ町湯原字若栗）
1969年11月開館。1972年10月1日閉館。ペアレントは近隣にある『建明寺』の住職が務めていた。
- 赤城パオスユースホステル（渋川市赤城町溝呂木）
1986年5月開館。1996年5月31日閉館。『株式会社三育社』が運営していた施設『パオス野外教育研究所』をユースホステルとして指定したもの。閉館後は同じ運営企業による『赤城パオス活動センター』の施設に転用されている。
- ウィンディーベル北軽井沢ユースホステル（吾妻郡嬬恋村大字鎌原）
ペンションと兼営していた。現在も宿泊施設『ペンションウィンディーベル』の名で営業中。
- 谷川岳ラズベリーユースホステル（利根郡みなかみ町谷川）
2003年3月27日開館。2024年12月31日閉館。

埼玉県
- 飯能ユースホステル（飯能市大字双柳）
ペアレントは『飯能ユースゲストハウス』と兼務していた。キツネ飼育従業員宿舎であった建物を改築して開業したもの。建物は現存するものの、廃墟と化している。別称『飯能ホステル』。
- 飯能ユースゲストハウス（飯能市大字双柳）
ペアレントは『飯能ユースホステル』と兼務していた。『飯能ユースホステル』と同じ敷地内に開業したもの。閉館後は宿泊施設『ゲストハウスヴィラージュ飯能』の名で営業を継続していたが、2014年に閉鎖された模様。建物は現存するものの、廃墟と化している。

千葉県
- 農村修練所（成田市久井崎）
1951年10月開館。1952年閉館。ユースホステルとしての詳細は不明だが、1936年に『財団法人日本青年館』（現名称『一般財団法人日本青年館』。）が当地に開設、運営していた『農村修練所』に併設する形で開業したもの。閉館後、建物は解体され、跡地は住宅地となっている。
- 房総海の家（いすみ市岬町江場土）
1954年開館。1958年7月閉館。
- ユースホステル犬吠荘（銚子市犬吠埼）
ペアレントの別荘であった建物をユースホステルとして転用したもの。閉館後、建物は解体され、跡地は駐車場となっている。旧称『犬吠荘ホステル』。別称『犬吠荘』『犬吠荘ユースホステル』。
- 水郷ユースホステル（香取市佐原）
元旅館であった建物をユースホステルとして転用したもの。旧称『水郷ホステル』。
- 安房家ホステル（鴨川市内浦）
旅館と兼営していた。現在も宿泊施設『旅館安房家』の名で営業中。別称『安房家ユースホステル』。
- 館山ユースホステル（館山市布良）
閉館後、建物は解体され、跡地は空き地となっている。別称『館山ホステル』。
- ユースホステル大錦荘（鴨川市天津）
国民宿舎と兼営していたが、現在は廃業している。建物は現存するものの、宿泊施設としての営業は行っていない。旧称『大錦荘ホステル』『大錦荘』。
- 稲毛海浜ユースホステル（千葉市美浜区稲毛海岸）
1964年8月開館（読売新聞の報道では1964年5月23日開館との記載あり。）。後継施設『千葉市ユースホステル』の開館準備を名目に休館となった後、1983年3月31日付で閉館した（ユースホステルとして廃止となったのは同年6月。）。1986年からは『千葉市稲浜公民館』の別館『青少年活動棟あすなろ』として活用されてきたが、こちらも施設の老朽化に伴い2019年3月31日を以って廃止となり、建物も解体された。跡地は空き地となっている。
- 千葉市ユースホステル（千葉市緑区小食土町）
『稲毛海浜ユースホステル』の後継施設として1983年7月1日に開館。『千葉市ユース・ホステル設置管理条例』に基づき設置された施設であるが、2013年を以って同条例が廃止されたことに伴い、2014年3月31日付で閉館となった。施設はリノベーションされ、2014年4月26日からは『昭和の森フォレストビレッジ』内の宿泊施設『フォレストロッジ』として再開した。
- ユースホステル光風荘（市原市光風台）
建物は現存するものの、宿泊施設としての営業は行っていない。
- シーサイド大原ユースホステル（いすみ市岩船）
1994年4月2日開館。2005年3月31日閉館。ペアレントの別荘であった建物をユースホステルとして転用したもの。建物は現存するものの、宿泊施設としての営業は行っていない。別称『大原ユースホステル』。
- スカイコート成田ユースゲストハウス（成田市新田）
1997年10月1日開館。2008年12月31日閉館。『スカイコート株式会社』（現名称『スカイハート株式会社』。）経営のホテルと兼営していた。現在も宿泊施設『スカイハートホテル成田』の名で営業中。
- ワットハウス鴨川ユースホステル（鴨川市太海）
ペアレントの別荘であった建物をユースホステルとして転用したもの。建物は現存するものの、宿泊施設としての営業は行っていない。
- 館山サンセットユースホステル（館山市洲宮）
2010年5月1日開館。2019年5月31日閉館。元はペンションであった建物をユースホステルとして開放したもの。閉館後も宿泊施設『館山サンセット』の名で営業を継続していたが、2019年9月に襲来した台風15号で建物が半壊する被害を受けたため、休館に追い込まれた。2020年3月には公式ブログで建物を解体し、廃業することを表明している。建物は解体され、跡地は空き地となっている。

東京都
- ユースホステル日本青年館（新宿区霞ヶ丘）
1951年10月開館。1973年12月31日閉館。『財団法人日本青年館』（現名称『一般財団法人日本青年館』。）が運営する複合施設『日本青年館』（1979年2月1日に竣工した2代目のもの。）の建物の一部をユースホステルとして開放したもの。閉館後も宿泊施設としての営業は継続していたが、『2020年東京オリンピック』用地として敷地が使われるため、2015年3月31日を以って休館し、同年4月15日より建物は解体された。跡地は『国立競技場』敷地の一部となっている。旧称『日本青年会館』『日本青年館』。
- ユースホステル浴恩館（小金井市緑町）
『財団法人日本青年館』（現名称『一般財団法人日本青年館』。）が運営する講習所の施設の一部をユースホステルとして開放したもの。施設は1928年に京都御所で行われた御大典で使われたものを『日本青年館』が譲り受け移築したものであり、閉館後、建物は小金井市に売却され、小金井市の施設『小金井市青少年センター』として転用された（1998年に改装し、現在は『小金井市文化財センター』に改称。）。旧称『浴恩館』『浴恩館ホステル』。
- 黒潮小屋（大島町泉津字福重）
東京都の宿泊施設と兼営していた。閉館後も宿泊施設として営業を続けていたが、その後、宿泊業務を取り止めて施設改修を行い、1992年に東京都の施設『椿資料館』に転用された。『椿資料館』は建物老朽化により更に建て替え工事が行われ、2011年1月28日にリニューアルオープンしている。別称『黒汐小屋』。
- 健康の家ユースホステル（文京区大塚）
建物は現存するものの、宿泊施設としての営業は行っていない。旧称『健康の家ホステル』『健康の家ホテル』。
- 市ヶ谷ユースホステル（千代田区五番町）
1961年5月1日開館。『1964年東京オリンピック』の開催準備事業の一環として東京都が整備した施設をユースホステルとして開放したもの。1984年3月24日閉館。『東京都ユース・ホステル条例』に基づき設置された施設。『東京セントラルユースホステル』は後継施設。閉館後、建物は解体され、跡地にはビルが建設されている。旧称『市ケ谷ユースホステル』。別称『市ヶ谷ホステル』『市が谷ユースホステル』『市ガ谷ユースホステル』。
- 高尾ユースホステル（八王子市高尾町）
1964年7月1日開館。『1964年東京オリンピック』の自転車競技が陵南公園で開催されたことに併せて東京都が整備した選手村施設『高尾宿舎』をユースホステルとして開放したもの。1997年3月31日閉館。『東京都ユース・ホステル条例』に基づき設置された施設であるが、『東京都ユース・ホステル条例の一部を改正する条例』に基づき1996年に同条例は廃止されている。閉館後、建物は解体され、跡地には国の施設『農林水産省林野庁高尾森林センター』が建てられた。八王子市長房町に整備された選手村施設『陵南宿舎』を開放した『陵南分室』も1965年9月1日に開館したが、老朽化を理由に1966年12月31日に閉館している。
- 東京代々木ユースホステル（渋谷区代々木神園町）
『財団法人日本ユースホステル協会』直営の施設として1967年10月1日に開館。2012年3月15日に閉館。『国立オリンピック記念青少年総合センター』の施設の一部をユースホステルとして開放したもの。初代の建物として使用された『14号棟』『15号棟』は既に解体済み。2代目と3代目の建物として使用された『5号棟』『宿泊A棟』は現存。『宿泊A棟』は1995年に建てられたもので、現在も宿泊棟として使用されている。
- ユースホステル神津島ロッジ（神津島村字榎木が沢）
1968年1月開館。神津島村営のロッジと兼営していた。建物は東京都が建設し1966年4月20日に開所した後、神津島村に払い下げられたもの。建物は解体済み。
- 東京都大島ユースホステル（大島町元町）
1987年3月閉館。『東京都ユース・ホステル条例の一部を改正する条例』に基づき設置された施設。閉館後は東京都の施設『大島町貝類博物館』（別名『ぱれ・らめーる』。）に転用されていたが、建物の老朽化を理由に閉鎖された。その後、建物は解体され、跡地には2016年7月23日に公営プール『大島町弘法浜・サンセットプール』が開設された。
- ユースホステル三原山荘（大島町元町字神達）
ホテルと兼営していた。開館時は『ホテル椿園』近隣にあった建物を使用していたが、途中からホテルそのものがユースホステルとなり、旧施設は倉庫と化していた。閉館後もホテルとしての営業は継続していたが、2013年10月16日発生した土砂崩れにより罹災し、以後は営業を再開することなく取り壊された。現在、跡地は空き地となっている。旧称『三原小屋』『三原山荘ホステル』『三原山荘』。別称『三原小屋ホステル』。
- 三宅島阿古ユースホステル（三宅村大字阿古）
民営宿泊施設と兼営していた。建物は現存するものの、宿泊施設としての営業は行っていない。旧称『ユースホステル三宅島阿古』。
- 八丈島ユースホステル（八丈町大字大賀郷字永郷）
建物は廃校となった旧『八丈町立永郷小学校』の施設を転用したもの。閉館後、建物は解体され、跡地は空き地となっている。
- カレッジタウン八王子ユースゲストハウス（八王子市大和田町）
マンション『カレッジタウン』の一部をユースホステルとして開放したもの。建物はそのまま賃貸マンションとなっている。
- スカイコート小岩ユースゲストハウス（江戸川区北小岩）
1997年6月1日開館。2011年11月30日閉館。『スカイコート株式会社』（現名称『スカイハート株式会社』。）経営のホテルと兼営していた。現在も宿泊施設『スカイハートホテル小岩』の名で営業中。
- スカイコート浅草ユースゲストハウス（台東区浅草）
1997年11月1日開館。2009年12月31日閉館。『スカイコート株式会社』（現名称『スカイハート株式会社』。）経営のホテルと兼営していた。閉館後も宿泊施設『ホテルスカイコート浅草』の名で営業を継続していたが、その後、スマイルホテルチェーンの『スマイルホテル浅草』にリブランドされた。
- アンナビーチ母島ユースホステル（小笠原村母島字静沢）
2000年7月28日開館。2022年12月31日閉館。現在は宿泊施設『アンナビーチ母島ゲストハウス』の名で営業中。
- 数馬ホステル（西多摩郡檜原村字数馬）
- 東京ユースホステル（新宿区新宿）
閉館後、建物は解体され、跡地にはビルが建設されている。別称『東京ホステル』。
- 東京隅田川ユースホステル（台東区柳橋）
会社寮であった建物を転用して開館したもの。閉館後、建物は解体され、跡地にはマンションが建設されている。

神奈川県
- 強羅観光旅館（足柄下郡箱根町大字強羅）
隣接する『強羅ホテル』とともに『国際興業株式会社』が経営していた。閉館後も宿泊施設として営業を継続していたが、施設の老朽化により1973年5月31日を以って閉鎖された。建物は既に解体済み。
- 城山々荘（足柄下郡湯河原町鍛冶屋）
契約条項違反を理由に閉館。閉館後も宿泊施設として営業を継続していたが、現在は廃業している。旧称『城山々荘ホステル』。別称『城山山荘』『ユースホステル城山山荘』。
- 鎌倉花月園ユースホステル（鎌倉市坂ノ下）
1956年3月開館。2004年10月31日閉館。『花月園観光株式会社』が経営するホテルと兼営していた（同社は1952年7月にそれまでの運営会社から建物を買収して取得した。）。ホテルの廃業に伴い、閉館した。閉館後、建物は解体され、跡地にはマンションが建設されている。旧称『日本学生会館』『ユースホステル日本学生会館』。
- 緑ヶ丘ユースホステル（藤沢市大鋸）
建物は現存するものの、宿泊施設としての営業は行っていない。旧称『緑ガ丘ユースホステル』。別称『緑ガ丘ホステル』。
- 観音崎ユースホステル（横須賀市鴨居）
1959年8月開館。1975年9月30日閉館。『観音崎観光株式会社』により運営されていた施設。閉館後、建物は解体され、跡地は広場となっている。別称『観音崎ホステル』。
- 箱根園ユースホステル（足柄下郡箱根町大字元箱根）
『国土計画株式会社』により運営されていた。閉館後は企業の保養所となった後、建物は解体され、『箱根プリンスホテル』の所有する施設『神山ロッジ』が建てられた（こちらの建物もその後閉鎖となり、現在は廃墟と化している。）。
- ユースホステル氷川丸（横浜市中区山下町）
1961年開館。1973年8月31日閉館。『氷川丸観光株式会社』（同社は1972年に『横浜展望塔株式会社』と合併して『氷川丸マリンタワー株式会社』が発足。2006年に解散。）が運営していた施設をユースホステルとして指定したもの。旧称『氷川丸ユースホステル』。
- 城ヶ島ユースホステル（三浦市三崎町城ヶ島）
1962年6月開館。2003年8月31日閉館。閉館時は『神奈川県観光株式会社』（現名称『神奈中観光株式会社』。）が運営していた。閉館後、建物は解体され、跡地は2015年8月1日より広場として暫定的に開放されている。広場は将来、オートキャンプ場として活用される計画もあったが、現在まで表立った動きはない。旧称『城ケ島ユースホステル』。別称『城ヶ島ホステル』『城が島ユースホステル』。
- 箱根早雲山ユースホステル（足柄下郡箱根町大字強羅）
『真鶴ユースホステル』のペアレントが所有する施設をユースホステルとして契約したもの。建物所有者以外に『財団法人神奈川県ユースホステル協会』が経営を担っていた時期があった（所有者の都合により1992年11月30日付で経営権を手放している。）。建物は解体済み。
- 神奈川ユースホステル（横浜市西区紅葉ケ丘）
閉館時は『神奈川県観光株式会社』（現名称『神奈中観光株式会社』。）が運営していた。『横浜ベイサイドユースホステル』は後継施設。閉館後、建物は解体され、跡地にはマンションが建設されている。
- 真鶴ユースホステル（足柄下郡真鶴町真鶴）
ペアレントは一時『箱根早雲山ユースホステル』と兼務していた。閉館後も建物は残されていたが、現在は解体され、跡地は住宅地となっている。
- 箱根レイクヴィラユースホステル（足柄下郡箱根町大字元箱根）
一旦休館し、ペアレントを代えて再開するとの話もあったが、そのまま閉館した。閉館後は宿泊施設『『旅人の宿』箱根レイクヴィラ』の名で営業中。
- 横浜ベイサイドユースホステル（横浜市西区宮崎町）
『神奈川ユースホステル』の後継施設として開館。神奈川県の施設『神奈川県立青少年センター別館』を借りる形で運営されていた。閉館後、建物は解体され、跡地にはマンションが建設されている。
- 長者園（三浦郡葉山町下山口）
旅館と兼営していた。閉館後、建物は解体された。
- 二見館ホステル（藤沢市江の島）
旅館と兼営していた。閉館後、建物は解体され、跡地には2004年に温泉施設『江の島アイランドスパ』が建てられた。旧称『二見館本館』。別称『二見館』。
- 鎌倉はせユースホステル（鎌倉市坂ノ下）
喫茶店と兼営していた。2017年11月1日より宿泊施設『鎌倉はせ・ゆいハウス』として再オープンし、現在も営業を継続中。
- 横浜伊勢佐木町ワシントンホテルユースゲストハウス（横浜市中区長者町）
『ワシントンホテル株式会社』が経営するホテルと兼営していた。閉館後も宿泊施設『横浜伊勢佐木町ワシントンホテル』の名で営業を継続していたが、賃貸者契約期間満了により2021年11月30日に営業を終了した。2022年6月1日に宿泊施設『チサンホテル横浜伊勢佐木町』の名でリブランドオープンした後、現在も営業中。

山梨県
- ユースホステル清渓寮（南都留郡山中湖村大字平野）
『財団法人日本青年館』（現名称『一般財団法人日本青年館』。）運営の施設をユースホステルとして指定したもの。『山中湖畔荘清渓ユースホステル』は後継施設。旧称『清渓寮』『清渓寮ホステル』『清渓寮ユースホステル』。
- ユースホステル嵯峨塩（甲州市塩山牛奥）
旅館と兼営していた。現在も宿泊施設『嵯峨塩館』の名で営業中。旧称『嵯峨塩温泉』『嵯峨塩ホステル』。別称『嵯峨塩鉱泉』『嵯峨塩鉱泉ホステル』。
- 美岳荘（北杜市高根町清里）
1958年6月閉館。『日本青年キリスト教会』（現名称『公益財団法人日本YMCA同盟』。）が運営する宿泊施設『美岳荘』をユースホステルとして開放したもの。
- ユースホステル幸運閣（北杜市須玉町小尾）
『財団法人瑞牆山少年の町天使園』（現名称『社会福祉法人天使園』。）運営の児童養護施設『瑞牆山少年の町天使園』の一部をユースホステルとして開放したもの。建物は現存するものの、宿泊施設としての営業は行っていない。旧称『幸運閣ホステル』。別称『幸運閣』。
- 道志館ユースホステル（南都留郡道志村竹之本）
旅館と兼営していた。閉館後も宿泊施設『道志館』の名で営業を継続していたが、現在は廃業した模様。旧称『道志館ホステル』『ユースホステル道志館』。
- 身延山荘ユースホステル（南巨摩郡身延町身延→南巨摩郡身延町梅平）
1963年開館。2003年6月30日閉館。初代の建物は『南之坊』の施設の一部を、2代目の建物は『鏡円坊』の施設の一部をそれぞれユースホステルとして開放したもの。旧称『身延山荘ホステル』『ユースホステル身延山荘』。
- 河口湖ユースホステル（南都留郡富士河口湖町船津）
民営宿泊施設と兼営していた。閉館後、建物は解体され、跡地には2017年7月1日にドラッグストアが開業した。旧称『ユースホステル河口湖』。
- 甲府ユースホステル（甲府市上帯那町）
『財団法人日本ユースホステル協会』直営の施設として1968年5月18日に開館。2021年3月31日に閉館。建物は現存。現在は芸術家の共同生活スポット『メゾン・ド・ムスヒ』に転用されている。旧称『甲府ハイランドユースホステル』。
- 波高島ユースホステル（南巨摩郡身延町上八木沢）
民営宿泊施設と兼営していた。閉館後、建物は解体され、跡地は空き地となっている。別称『ユースホステル波高島』。
- ユースホステル大臼荘（南都留郡忍野村忍草）
現在は宿泊施設『大臼荘』の名で営業中。
- 山中湖MARIMOユースホステル（南都留郡山中湖村大字平野字向切詰）
閉館後はペンション『ペンションまりも』の名で営業を継続していたが、2006年に山中湖村の別の場所へ移転している。移転後、建物は解体され、跡地は空き地となっている。旧称『山中湖まりもユースホステル』。別称『山中湖マリモユースホステル』。
- 山中湖畔荘清渓ユースゲストハウス（南都留郡山中湖村大字平野）
1995年10月開館。2009年8月30日閉館。『財団法人日本青年館』『一般財団法人日本青年館』運営の施設をユースホステルとして指定したもの。『ユースホステル清渓寮』の後継施設として開館。現在は宿泊施設『山中湖畔荘ホテル清渓』の名で営業中。旧称『山中湖イーズユースゲストハウス』。

### 北信越ブロック
新潟県
- ユースホステル土樽山荘（南魚沼郡湯沢町大字土樽）
旧『土樽スキー場』の敷地内に所在した旅館と兼営していた。閉館時の建物は1963年1月15日に建て替えた後のもの。建物は現存するものの、宿泊施設としての営業は行っていない。旧称『土樽山荘』『土樽山荘ホステル』。
- ユースホステルやひこ軒（西蒲原郡弥彦村大字弥彦）
1959年7月開館。1983年9月30日閉館。『株式会社やひこ観光ホテル』経営の宿泊施設と兼営していた。閉館時の建物は建て替え後のもの。2代目の建物は閉館後も宿泊施設『やひこ観光ホテル』の名で営業を継続していたが、1999年に運営企業が倒産し、廃業した。2018年まで建物は放置され続けていたが、2015年8月に弥彦村が建物を取得し、2016年に公費を元手に解体された。跡地は『弥彦温泉駅前広場』となっている。旧称『やひこ軒ホステル』。
- すずきケ池ホステル（村上市瀬波温泉）
旅館と兼営していた。現在は廃業している。旧称『旅館すずきケ池』。別称『すずきヶ池旅館』『すずきが池ホステル』。
- 新潟県青年の家（新潟市中央区弁天）
1959年11月開館。1965年10月閉館。『新潟県青年の家設置条例』『新潟県青年の家使用料条例』に基づき設置された新潟県立『新潟県青年の家』の建物の一部をユースホステルとして開放したもの。閉館後も同名の複合施設として存続したが、1970年8月に『新潟県都市青年の家』に改称、1970年8月には施設管理を新潟市に委託、更に1975年8月1日には同市へ無償譲渡され『新潟市青年の家』に改称した後、1991年8月に『新潟市万代市民会館』への移転により閉所となった。
- 角米沢屋旅館ユースホステル（新発田市大字菅谷）
1961年6月開館。2024年3月31日閉館。旅館と兼営していた。閉館時の建物は1990年に建て替えた後のもの。現在も宿泊施設『旅館角米澤屋』の名で営業中。旧称『角米沢屋ホステル』『ユースホステル角米沢屋』『ユースホステル角米沢屋旅館』。
- 西山山荘ホステル（東蒲原郡阿賀町払川）
『西山日光寺』の施設の一部をユースホステルとして開放したもの。
- ユースホステル風島館（佐渡市片野尾）
民宿と兼営していた。建物は現存するものの、宿泊施設としての営業は行っていない。旧称『風島館ホステル』。
- 喜八屋ホステル（佐渡市小木町）
1961年8月開館。旅館と兼営していた。閉館後も宿泊施設『喜八屋旅館』の名で営業を継続していたが、経営不振により2011年4月に営業を休止した。宿泊施設を運営していた『有限会社喜八屋旅館』は2012年1月25日付で破産手続き開始が決定し、倒産している。建物は国の登録有形文化財に登録されている[18]。別称『喜八屋旅館』。
- ユースホステル新潟泉荘（新潟市中央区白山浦）
1965年1月開館。1976年11月30日閉館。旅館と兼営していた。旧称『新潟泉荘』。
- ユースホステル宝泉館（佐渡市新穂潟上）
旅館と兼営していた。閉館後、共同浴場として使用されていた建物は建て替えられ、佐渡市所有の日帰り入浴施設『新穂潟上温泉』（旧称『新穂健康保養センター』。）として営業を継続中。旧称『潟上温泉ホステル』『宝泉館ホステル』。別称『潟上温泉ホステル「宝泉館」』『宝泉館』。
- ユースホステル照明寺（長岡市寺泊片町）
『照明寺』の施設の一部をユースホステルとして開放したもの。旧称『照明寺ホステル』。
- ユースホステル奥只見山の家（魚沼市湯之谷芋川字大鳥）
『奥只見ダム』建設工事のために建てられた作業員宿舎をユースホステルに転用したもの。閉館後、建物は解体された。現在、同地には『電源開発株式会社』の施設『奥只見電力館』が所在する。旧称『奥只見山の家』。
- ユースホステル伊藤屋旅館（佐渡市真野新町）
旅館と兼営していた。現在も宿泊施設『ご縁の宿 伊藤屋』の名で営業中。旧称『伊東屋旅館』。別称『伊藤屋旅館ホステル』。
- 六日町温泉国際ユースホステル（南魚沼市小栗山）
『財団法人日本ユースホステル協会』直営の施設として1964年1月に開館。2008年2月28日に閉館。建物は現存するものの、廃墟と化している。旧称『六日町ユースホステル』『六日町国際ユースホステル』。別称『六日町ホステル』。
- 佐渡白山ユースホステル（佐渡市山田）
建物は現存するものの、宿泊施設としての営業は行っていない。
- 新潟日和山ユースホステル（新潟市中央区西船見町）
民営宿泊施設と兼営していた。建物は現存するものの、宿泊施設としての営業は行っていない。旧称『ユースホステル新潟日和山』。別称『ユースホステル日和山』『日和山ユースホステル』。
- 小木佐久間荘ユースホステル（佐渡市小木町）
建物は現存するものの、宿泊施設としての営業は行っていない。
- 金仙寺ユースホステル（新潟市西蒲区竹野町）
『金仙寺』の施設の一部をユースホステルとして開放したもの。旧称『金仙寺ホステル』『ユースホステル金仙寺』。
- 妙光寺ユースホステル（新潟市西蒲区角田浜）
『妙光寺』の施設の一部をユースホステルとして開放したもの。旧称『妙光寺ホステル』『ユースホステル妙光寺』。
- 柏崎ユースホステル（柏崎市東港町）
閉館後、建物は解体され、跡地は駐車場となっている。建て替え名目にて隣接地に建設された公共の宿『柏崎海洋センターシーユース雷音』はユースホステルとしては開館していない。
- ユースホステル妙智寺（柏崎市鯨波）
『妙智寺』の施設の一部をユースホステルとして開放したもの。旧称『妙智寺ホステル』。
- ユースホステル泉屋（南魚沼市清水）
現在は宿泊施設『泉屋』の名で営業中。旧称『泉屋ホステル』『泉屋ユースホステル』。
- 万里荘
- 島村ロッジ（南魚沼郡湯沢町大字湯沢）
ロッジと兼営していた。現在も宿泊施設『島村ロッヂ』の名で営業中。
- 八海荘ホステル（南魚沼市余川）
旅館と兼営していた。別称『八海荘』。
- 永林山荘ホステル（魚沼市根小屋）
『永林寺』の施設の一部をユースホステルとして開放したもの。別称『永林寺』『永林寺山荘』。
- グリーンヴィレッヂユースホステル（佐渡市新穂瓜生屋）
現在は宿泊施設『グリーンヴィレッジパティオハウス』の名で営業中。

富山県
- 白鳥荘ホステル（富山市五福字城）
1961年3月開館。1962年4月閉館。民営宿泊施設と兼営していた。
- ユースホステル杉田（中新川郡立山町芦峅寺）
旅館、国民宿舎と兼営していた。また、ペアレントは『極楽坂ユースホステル』と兼務していた。建物は既に解体済み。跡地は駐車場となっている。旧称『ユースホステル杉田旅館』。
- 越中五箇山ユースホステル（南砺市小瀬）
建物『羽馬家住宅』は五箇山地方特有の合掌造り家屋で現存し、富山県指定の有形文化財となっている[19]。
- 極楽坂ユースホステル（富山市原）
ペアレントは『ユースホステル杉田』と兼務していた。『極楽坂スキー場』（現在の『立山山麓スキー場極楽坂エリア』。）の敷地内に所在していた。建物は既に解体済み。跡地は空き地となっている。旧称『極楽坂杉田ユースホステル』。
- 富山ユースホステル（富山市浜黒崎）
閉館後、建物は解体され、跡地は空き地となっている。
- ユースホステル蓮王寺（射水市三ヶ高寺）
『蓮王寺』の施設の一部をユースホステルとして開放したもの。

石川県
- 石川県教育会館（金沢市香林坊）
建物は現存するものの、宿泊施設としての営業は行っていない。
- 九十九館ホステル（鳳珠郡能登町字小木）
1959年5月開館。1962年3月閉館。民営宿泊施設と兼営していた。
- 曽々木梶山ユースホステル（輪島市町野町曽々木キ部）
旅館と兼営していた。建物は現存するものの、宿泊施設としての営業は行っていない。旧称『梶山旅館ホステル』。別称『梶山旅館』。
- ユースホステル金沢市青年の家（金沢市俵町テ甲）
1960年5月開館。1987年9月閉館。金沢市立『金沢市青年の家』の建物の一部をユースホステルとして開放したもの。『医王山スキー場』の敷地内に所在していた。『金沢市キゴ山ふれあいの里研修館』の一部施設として位置づけられている現在の『金沢市青年の家』はこの建物とは別のもの。旧称『金沢市青年の家』。別称『金沢市青年の家ユースホステル』。
- 金沢ユースホステル（金沢市末広町）
『財団法人日本ユースホステル協会』直営の施設として1964年12月28日に開館。土地は金沢市の無償提供により開館した経緯がある。2011年より長期休館となったが、2013年5月17日に再開、2014年9月実施の耐震診断により補強工事の必要性が判明した結果、2015年1月31日を以って運営の継続を断念し、閉館した。同年7月から施設の解体撤去工事を開始し、同年10月に完了、土地も金沢市に返還されている。
- ユースホステル穴水青年の家（鳳珠郡穴水町字川島井）
1962年1月20日開館。1979年1月1日閉館。穴水町ほか三カ町村組合立『鳳至地区青年の家』の建物の一部をユースホステルとして開放したもの。建物は既に解体され、跡地には宿泊施設『国民保養センターキャッスル真名井』が建てられた。旧称『穴水青年の家』。
- ユースホステル高谷館（珠洲市高屋町）
民営宿泊施設と兼営していた。建物は『高屋簡易郵便局』に転用されている。旧称『高谷館ホステル』。別称『のと高谷ユースホステル』。
- ユースホステル金蔵寺（輪島市町野町金蔵エ部）
『金蔵寺』の施設の一部をユースホステルとして開放したもの。旧称『金蔵寺ホステル』。別称『金蔵寺ユースホステル』。
- 禄剛崎ユースホステル（珠洲市狼煙町ヲ）
民営宿泊施設と兼営していた。建物は現存するものの、宿泊施設としての営業は行っていない。旧称『ユースホステル禄剛崎』。別称『禄剛崎秋谷ホステル』。
- 輪島長楽寺ユースホステル（輪島市新橋通）
『長楽寺』の施設の一部をユースホステルとして開放したもの。旧称『輪島長楽寺ホステル』『ユースホステル輪島長楽寺』。
- ユースホステル覚皇院（輪島市門前町広瀬ホ）
『覚皇院』の施設の一部をユースホステルとして開放したもの。
- 竜護寺ユースホステル（羽咋郡志賀町酒見門前）
『竜護寺』の施設の一部をユースホステルとして開放したもの。旧称『竜護寺ホステル』。
- ユースホステル本成寺（羽咋市柴垣町）
『本成寺』の施設の一部をユースホステルとして開放したもの。旧称『本成寺ホステル』。
- 松井ユースホステル（金沢市片町）
旅館と兼営していた。閉館時の建物は1984年に建て替えた後のもの。閉館後、建物は解体され、跡地には料理店が建てられた。旧称『松井屋旅館』『松井屋ホステル』『松井屋ユースホステル』。
- 泉野台ユースホステル（金沢市泉が丘）
建物は既に解体済み。1969年10月に閉館となったが、1972年4月に再契約し、1984年3月31日付で再閉館となった。旧称『泉野台ホステル』。
- 能登かつら崎ユースホステル（鳳至郡穴水町字沖波）
閉館後も長らく維持されていた建物を元ペアレント一家が中心となって改装し、2015年秋に簡易宿泊施設『NPO能登かつら崎』（現在の名称は『海の家かつら崎』。）の名で営業を再開している。
- のと皆月湾ユースホステル（輪島市門前町字皆月ニ）
建物は現存するものの、宿泊施設としての営業は行っていない。旧称『能登皆月ユースホステル』。

福井県
- 福井県青年館ユースホステル（福井市大手）
1956年10月開館。2012年3月31日閉館。『財団法人福井県婦人青年会館』『一般財団法人福井県青年館』が運営する複合施設『福井県青年館』の建物の一部をユースホステルとして開放したもの。建物の移転に伴い、閉館した。閉館後、建物は解体され、跡地は公園の一部となっている。旧称『福井婦人青年会館』『ユースホステル福井婦人青年会館』『福井県婦人青年会館ユースホステル』。
- ユースホステル願慶寺（あわら市吉崎）
『願慶寺』の施設の一部をユースホステルとして開放したもの。旧称『願慶寺ホステル』。別称『願慶寺ユースホステル』。
- そのべユースホステル（大飯郡高浜町薗部）
建物は現存するものの、宿泊施設としての営業は行っていない。旧称『そのべホステル』。別称『高浜荘ホステル』。
- 福井市青年の家（福井市松本）
1962年5月開館。1971年2月閉館。『福井市青年の家設置に関する条例』に基づき設置された福井市立『福井市青年の家』の建物の一部をユースホステルとして開放したもの。閉館後、建物は解体され、跡地は駐車場となっている。別称『福井青年の家』。
- 越前海岸ユースホステル（丹生郡越前町厨）
建物は現存するものの、宿泊施設としての営業は行っていない。旧称『海月荘ホステル』。別称『海月会館』。
- 勝原ユースホステル（大野市西勝原）
現在、建物は『宮崎工務店』が使用している。
- ユースホステル瑞泉院（三方上中郡若狭町塩坂越）
『瑞泉院』の施設の一部をユースホステルとして開放したもの。旧称『瑞泉院ホステル』。
- ユースホステル六呂師高原荘（大野市南六呂師）
建物は現存するものの、宿泊施設としての営業は行っていない。旧称『六呂師高原荘』。
- 東尋坊ユースホステル（坂井市三国町錦）
1967年3月開館。2000年3月31日閉館。敷地は船問屋別荘の跡地を使用したもの。建物は現存するものの、廃墟と化している。
- 永平寺門前山口荘ユースホステル（吉田郡永平寺町志比）
1971年開館。2006年9月23日閉館。旅館と兼営していた。閉館時の建物は1975年2月7日に再オープンした建て替え後のもの（初代の建物は1974年6月26日にに火災で焼失。）。建物は解体され、跡地は空き地となっている。旧称『永平寺門前ユースホステル』『永平寺門前山口ユースホステル』。
- ユースホステル敦賀（敦賀市山中）
旧『敦賀国際スキー場』に併設するレストハウスと兼営していた。閉館後も『山中ロッジ』として営業を継続していたが、2003年春を以って閉鎖された模様。建物は長らく放置され続けていたが、2022年7月までに解体された。跡地は空き地となっている。
- 福井ユースホステル（福井市西谷町）
建物は既に解体済み。足羽山公園西墓地陥没事故で被害を受けた墓を跡地に移転したため、跡地は墓地となっている。
- ユースホステル美浜荘（三方上中郡美浜町早瀬）
民営宿泊施設と兼営していた。旧称『美浜荘ホステル』。

長野県
- ユースホステル五色の湯（上高井郡高山村大字奥山田）
国民宿舎、旅館と兼営していた。『豊国館ホステル』との同族経営により運営されていた。現在も宿泊施設『五色の湯旅館』の名で営業中。旧称『五色の湯旅館』『五色の湯ホステル』。別称『五色ノ湯旅館』。
- 夕月館ホステル（茅野市大字北山字白樺湖）
ホテルと兼営していた。閉館後も宿泊施設『ホテル夕月』の名で営業を継続していたが、現在は廃業している。建物は解体済み。旧称『夕月館』。
- 晴ヶ嶺山荘（茅野市大字宮川）
別称『晴ガ峰山荘』。
- ユースホステル軽井沢友愛山荘（北佐久郡軽井沢町大字軽井沢→北佐久郡軽井沢町軽井沢東）
『財団法人日本友愛青年協会』（現名称『公益財団法人友愛』。）運営の施設をユースホステルとして指定したもの。初代の建物（ただし、『友愛山荘』としては2代目の建物となる。）は個人の所有する物件を借用して『友愛山荘』と名付けた建物を使用していたため、季節営業となっていた。2代目の建物（友愛山荘としては3代目にあたるもの。）は1959年6月28日に竣工し、同年7月1日より利用が開始されたもので開業当初はこちらも季節営業となっていた。現在も宿泊施設『軽井沢友愛山荘』の名で営業中（現在の建物は4代目にあたる。ユースホステル閉館後の1995年4月に建て替えられた。）。旧称『軽井沢友愛山荘』。別称『友愛山荘』。
- ユースホステル辰野旅館（茅野市大字豊平字東岳）
1956年3月開館。1987年9月閉館。旅館と兼営していた。現在も宿泊施設『渋・辰野館』の名で営業中。 旧称『辰野旅館』『辰野旅館ホステル』『辰野旅館ユースホステル』。別称『辰野館ユースホステル』。
- 牡丹の湯ホステル（松本市大字里山辺）
旅館と兼営していた。建物は解体され、跡地は空き地となっている。旧称『牡丹の湯』。別称『牡丹ノ湯』『牡丹ノ湯ホステル』。
- はやしや（松本市浅間温泉）
1956年3月開館。1957年5月閉館。旅館と兼営していた。閉館後も宿泊施設『はやしや』の名で営業を継続していたが、現在は廃業している。建物は既に解体済み。
- 徳沢園（松本市安曇）
1956年3月開館。1959年5月閉館。山小屋と兼営していた。現在も山小屋『徳澤園』の名で営業中。
- 南宮ユースホステル（下伊那郡泰阜村）
建物は現存するものの、宿泊施設としての営業は行っていない。旧称『南宮ホステル』。
- ユースホステル有明温泉（安曇野市穂高有明中房国有林内）
旧穂高町営の国民宿舎と兼営していた。現在も国民宿舎安曇野市有明荘として営業中。旧称『有明温泉ホステル』。別称『有明厚生温泉』『穂高町営有明温泉ホステル』。
- 養真堂ホステル（松本市大字水汲）
1956年5月開館。1971年6月閉館。『浅間温泉ユースホステル』は後継施設。閉館後となる1976年に建物は解体され、跡地には長野県の施設『キッセイ文化ホール』が建てられた。旧称『養真堂』。
- 西山ヒュッテ（北安曇郡白馬村大字北城字西山）
1956年5月開館。1961年8月閉館。『西山スキー場』を整備し、選手の養成に努めた平林勝義氏の手で開設された宿泊施設を契約したもの。旧『西山スキー場』（現在は『白馬岩岳スノーフィールド』の一部。）に併設するヒュッテと兼営していた。閉館後、建物は解体され、跡地は空き地となっている。
- 霧ヶ峰ホステル（諏訪市大字上諏訪）
ホテル、国民宿舎と兼営していた。閉館後も宿泊施設『霧ヶ峰ホテル』の名で営業を継続していたが、2011年9月20日付で長野地方裁判所諏訪支部より破産手続の開始決定を受け倒産した。閉館後に築造された建物は現存するものの、廃墟と化している。旧称『霧ヶ峯ホステル』『霧ケ峯ホステル』。別称『霧ガ峯ホテル』『霧が峰ホテル』『霧が峰ホステル』。
- 山の湯ホステル（飯山市大字飯山）
1956年6月開館。1958年10月閉館。旅館と兼営していた。現在も宿泊施設『山の湯旅館』として営業中。閉館後、建物は建て替えられた。
- 渋の湯別館（諏訪市湖岸通り）
1956年6月開館。1957年2月閉館。旅館と兼営していた。現在も宿泊施設『かけ流し源泉の宿 渋の湯』の名で営業中。
- 富士屋ユースホステル（小県郡青木村大字田沢）
1957年1月から2017年3月31日まで開館したユースホステル。ホテル、国民宿舎と兼営していた（ただし、建物は別。）。現在もホテル『富士屋』ないし国民宿舎『富士』の名で営業中。旧称『ふじやホステル』『富士屋ホステル』『ユースホステル富士屋』。
- ユースホステル野尻湖宮川旅館（上水内郡信濃町大字野尻）
1957年1月開館。2012年3月31日閉館。旅館と兼営していた。現在も宿泊施設兼飲食店『野尻湖宮川旅館＋コハクテラス』の名で営業中。旧称『宮川ホステル』『宮川旅館ホステル』『ユースホステル宮川旅館』『野尻湖ユースホステル』。別称『宮川旅館』。
- ユースホステル熊の湯（下高井郡山ノ内町大字平穏）
『熊の湯スキー場』敷地内に所在したホテルと兼営していた。閉館時の建物は建て替え後のもの。現在は宿泊施設『熊の湯ホテル』の名で営業中。旧称『熊の湯山の家』『熊の湯山の家ホステル』『熊の湯ホステル』。別称『熊の湯ユースホステル』。
- 八ヶ岳ユースホステル（諏訪郡富士見町境）
1957年2月開館。1960年4月閉館。松本市出身の実業家が手掛けた若者向けリゾート施設群のうち宿泊施設を契約したもの。『日本ドライブ観光株式会社』が経営していた。本業の不振や実業家自身の体調悪化等の理由によりリゾート開発計画は中途で頓挫し、ユースホステルとしても閉館に至った。閉館後の1963年9月26日に施設群は『学校法人明治大学』に買収され、1964年5月1日より『明治大学』の学生寮『信濃学寮』に転用されたが、その後廃止されている。
- ユースホステル大石館（松本市安曇）
1957年6月開館。2005年11月15日閉館。旅館と兼営していた。旅館の廃業に伴い、閉館した。閉館後、建物は解体され、跡地は空き地となっている。旧称『大石館』『大石館ホステル』。別称『大石館ユースホステル』。
- 高峰温泉ホステル（東御市大字滋野）
1957年6月開館。1964年2月閉館。国民宿舎と兼営していた。閉館後も宿泊施設『高峰温泉』の名で営業を継続していたが、1978年に発生した火災で建物が焼失した（跡地には温泉の源泉施設が建てられている。）ため、1983年に小諸市内の別の場所に移転開業した。現在も同地にて宿泊施設『高峰温泉』の名で営業を継続中。旧称『高峰温泉元大手観光ホテル』。別称『高峰温泉』『高峰ホステル』『大手観光ホステル』『高峰温泉ユースホステル』。
- 戸隠高原横倉ユースホステル（長野市戸隠）
1957年7月開館。2021年10月6日閉館。国民宿舎、喫茶店と兼営していた。現在も国民宿舎、喫茶店として営業中。旧称『横倉ホステル』『ユースホステル横倉』。別称『横倉ユースホステル』。
- 蓼の海ハウス（諏訪市大字上諏訪字大見山）
1957年7月開館。1960年6月閉館。
- ユースホステル入笠山鈴蘭小屋（諏訪郡富士見町富士見）
1957年10月開館。1979年7月21日閉館。山小屋と兼営していた。閉館後も宿泊施設『鈴蘭小屋』として営業は継続していたが、現在は廃業している。建物は既に解体済み。旧称『入笠山鈴蘭小屋』『入笠山鈴蘭小屋ホステル』。
- 三幸館ホステル（茅野市大字北山字蓼科）
1957年12月開館。1964年2月閉館。蓼科高原の観光開発の端緒として1927年、八ヶ岳北横岳山麓を所有する地元北山村湯川財産区が、温泉プールを備えた財産区直営の「美遊喜館」として北隣の「高原ホテル」と共に開業し、地名「プール平」の由来ともなった旅館。ユースホステルは旅館兼営の形で運営し、1960年に湯川財産区が三幸館を含む蓼科高原一帯をトヨタ自動車系列の東洋観光事業（現・アルピコリゾート&ライフ）に一括売却したのちも維持されたが、まもなく地元の個人が同社から三幸館を買い取った際に閉館した。旅館はその後も引き続き『三幸館』のち『ホテル三幸』の名で営業を継続していたが、経営難から1998年に東洋観光事業が再度買い取り、翌1999年に廃業[20]。まもなく解体整地され現存しない。別称『蓼科温泉三幸館ホステル』。
- 大久保荘ホステル（飯田市大久保町）
1958年10月開館。1971年6月閉館。閉館後、建物は建て替えられ、現在は宿泊施設『大久保荘』の名で営業中。別称『大久保荘』。
- 浅間山荘ホステル（小諸市甲字野馬取）
1959年2月開館。1964年2月閉館。国民宿舎と兼営していた。閉館後も宿泊施設『天狗温泉浅間山荘』の名で営業を継続していたが、1995（平成7）年12月に同じ地名の別の場所に移転した。建物は既に解体済み。跡地は宿泊施設『天狗温泉浅間山荘』の駐車場となっている。連合赤軍が引き起こしたあさま山荘事件の現場となった『浅間山荘』はこの建物とは別のもの。旧称『天狗温泉・浅間山荘』。
- 山のひだやホステル（松本市安曇）
1959年5月開館。1964年2月閉館。国民宿舎と兼営していた。現在も宿泊施設『旅荘山のひだや』の名で営業中。旧称『山のひだや』。
- 駒ヶ根高原荘ホステル（駒ヶ根市赤穂）
1960年6月開館。1966年3月閉館。宿泊施設と兼営していた。閉館後も宿泊施設『高原荘』として営業は継続していたが、現在は廃業している。建物は既に解体済み。旧称『高原荘ホステル』。別称『高原荘』『駒ヶ根高原荘』。
- 山の上旅館ホステル（松本市浅間温泉）
1960年6月開館。1964年2月閉館。旅館と兼営していた。閉館後も宿泊施設『山の上旅館』として営業は継続していたが、現在は廃業している。ユースホステルのあった地は現在、個人の住宅となっており、宿泊施設としての営業を行っていない。旧称『山の上旅館』。別称『山の上ホテル』『山の上ホステル』。
- 野明山荘ホステル（上田市菅平高原）
1961年8月開館。1964年2月閉館。国民宿舎と兼営していた。閉館後も宿泊施設『野明山荘』の名で営業を継続していたが、現在は廃業している。建物は既に解体済み。別称『野明山荘』。
- 北信州観山ユースホステル（飯山市大字豊田）
1964年10月開館。民宿と兼営していた。現在の建物は1990年に建て替えた後のもの。2020年2月頃に民宿は閉業、ユースホステルとしても2021年10月4日付で閉館した。閉館後の2021年12月25日より宿泊施設『NEW観山荘』の名で営業を再開している。旧称『観山荘』『ユースホステル観山荘』『戸狩観山荘ユースホステル』。別称『戸狩観山ユースホステル』。
- 白馬山麓レイクサイドユースホステル（大町市大字平）
1965年10月開館。2024年3月31日閉館。民宿と兼営していた。閉館後も宿泊施設『美浪荘』の名で営業中。旧称『ユースホステル美浪荘』『木崎湖ユースホステル』『木崎湖温泉ユースホステル』『白馬山麓温泉ユースホステル』。
- ユースホステル寝覚ロッジ（木曽郡上松町大字小川）
1967年8月開館。1974年5月1日閉館。ロッジと兼営していた。閉館後も宿泊施設『寝覚ロッジ』として営業は継続していたが、現在は廃業している。建物は既に解体済み。
- 木曽旅情庵ユースホステル（木曽郡木曽町新開）
閉館後、宿泊施設としての営業は行っていなかったが、2017年4月からシェアハウス『旅情庵』の施設として活用されている。旧称『旅情庵ホステル』『旅情庵ユースホステル』。
- 菅平高原ユースホステル（上田市菅平高原）
『上田まほろばユースホステル』との同族経営により運営されていた。現在は運営者を変え、宿泊施設『アウトドアロッジ自然回帰線』の名で営業中。
- 浅間温泉ユースホステル（松本市浅間温泉）
1968年9月開館。2008年6月30日閉館。『養真堂ホステル』の後継施設として開館。閉館時の建物は同じ地名の別の場所から移転した後のもの（収容定員増を目的に建て替え移転を2回行った。）。施設老朽化により閉館。3代目の建物は一部が現存するものの、宿泊施設としての営業は行っていない。
- おぶせの風ユースホステル（上高井郡小布施町大字小布施東町）
2000年11月10日開館。2022年5月31日閉館。現在は宿泊施設『おぶせの風』の名で営業中。

### 東海ブロック
岐阜県
- ユースホステル根の上高原湖畔の宿（中津川市茄子川）
旅館と兼営していた。閉館後も宿泊施設『鷹見旅館』の名で営業を継続していたが、その後廃業した。建物は既に解体済み。跡地は空き地となっている。旧称『保古湖ホステル』『ユースホステル鷹見旅館』。別称『保古湖畔ホステル』『ユースホステル鷹見旅館（保古の湖ホテル）』。
- 岐阜県青少年の家こだま荘ユースホステル（岐阜市長良福光）
1959年開館。『ぎふ中部未来博覧会』の開催会場となったことにつき、1987年7月31日に閉館した。『岐阜県青年の家設置規則』に基づき設置された岐阜県立『岐阜県青少年の家こだま荘』の建物の一部をユースホステルとして開放したもの。閉館後、建物は解体され、跡地にはスポーツ施設『岐阜メモリアルセンター』が建てられた。旧称『岐阜県青少年の家こだま荘』『岐阜県青少年の家こだま荘ホステル』『岐阜県青少年の家ユースホステルこだま荘』。
- 養老ホステル（養老郡養老町養老公園）
旅館と兼営していた。現在も宿泊施設『豆馬亭』の名で営業中。別称『養老ホステル（村上旅館）』『養老ユースホステル』。
- 保古の湖ユースホステル（恵那市東野）
元ペアレントは別の場所でロッジを経営中。建物は既に解体済み。旧称『恵那市営保古の湖ユースホステル』。別称『保古湖ユースホステル』『恵那市営保古の湖ホステル』『保古ノ湖ユースホステル』。
- ユースホステル日坂（揖斐郡揖斐川町日坂）
1967年10月開館。1977年4月閉館。『揖斐高原観光開発株式会社』の運営する旧『揖斐高原スキー場』に併設するロッジと兼営していた。建物は既に解体済み。旧称『日坂ユースホステル』。
- ひるがの高原ユースホステル（郡上市高鷲町ひるがの）
『ユースホステル郡上洞泉寺』との同族経営により運営されていた。建物は既に解体済み。跡地は空き地となっている。
- 岐阜ユースホステル（岐阜市上加納山）
2003年に閉館[21]。建物は既に解体済み。跡地は空き地となっている。
- ユースホステル郡上洞泉寺（郡上市八幡町尾崎町）
『洞泉寺』の施設の一部をユースホステルとして開放したもの。『ひるがのユースホステル』との同族経営により運営されていた。旧称『洞泉寺ホステル』『郡上洞泉寺ホステル』。別称『洞泉寺』。
- ユースホステル行基寺（海津市南濃町上野河戸）
『行基寺』の施設の一部をユースホステルとして開放したもの。
- 旅館ふなとホステル（高山市奥飛騨温泉郷神坂）
旅館と兼営していた。閉館後、建物は建て替えられ、現在は宿泊施設『雪紫』の名で営業中。旧称『旅館ふなと』。別称『蒲田ユースホステル』。
- すずらん荘（高山市朝日町胡桃島）
旅館と兼営していた。現在も宿泊施設『秋神温泉旅館』の名で営業中。旧称『すずらん荘ホステル』。別称『すずらん荘ユースホステル』。

静岡県
- YMCA東山荘（御殿場市東山）
『日本青年キリスト教会』（現名称『公益財団法人日本YMCA同盟』。）が運営する宿泊施設『東山荘』をユースホステルとして開放したもの。現在も宿泊施設『国際青少年センターYMCA東山荘』の名で営業中。旧称『東山荘』。別称『東山荘ホステル』。
- いづみ荘（伊豆の国市長岡）
1953年開館。1960年10月15日閉館。旅館と兼営していた。現在も宿泊施設『実篤の宿いづみ荘』の名で営業中。別称『湯の家』『長岡温泉共栄館・湯の家』。
- 一平荘（伊豆市修善寺）
1955年8月1日開館。1970年11月閉館。『福住旅館』廃業後の建物を転用し、開館した経緯がある。中途よりユースホステル専業となった。建物は既に解体済み。跡地は駐車場となっている。旧称『一平荘ホステル』。
- 白砂亭ホステル（浜松市中央区舞阪町弁天島）
1957年3月1日開館。1963年12月10日閉館。『合資会社白砂亭』が経営する旅館と兼営していた。現在も宿泊施設『浜名湖弁天リゾート ジ オーシャン』の名で営業中。旧称『白砂亭』。
- 天城荘（賀茂郡河津町大字梨本）
1957年3月1日開館。1963年3月8日閉館。旅館及び国民宿舎と兼営していた。現在も宿泊施設『AMAGISO-天城荘-［LIBERTY RESORT］』の名で営業中。なお、運営企業である『天城自然公園株式会社』は2017年3月21日に静岡地方裁判所へ民事再生手続開始を申し立てている[22]（申し立て後も宿泊施設としての営業は継続中。）。別称『天城荘ホステル』『天城荘ユースホステル』。
- ゆもと館（伊東市湯川）
1959年3月開館。1969年12月閉館。旅館と兼営していた。
- 国立中央青年の家（御殿場市中畑字西沢）
1960年1月15日開館。1963年12月10日閉館。『国立中央青年の家』の建物の一部をユースホステルとして開放したもの。現在は青少年教育施設『国立中央青少年交流の家』の名で営業中。別称『国立青年の家』。
- ユースホステル丸松旅館（浜松市中央区板屋町）
1960年8月8日開館。1975年4月閉館。旅館と兼営していた。ユースホステルグループの集会所として使われていたことをきっかけにユースホステルを開設した経緯がある。『かんざんじ村櫛ユースホステル』は後継施設。閉館後も宿泊施設『丸松旅館』の名で営業を継続していたが、区画整理事業により建物は解体され、跡地は駐車場となっている。旧称『丸松旅館ホステル』『丸松旅館』。
- 依田園ホステル（賀茂郡松崎町大澤）
旅館ないしホテルと兼営していた。閉館後も宿泊施設『大沢温泉ホテル依田の庄』の名で営業を継続していたが、運営していた『株式会社大沢温泉ホテル』が2017年9月19日付で静岡地裁下田支部から破産開始決定を受けたことで廃業した。建物は不動産とともにＮＰＯ法人が競売で取得した後、2017年3月に松崎町が買い取って、静岡県指定の有形文化財『旧依田邸』として、2020年12月27日には日帰り入浴施設『大沢温泉 依田之庄』が開設されている。近隣にあった『三余荘ユースホステル』はこのユースホステルが閉館となったことにより、開館が認められた経緯がある。別称『依田園』『依田園ユースホステル』。
- げんすユースホステル（賀茂郡南伊豆町下賀茂）
1960年8月4日開所、9月開館。2004年2月29日閉館。開館時は民営宿泊施設と兼営していたが、中途よりユースホステル専業となった。閉館時の建物は1976年1月に再オープンした建て替え後のもの。ペアレントは南伊豆町長を務めた人物。旧称『げんす旅館』。別称『源巣旅館』『げんす旅館ホステル』『げんす旅館ユースホステル』。
- 可睡斎ホステル（袋井市久能）
『可睡斎』の施設の一部をユースホステルとして開放したもの。
- いろり荘ユースホステル（伊豆市湯ヶ島）
1960年11月15日開所、12月開館。1974年3月31日閉館。閉館時の建物は初代ペアレントの死去を機に同じ地名の別の場所から1970年4月に移転した後のもの。初代の建物は解体され、跡地は空き地となっている。2代目の建物は現存するものの、宿泊施設としての営業は行っていない。旧称『いろり荘』『いろり荘ホステル』。
- 伊豆臼井ユースホステル（伊豆市熊坂）
1961年11月22日開館。1974年3月31日閉館。『修善寺ユースホステル』は後継施設。周辺で宅地開発が進み、ユースホステルとしての環境維持が図れなくなったことを理由として、運営していた『財団法人日本ユースホステル』が移転を決断し、修善寺町との間で町内の土地と『伊豆臼井ユースホステル』の敷地を交換して『修善寺ユースホステル』を開設した経緯がある。閉館後、建物は解体され、跡地は住宅地となっている。旧称『臼井ユースホステル』。
- ユースホステル富士山麓高原ハウス（御殿場市中畑）
国民宿舎と兼営していた時期もあった。施設はアジアジャンボリーを兼ねた『第3回日本ジャンボリー』開催に合わせて開設された建物を転用したもの。建物は既に解体済み。跡地は空き地となっている。旧称『富士山麓ハウスホステル』『富士山麓高原ハウス』。別称『富士山麓ハウス』『富士高原ハウス』。
- ユースホステル木屋旅館（伊豆市原保）
旅館と兼営していた。閉館後も宿泊施設『木屋旅館』の名で営業を継続していたが、その後廃業した。建物は現存。旧称『木屋旅館ホステル』『木屋旅館』。
- 天城温泉 禅の湯ユースホステル（賀茂郡河津町大字梨本）
1964年3月8日開所、1965年4月1日開館。2018年12月31日閉館。『慈眼院』の施設の一部をユースホステルとして開放したもの。宿坊と兼営していた。2代目の建物は1985年に建てられたもの。閉館時の建物は3代目にあたるもので2007年に新たに増築したスペースを使用しており、現在も宿泊施設『天城温泉 禅の湯』の名で営業中。旧称『天城ハリスコート』『天城ハリスコートユースホステル』。
- 伊豆大川ユースホステル（賀茂郡東伊豆町大川）
建物は現存するものの、宿泊施設としての営業は行っていない。旧称『伊豆大川ホステル』。
- ユースホステル日本平ロッジ（静岡市清水区馬走）
『社会福祉法人日本肢体不自由児協会』が運営する児童厚生施設『高木記念日本平ロッジ』をユースホステルとして開放したもの。建物は現存するものの、廃墟と化している。旧称『日本平ロッジ』。
- 御殿場ユースホステル（御殿場市東山）
閉館時の建物は2000年2月に再オープンした建て替え後のもの。建物は現存するものの、宿泊施設としての営業は行っていない。
- 三津ユースホステル（沼津市内浦三津）
風光明媚な地にユースホステルがないのは惜しいと考えたペアレントが自費で建設し、開設したもの。現在、同地には宿泊施設『ホテル千鳥』が所在する。
- 富士家ホステル（沼津市内浦三津）
旅館と兼営していた。閉館後も宿泊施設『富士屋旅館』の名で営業を継続していたが、その後廃業した。建物は既に解体され、現在、同地には『沼津信用金庫三津支店』が所在する。旧称『富士屋旅館』。
- ユースホステル高砂屋旅館（伊豆市土肥）
旅館と兼営していた。国民宿舎と兼営していた時期もあった。閉館後も宿泊施設『高砂屋旅館』の名で営業を継続していたが、現在は宿泊施設としての営業は行っていない。建物は現存。旧称『高砂屋ホステル』『高砂屋旅館』。
- ユースホステル岩水寺（浜松市浜北区根堅）
『岩水寺』の施設の一部をユースホステルとして開放したもの。旧称『岩水寺ホステル』。
- ユースホステル法多山（袋井市豊沢）
『法多山』として知られる『尊永寺』の施設の一部をユースホステルとして開放したもの。旧称『法多山ホステル』。
- 三余荘ユースホステル（賀茂郡松崎町那賀）
建物は現存するものの、宿泊施設としての営業は行っていない。近隣にあった『依田園ユースホステル』が閉館となったことにより、ユースホステルとしての開館が認められた経緯がある。旧称『三余荘ホステル』。
- 遠照寺ユースホステル（富士宮市猪之頭）
『遠照寺』の施設の一部をユースホステルとして開放したもの。旧称『遠照寺ホステル』。
- ふもとの家ユースホステル（富士宮市杉田）
閉館後もホステル『ホステルふもとの家』の名で営業を継続していたが、現在は宿泊施設としての営業は行っていない。建物は現存。
- 小夜の中山ユースホステル（島田市菊川）
開館時は食堂と兼営していたが、中途よりユースホステル専業となった。実際には2007年3月31日を以って宿泊の受付を行っておらず、事実上閉館していた経緯がある。長い間休館を続けていたため、『ホステリングガイド』及び『一般財団法人日本ユースホステル協会』のホームページの掲載対象から外されていた。建物は現存するものの、宿泊施設としての営業は行っていない。旧称『佐夜の中山荘ユースホステル』。
- トータルユースホステル（伊東市十足）
建物は現存するものの、宿泊施設としての営業は行っていない。
- ユースホステル石橋旅館（静岡市駿河区根古屋）
旅館と兼営していた。現在も宿泊施設『石橋旅館』の名で営業中。旧称『石橋旅館』『石橋旅館ホステル』。
- 浜名湖ユースホステル（湖西市新居町内山）
地元篤志家から寄せられた寄付金を基に開設したもの。全国初の都道府県ユースホステル協会直営ユースホステル。建物の老朽化や耐震性の問題等の理由により、閉館した。建物は既に解体済み。跡地は空き地となっている。
- かんざんじ村櫛ユースホステル（浜松市西区村櫛町）
『ユースホステル丸松旅館』の後継施設として開館。閉館後、建物は解体され、跡地は住宅地となっている。旧称『舘山寺村櫛ユースホステル』。
- 実相寺ホステル（富士市岩本）
『実相寺』の施設の一部をユースホステルとして開放したもの。
- ユースホステル観月園（浜松市西区舞阪町弁天島）
旅館と兼営していた。閉館後も宿泊施設『観月園』の名で営業を継続していたが、その後廃業した。建物は既に解体済み。
- 青い風ガーデンユースホステル（伊東市八幡野）
ペンションと兼営していた。現在も宿泊施設『青い風ガーデン』の名で営業中。旧称『伊豆高原青い風ユースホステル』。
- キャビンハウスヤド富士宮ユースホステル（富士宮市大宮町）
ホテルと兼営していた。現在も宿泊施設『キャビンハウスヤド富士宮店』の名で営業中。

愛知県
- 名輪寮（名古屋市中村区名駅）
1955年9月開館。1959年10月閉館。旅館と兼営していた。閉館後も宿泊施設『名輪旅館』の名で営業を継続していたが、その後廃業した。建物は既に解体され、跡地にはビルが建設されている。
- ユースホステル添沢温泉山の家（北設楽郡設楽町田口字添沢）
旅館と兼営していた。閉館後も宿泊施設『添沢温泉雲泉閣山の家』の名で営業を継続していたが、2011年10月に営業を終了した。建物は既に解体され、跡地は空き地となっている。旧称『添沢温泉ホステル』『添沢温泉山乃家』『添沢温泉山の家』。
- ユースホステルべんてん旅館（豊川市豊川町辺通）
旅館と兼営していた。閉館後も宿泊施設『べんてん旅館』の名で営業を継続していたが、その後廃業した。区画整理事業により建物は解体され、跡地は住宅地となっている。旧称『べんてん旅館』『べんてん旅館ホステル』。
- 深草旅館ホステル（豊橋市関屋町）
旅館と兼営していた。ユースホステルのあった地は現在、個人の住宅となっており、宿泊施設としての営業を行っていない。旧称『深草旅館』。
- ユースホステル桜淵キャンプハウス（新城市字鰹渕）
『桜淵公園』内にあった施設の一部をユースホステルとして開放したもの。旧称『桜淵キャンプ・ハウス』。
- ユースホステル愛知県相楽山荘（蒲郡市相楽町荒井）
1958年7月開館。1973年7月31日閉館。愛知県立『愛知県青少年の家相楽山荘』の建物の一部をユースホステルとして開放したもの。閉館後も同名の複合施設にて営業を継続していたが、その後閉所した。建物は解体され、跡地は駐車場となっている。旧称『相楽山荘』『相楽山荘ホステル』『愛知県相楽山荘』。別称『愛知県相楽山荘ホステル』。
- 全忠寺ユースホステル（知多郡美浜町大字河和字古屋敷）
『全忠寺』の施設の一部をユースホステルとして開放したもの。旧称『全忠寺ホステル』『ユースホステル全忠寺』。
- ユースホステルさもと館（尾張旭市柏井町公園通）
旅館と兼営していた。現在も宿泊施設『さもと館』の名で営業中。旧称『さもと館ホステル』『さもと館』。
- 愛知県青年会館ユースホステル（名古屋市中区栄）
1959年11月1日開館。2011年12月31日閉館。『財団法人愛知県青年会館』『一般財団法人愛知県青年会館』が運営する複合施設『愛知県青年会館』の建物の一部をユースホステルとして開放したもの。宿泊施設としての営業を取り止めたため、閉館した。閉館後も複合施設『愛知県青年会館』の名で営業は継続していたが、建て替えに伴い2018年7月31日を以ってこちらも閉館し、建物は解体された。旧称『愛知県青年会館ホステル』『愛知県青年会館』『ユースホステル愛知県青年会館』。
- ユースホステル千歳楼（豊橋市八町通）
旅館と兼営していた。建物は既に解体され、跡地にはビルが建設されている。旧称『千歳楼ホステル』。別称『千歳楼旅館』。
- ユースホステル美吉旅館（名古屋市中村区名駅）
旅館と兼営していた。建物は既に解体され、跡地にはマンションが建設されている。旧称『美吉旅館』『美吉旅館ホステル』。
- 岡崎宝福寺ユースホステル（岡崎市梅園町字白雲）
『寶福寺』の施設の一部をユースホステルとして開放したもの。旧称『ユースホステル岡崎宝福寺』。
- はず観音ユースホステル（西尾市東幡豆町森）
『ハズ観音』として知られる『妙善寺』の施設の一部をユースホステルとして開放したもの。『伊良湖ガンダーラユースホステル』との同族経営により運営されていた。別称『ユースホステルはず観音』。
- 設楽森のひろばユースホステル（北設楽郡設楽町東納庫字横山）
私設の就農体験施設『設楽農学校』の施設の一部をユースホステルとして契約したもの。建物は現存するものの、宿泊施設としての営業は行っていない。別称『森の広場ユースホステル』。

三重県
- 鼓峯寮（伊勢市勢田町）
1951年10月開館。1954年閉館。『財団法人日本青年館』（現名称『一般財団法人日本青年館』。）運営の施設をユースホステルとして指定したもの。建物は既に解体され、跡地は『公益社団法人日本青伸会』所有の施設『ひもろぎの里』の一部となっている。
- 青鈴荘 （三重郡菰野町大字菰野字湯の山）
1953年開館。1960年9月閉館。民営宿泊施設と兼営していた。建物は解体済み。別称『山の家青鈴荘』。
- 御在所ユースホステル（三重郡菰野町大字菰野）
建物は三重県が建設し、御在所ロープウェイが運営していた。閉館後、建物は解体され、跡地は空き地となっている。
- 八百新ホステル（伊賀市上野中町）
1962年1月開館。1963年12月閉館。民営宿泊施設と兼営していた。閉館後も宿泊施設『八百新旅館』の名で営業を継続していたが、その後廃業した。廃業後、レストラン及び宿泊施設『アルベルゴ八百新』が開業したものの、こちらも2023年1月に閉業した。
- ユースホステル熊野川（南牟婁郡紀宝町成川）
1960年9月開館。1979年6月30日閉館。民営宿泊施設と兼営していた。閉館後、建物は解体され、跡地は空き地となっている。
- ユースホステル愛宕山（松阪市愛宕町）
龍泉寺の施設の一部をユースホステルとして開放したもの。旧称『愛宕山ホステル』。
- ユースホステル伊勢山上（松阪市飯福田町）
『伊勢山上』として知られる飯福田寺の施設の一部をユースホステルとして開放したもの。旧称『伊勢山上ホステル』。
- 川上山若宮ホステル（津市美杉町川上）
『川上山若宮八幡神社』の施設の一部をユースホステルとして開放したもの。
- ユースホステル金胎寺（鳥羽市鳥羽町中之郷）
『金胎寺』の施設の一部をユースホステルとして開放したもの。旧称『観音山金胎寺ユースホステル』『金胎寺ホステル』。
- ユースホステル熊野市青年の家（熊野市有馬町）
1962年2月開館。2020年3月31日閉館。熊野市立『熊野市青年の家』の建物の一部をユースホステルとして開放したもの。施設の老朽化等を理由に閉業した。建物は現存するものの、宿泊施設としての営業は行っていない。旧称『熊野市青年の家』。別称『熊野市青年の家ユースホステル』。
- わかさユースホステル（津市美杉町太郎生）

### 近畿ブロック
滋賀県
- 竹生島神社ホステル（長浜市早崎町）
都久夫須麻神社の施設の一部をユースホステルとして開放したもの。別称『竹生島神社社務所』。
- 月心寺ホステル（大津市大谷町）
月心寺の施設の一部をユースホステルとして開放したもの。
- ユースホステル西教寺（大津市坂本）
西教寺の施設の一部をユースホステルとして開放したもの。旧称『西教寺ホステル』。
- 湖北町青年研修所（長浜市湖北町速水）
1959年2月開館。1963年12月閉館。『湖北町立青年宿泊研修所』の建物の一部をユースホステルとして開放したもの。湖北町役場（ただし、現在の長浜市役所湖北支所とは別の場所。『湖北支所西公園』周辺の地にあった。）の敷地内に所在していた。建物は既に解体済み。跡地は公園となっている。
- 青葉荘ホステル（甲賀市甲南町深川）
民宿と兼営していた。閉館後も宿泊施設『青葉荘』の名で営業を継続していたが、その後廃業した。建物は現存するものの、廃墟と化している。旧称『青葉荘』。
- 滋賀県青年の家（大津市栗林町）
1959年8月開館。1963年1月閉館。滋賀県立『滋賀県青少年宿泊研修所』の建物の一部をユースホステルとして開放したもの。建物は既に解体済み。
- 善光寺ホステル（栗東市林）
新善光寺の施設の一部をユースホステルとして開放したもの。
- 大津ユースホステルセンター（大津市山上町）
閉館後、建物は解体され、跡地にはマンションが建設されている。別称『国立ユースホステルセンター』『大津ユースホステル』。
- かいづ天神ユースホステル（高島市マキノ町海津）
海津天神社の施設の一部をユースホステルとして開放したもの。現在は宿泊施設『海津天神社ユース・イン』の名で営業中。旧称『海津天神社ユースホステル』。
- 賤ヶ岳ユースホステル（長浜市木之本町飯浦）
閉館後、建物は解体され、跡地は空き地となっている。
- 健速神社ユースホステル（高島市新旭町饗庭）
1965年1月開館。1996年9月30日閉館。『健速神社』の施設の一部をユースホステルとして開放したもの。閉館後、建物は解体され、跡地は空き地となっている。旧称『健速神社ホステル』『ユースホステル健速神社』。
- 伊吹山ユースホステル（米原市上野）
1969年5月開館。1984年9月30日閉館。旅館と兼営していた。ペアレントの死去により閉館。建物は現存するものの、宿泊施設としての営業は行っていない。
- ユースホステル彦根青少年研修センター（彦根市古沢町大洞）
1975年開館。1982年9月30日閉館。『財団法人彦根青少年研修所』が運営する複合施設『彦根青少年研修所』の建物の一部をユースホステルとして開放したもの。閉館後、建物は解体され、跡地は空き地となっている。

京都府
- 島屋旅館（京都市下京区高倉通仏光寺上る西前町）
旅館と兼営していた。現在、同地には料理店が所在する。旧称『島屋ホステル』。
- 然林房鷹ケ峰温泉会館（京都市北区鷹峯北鷹峯町）
1957年9月開館。1957年12月閉館。現在は宿泊施設『然林房』の名で営業中。別称『鷹ガ峰温泉会館』『鷹ヶ峰温泉会館』『然林房鷹ヶ峰』『然林房鷹ヶ峯』『鷹ヶ峰温泉ホステル』。
- 海住山寺ユースホステル（木津川市加茂町例幣海住山）
海住山寺の施設の一部をユースホステルとして開放したもの。旧称『海住山寺ホステル』『ユースホステル海住山寺』。別称『海住山ホステル』『海住山ユースホステル』。
- ユースホステル天橋立観光会館（宮津市字大垣）
建物は既に解体され、現在、同地にはレストランが所在する。旧称『天橋立観光会館』。別称『天ノ橋立観光会館』。
- 松尾寺ユースホステル（舞鶴市松尾）
『松尾寺』の施設の一部をユースホステルとして開放したもの。旧称『松尾寺ホステル』『ユースホステル松尾寺』。
- 間人ホステル（京丹後市丹後町間人）
建物は既に解体され、現在、同地には公的施設京丹後市立丹後図書室が所在する。別称『産業センターホステル』『間人ユースホステル』。
- ユースホステル松三（京都市中京区御幸町三条下る海老屋町）
旅館と兼営していた。建物は現存するものの、宿泊施設としての営業は行っていない。旧称『松三旅館ホステル』『松三旅館』。
- ユースホステル亀岡市青年の家（亀岡市吉川町吉田上河原）
1963年1月開館。1980年4月7日閉館。亀岡市立『亀岡市青年の家』『亀岡市青少年センター』の建物の一部をユースホステルとして開放したもの。建物は既に解体され、跡地は『亀岡運動公園』敷地の一部となっている。旧称『亀岡市青年の家ホステル』『亀岡市青年の家』。
- 網野荘（京丹後市網野町小浜）
- 下鴨ユースホステル（京都市左京区下鴨泉川町）
1965年12月開館。1970年10月閉館。建物は谷崎潤一郎の旧邸を転用したもの。
- 大原ユースホステル（京都市左京区大原戸寺町）
1968年2月から1980年11月1日まで開館したユースホステル。『京都大原ユースホステル』との同族経営により運営されていた。閉館後、建物は『京都大原ユースホステル』の2代目建物として転用された。『京都大原ユースホステル』閉館後も建物は現存するものの、宿泊施設としての営業は行っていない。
- 東山ユースホステル（京都市東山区三条通白川橋東入五軒町）
閉館時の建物は建て替え後のもの。閉館後、建物は解体され、跡地にはマンションが建設されている。
- 京都大原ユースホステル（京都市左京区大原戸寺町）
1974年4月から1997年3月31日まで開館したユースホステル。『大原ユースホステル』との同族経営により運営されていた。閉館時の建物は同じ地名の別の場所から移転した後のもの。初代の建物は既に解体され、現在、同地には販売店が所在する。2代目の建物は1980年11月1日に閉館した後の『大原ユースホステル』。旧称『ユースホステル大原郷』『大原ユースホステル』。別称『大原郷ユースホステル』。
- 北山ユースホステル（京都市北区大宮釈迦谷）
『有限会社北山ユースホステル』運営の施設をユースホステルとして指定したもの。閉館後、建物は解体され、跡地は住宅地となっている。
- 三室戸寺ユースホステル（宇治市莵道只川）
三室戸寺の施設の一部をユースホステルとして開放したもの。建物は既に解体され、跡地は駐車場となっている。旧称『三室戸寺ホステル』。
- 丹後温泉はしうど荘ユースホステル（京丹後市丹後町間人）
京丹後市が指定管理者に運営を委ねる宿泊施設と兼営していた。現在も宿泊施設『丹後温泉はしうど荘』の名で営業中。
- 清水ユースホステル（京都市東山区五条橋東）
建物は現存するものの、宿泊施設としての営業は行っていない。

大阪府
- アサノホステル（大阪市天王寺区南河堀町）
- ユースホステル天野山（河内長野市天野町）
1956年4月1日開館。1975年10月31日閉館。『錦月旅館』を改称して開設したもの。初代ペアレントは河内長野市長を務めた人物。閉館後、建物は解体され、跡地には工場が建設されている。旧称『天野山ホステル』。
- 茨木福井ホステル（茨木市東福井）
公民館の施設の一部をユースホステルとして開放したもの。ペアレントは近隣にある『真龍寺』の住職が務めていた。旧称『茨木福井ユースホステル』。
- 大阪府服部緑地ユースホステル（豊中市服部緑地）
利用者数の減少や築50年経過したことによる施設機能の低下、近隣に同種の施設が開設された等の理由により『服部緑地ユースホステル管理費』が廃止されたことにより建物を閉鎖し、閉館した。その後、2013年度の府の予算において、撤去工事費が計上された[23]。旧称『服部緑地ユースホステル』。別称『服部ユースホステル』『服部緑地ホステル』。
- ユースホステル岩湧山山の家（河内長野市加賀田）
1959年10月開館。1991年4月30日閉館。南海電気鉄道および『岩湧山観光協会』経営の宿泊施設と兼営していた。閉館後、建物は解体され、跡地には公的施設『岩湧の森四季彩館』が建てられた。旧称『岩湧山山の家』『岩湧山山の家ホステル』。
- 吹田市青少年の家ホステル（吹田市藤白台）
1962年1月開館。1972年10月1日閉館。『吹田市青少年の家』の建物の一部をユースホステルとして開放したもの。現在、同地には『吹田市自然体験交流センター わくわくの郷』が所在する。
- 淀川ユースホステル（大阪市淀川区三津屋中）
1962年開館。1970年12月閉館。旅館と兼営していた。閉館後も宿泊施設『淀川旅館』の名で営業を継続していたが、その後廃業した。建物は既に解体され、跡地にはマンションが建設されている。別称『淀川ホステル』。
- さやま遊園ユースホステル（富田林市青葉丘）
1968年7月開館。1992年6月30日閉館。建物は既に解体され、跡地は住宅地となっている。旧称『狭山遊園ユースホステル』。
- ユースホステル延命寺（河内長野市神ガ丘）
延命寺の施設の一部をユースホステルとして開放したもの。
- ユースホステル理智院（泉南郡岬町多奈川谷川）
理智院の施設の一部をユースホステルとして開放したもの。

兵庫県
- 宝塚友の会会館ホステル（宝塚市川面）
1956年5月開館。1960年12月閉館。
- 奥摩耶ハウス（神戸市灘区摩耶山町）
1956年9月開館。1965年10月閉館。施設は神戸市交通局により建設された。閉館後は摩耶兵庫高等学校と御影工業高等学校の施設に転用された。建物は既に解体済み。別称『ユースホステル奥摩耶ハウス』。
- 阪急旅行会館（宝塚市武庫川町）
1956年10月開館。1969年12月閉館。京阪神急行電鉄株式会社（現・阪急電鉄株式会社）運営の施設をユースホステルとして指定したもの。建物は既に解体され、跡地にはマンションが建設されている。
- ユースホステル雪彦山（姫路市夢前町山之内戌）
1958年2月開館。1998年3月31日閉館。ペアレントは近隣にある賀野神社の宮司が務めていた。閉館後、キャンプ施設『雪彦山キャンプ場』の施設の一部として営業を継続したが、現在は使われておらず、廃墟と化している。旧称『雪彦山ホステル』。
- ユースホステル朝日旅館（淡路市郡家）
1958年2月開館。1990年7月24日閉館。旅館と兼営していた。ハンドブック上は宿泊施設『朝日旅館』本館の所在地情報を掲載していたが、ユースホステルとしては同名宿泊施設の別館を開放していた。建物は既に解体され、跡地は空き地となっている。旧称『朝日旅館』『朝日旅館ホステル』『ユースホステル淡路朝日旅館』。
- ユースホステル小代（香美町小代区大谷）
1958年2月開館。1984年9月30日閉館。旅館と兼営していた。ハンドブック上では一時期、ペアレント自宅の所在地情報が掲載されていた。現在も宿泊施設『中佐屋旅館』として営業中。旧称『小代ホステル』。別称『小代ホステル（中佐屋）』『小代ユースホステル』。
- ユースホステル金蔵山（多可郡多可町加美区的場）
金蔵寺の施設の一部をユースホステルとして開放したもの。旧称『金蔵山ホステル』。別称『ユースホステル金蔵院』。
- ユースホステル湧泉荘（加東市秋津）
1958年2月開館。1980年10月1日閉館。民営宿泊施設と兼営していた。建物は現存。現在は『ヒサヤ大黒堂苦楽園祖心堂修治道場』に転用されている。旧称『湧泉荘』。
- 嬉野公民研修所（加東市山国）
1958年2月開館。1971年11月閉館。『兵庫県立嬉野公民研修所の設置及び管理に関する条例』に基づき設置された『兵庫県立嬉野公民研修所』の建物の一部をユースホステルとして開放したもの。閉館後も同名の研修施設として存続していたが、1979年7月1日を以って同条例は廃止され、閉所となった。建物は兵庫県の所有地に建てられ、『兵庫県立嬉野台生涯教育センター』の新設により解体された。跡地は駐車場となっている。加東市庁舎が3ヶ所に分かれているため、新たに統合庁舎を建設する計画候補地として同所が挙げられていたこともある。
- 六甲山ハウス（神戸市灘区六甲山町五介山）
1958年2月開館。1970年12月閉館。六甲越有馬鉄道（現・六甲山観光）運営の施設をユースホステルとして指定したもの。建物は既に解体済み。旧称『六甲ハウス』。
- みぐみやホステル（豊岡市城崎町湯島）
現在は宿泊施設『みぐみや旅館』の名で営業中。
- 橋本屋旅館（美方郡新温泉町大字湯）
旅館と兼営していた。現在も宿泊施設『橋本屋旅館』の名で営業中。旧称『橋本屋ホステル』。別称『橋本旅館』『橋本屋旅館ホステル』『橋本屋旅館ユースホステル』。
- 満屋旅館（美方郡新温泉町大字湯）
旅館と兼営していた。別称『万屋』。
- 慶野ユースホステル（南あわじ市松帆古津路字西原）
淡路交通運営の施設をユースホステルとして指定したもの。現在、同地には南あわじ市立西淡中学校が所在する。旧称『慶野臨海ハウス』。
- ユースホステル猪名川山荘（川西市矢問）
建物は現存するものの、宿泊施設としての営業は行っていない。旧称『多田ホステル・猪名川山荘』『猪名川山荘』。別称『多田・猪名川山荘ホステル』。
- ユースホステル永沢寺（三田市永沢寺）
永澤寺の施設の一部をユースホステルとして開放したもの。旧称『永沢寺』『永沢寺ホステル』。
- 洲本千福寺ユースホステル（洲本市栄町）
千福寺の施設の一部をユースホステルとして開放したもの。旧称『千福寺ユースホステル』『千福寺ホステル』『ユースホステル千福寺』『ユースホステル淡路千福寺』『淡路千福寺ユースホステル』。
- ユースホステルちどり（南淡町福良字築地甲）
1959年11月開館。1975年10月31日閉館。建物は既に解体済み。旧称『ちどりホステル』。別称『ちどりユースホステル』『ちどり旅館ユースホステル』。
- ユースホステル中山寺総持院（宝塚市中山寺）
中山寺の施設の一部をユースホステルとして開放したもの。『総持院』の他に『宝蔵院』『華蔵院』でも宿泊者を受け入れた時期がある。旧称『中山寺ホステル』『ユースホステル中山寺』。
- ユースホステル西林寺（西脇市坂本）
西林寺の施設の一部をユースホステルとして開放したもの。旧称『西林寺ホステル』。
- 神鍋くろがね荘（豊岡市日高町太田中道）
現在、同地には宿泊施設『神鍋亭』が建てられている。別称『くろがね荘』『神鍋くろがね』『くろがね荘ホステル』。
- ユースホステル万両（養父市大久保）
旅館と兼営していた。閉館時の建物は建て替え後のもの。現在は旅館業も廃業している模様。旧称『旅館万両』『万両ホステル』『ユースホステル旅館万両』。
- ユースホステル長林寺（明石市材木町）
長林寺の施設の一部をユースホステルとして開放したもの。旧称『長林寺ホステル』『ユースホステル明石長林寺』。
- ユースホステル長源寺（宍粟市波賀町引原）
長源寺の施設の一部をユースホステルとして開放したもの。旧称『長源寺ホステル』。
- 日岡山青年の家（加古川市加古川町大野字日岡山）
1960年12月開館。1971年11月閉館。『兵庫県立日岡山青年の家』の建物の一部をユースホステルとして開放したもの。1971年10月31日を以って兵庫県の施設としては廃止されたことに伴い、閉館となった。建物は解体済み。旧称『日岡山少年の家』『日岡山青少年の家』。
- ユースホステル手柄山青年の家（姫路市西延末）
1960年12月開館。『兵庫県立手柄山青年の家』の建物の一部をユースホステルとして開放したもの。建物は既に解体され、跡地は手柄山平和公園敷地の一部となっている。旧称『手柄山青年の家』『手柄山青年の家ホステル』『ユースホステル県立手柄山青年の家』。
- 御影ユースホステル（神戸市東灘区御影中町）
1961年12月開館。1970年7月閉館。ホテルと兼営していた。閉館後も宿泊施設『ビジネスホテル御影旅行会館』の名で営業を継続していたが、その後廃業した。建物は既に解体され、跡地は住宅地となっている。
- ユースホステル仲正院（西脇市高松町）
仲正院の施設の一部をユースホステルとして開放したもの。旧称『ユースホステル西脇仲正院』。別称『西脇仲正院ユースホステル』『仲正院ユースホステル』。
- 園田ユースホステル（尼崎市東園田町）
閉館後、建物は解体され、跡地は住宅地となっている。
- 神戸たるみユースホステル（神戸市垂水区海岸通）
ゲストハウスと兼営していた。現在も『有限会社神戸ユースゲストハウス』の運営する宿泊施設『神戸ゲストハウス』の名で営業中。旧称『たるみ海岸ユースホステル』『神戸垂水ユースホステル』。
- ユースホステル城崎晴嵐亭（豊岡市城崎町湯島字足切）
現在は宿泊施設『つたや晴嵐亭』の名で営業中。別称『城崎晴嵐亭ユースホステル』。
- 六甲あしやユースホステル（芦屋市奥池南町）
『芦有ドライブウェイ株式会社』から社有地1,000坪の無償貸与を受けていた。施設の老朽化や運営していた芦屋市の財政難を理由に閉館。旧称『芦屋ユースホステル』『ろっこう芦屋ユースホステル』。
- ユースホステル花山院（三田市尼寺）
菩提寺の施設の一部をユースホステルとして開放したもの。旧称『花山院ホステル』『花山院ユースホステル』。
- ユースホステル清水寺宿院（加東市平木）
清水寺の施設の一部をユースホステルとして開放したもの。旧称『清水寺宿坊』『清水寺宿院』。
- ユースホステル浄運寺（たつの市御津町室津）
浄運寺の施設の一部をユースホステルとして開放したもの。旧称『浄運寺ホステル』。
- ユースホステル瑠璃寺（佐用郡佐用町船越）
瑠璃寺の施設の一部をユースホステルとして開放したもの。旧称『瑠璃寺ホステル』『瑠璃寺ユースホステル』。
- ユースホステル上郡西方院（赤穂郡上郡町山野里）
西方院の施設の一部をユースホステルとして開放したもの。旧称『西方院ホステル』。
- 赤穂普門寺ユースホステル（赤穂市尾崎）
普門寺の施設の一部をユースホステルとして開放したもの。
- 淡路ユースホステル（南あわじ市阿万塩屋町）
建物は既に解体され、跡地は空き地となっている。
- 神戸無動寺ユースホステル（神戸市北区山田町福地字新池）
無動寺の施設の一部をユースホステルとして開放したもの。旧称『ユースホステル山田無動寺』『ユースホステル神戸無動寺』。
- 神戸北野ユースホステル（神戸市中央区北野町）
北野天満神社の施設の一部をユースホステルとして開放したもの。『阪神・淡路大震災』の罹災を受け改築した『斉館』を利用したものであった。閉館後はイベントスペース『北野プラムテラス』に転用されている。
- おかや別館（淡路市志筑）
建物は既に解体済み。
- 丹波の里ユースホステル（丹波市山南町玉巻）
建物は現存。閉館後、建物はカフェに転用されたが、現在は廃業した模様。

奈良県
- 奈良県青少年会館ユースホステル（奈良市登大路町→奈良市法蓮佐保山）
1957年12月開館。2014年8月31日閉館。『財団法人奈良県青年会館』が運営する複合施設『奈良県青少年会館』の建物の一部をユースホステルとして開放したもの。1972年9月13日に開設した2代目『奈良県青少年会館』の閉鎖に伴い、閉館した。初代の建物は昭和初期に建てられたもので1956年に奈良県が買い取り、1957年4月より1972年に使用を停止するまで『奈良県青少年会館』として活用されていた。初代の建物は解体済み、2代目の建物は現存はするものの、廃墟と化している。旧称『奈良県青少年会館』『奈良県青少年会館ホステル』『ユースホステル奈良県青少年会館』。
- おおとり寮ホステル（奈良市法蓮佐保山）
1958年2月開館。1970年4月閉館。奈良市が運営していた施設をユースホステルとして指定したもの。本館と分室があった。閉館後、本館分室とも建物は解体され、本館の跡地はコーヒーチェーン店敷地の一部となり、分室の跡地は『奈良ユースホステル』が建てられた。旧称『おおとり寮』。別称『おおとりホステル』『おおとり寮ユースホステル』。
- 轟ユースホステル（奈良市水門町）
1963年2月開館。1974年12月31日閉館。閉館後、建物は解体され、跡地は空き地となっている。旧称『轟寮ホステル』『轟ホステル』。
- 吉野山喜蔵院ユースホステル（吉野郡吉野町大字吉野山）
『喜蔵院』の施設の一部をユースホステルとして開放したもの。『ホステリングガイド2010』及び『一般財団法人日本ユースホステル協会』のホームページ『近畿ブロックユースホステルマップ』に掲載されないまま閉館。旧称『吉野山喜蔵院ホステル』『ユースホステル吉野山喜蔵院』『ユースホステル喜蔵院』。
- ユースホステル橿原公苑宿泊所（橿原市畝傍町）
1965年1月開館。1978年3月31日閉館。『奈良県立橿原公苑宿泊所』の建物の一部をユースホステルとして開放したもの。閉館後、建物は解体され、跡地には『奈良県立橿原考古学研究所附属博物館』が建てられている。旧称『橿原公苑宿泊所』。
- 川津ユースホステル（吉野郡十津川村大字川津）
建物は廃校となった旧・十津川村立川津小学校の施設を転用したもの。建物は現存。現在は公共施設『川津公民館』に転用されている。
- 奥吉野池の平ユースホステル（吉野郡下北山村大字池峰）
1969年開館。1975年12月31日閉館。池の平ゴルフ場に併設するロッジと兼営していた。『池原ダム』建設工事のために『電源開発株式会社』が1960年10月に建設した建宿泊所を下北山村が購入し、1969年10月に『池の平ハウス』の名で開業したもの。現在もゴルフ場併設のロッジとなっている。旧称『吉野池の平ユースホステル』。
- 山の辺ユースホステル（天理市柳本町）
閉館後、建物は解体され、跡地には公的施設『天理市トレイルセンター』が建てられた。旧称『天理市ユースホステル山の辺の家』『天理市山の辺ユースホステル』。
- 奈良かすが野ユースホステル（奈良市高畑町）
1999年3月15日開館。2005年3月15日閉館。『山の辺ユースホステル』に着任したペアレント夫妻が自宅を改築して新規にオープンしたもの。閉館後も宿泊施設『奈良かすが埜』の名で営業を継続していたが、現在は廃業している。建物は現存。
- 天川ユースホステル（吉野郡天川村大字川合）
2003年7月15日開館。2015年2月20日閉館。閉館後は宿泊施設『フィールドアドベンチャーハウス』の名で営業中。旧称『天川ユースホステル』。
- モンベル五條ユースホステル（五條市小島町）
『株式会社ベルカディア』が経営する店舗『モンベルクラブ五條店』の施設の一部をユースホステルとしたもの。2011年5月31日より長期休館、2014年2月1日にいったん営業を再開したものの2017年5月31日に閉館した。閉館後は宿泊施設『モンベル奈良五條ゲストハウス』の名で営業中。
- あすかロードユースホステル（橿原市木原町）
建物は現存するものの、宿泊施設としての営業は行っていない。

和歌山県
- ユースホステル太洋荘（東牟婁郡串本町潮岬）
1956年6月開館。1978年10月1日閉館。『潮岬臨海ハウス株式会社』が経営する旅館と兼営していた。建物は既に解体済み。旧称『太洋荘』『太洋荘ホステル』。別称『大洋荘』『太洋荘ユースホステル』。
- 文珠温泉（西牟婁郡白浜町）
- ユースホステル海翁禅寺（東牟婁郡那智勝浦町勝浦）
海翁寺の施設の一部をユースホステルとして開放したもの。旧称『海翁寺ホステル』『海翁禅寺ホステル』。別称『IBFCホステル』『海翁禅寺ユースホステル』。
- 白上荘（有田郡湯浅町大字栖原）
建物は現存するものの、宿泊施設としての営業は行っていない。旧称『白上荘ホステル』。別称『栖原白上荘』。
- 遍照尊院ユースホステル（伊都郡高野町大字高野山）
宿坊と兼営していた。現在も宿泊施設『高野山遍照尊院』の名で営業中。旧称『遍照尊院ホステル』。別称『高野山遍照尊院ユースホステル』。
- 河鹿荘ユースホステル（田辺市本宮町川湯）
閉館時の建物は1995年に再オープンした建て替え後のもの。民宿と兼営していた。閉館後も宿泊施設『河鹿荘』の名で営業を継続していたが、その後廃業し、現在は別の旅館が建てられている。旧称『河鹿荘』『河鹿荘ホステル』。別称『河鹿ホステル』。
- はまゆう荘ユースホステル（田辺市神子浜町）
ユースホステルのあった地は現在、個人の住宅となっており、宿泊施設としての営業を行っていない。旧称『はまゆう荘』。別称『はまゆうホステル』『はまゆうユースホステル』。
- 新宮早玉ユースホステル（新宮市上本町）
建物は現存するものの、宿泊施設としての営業は行っていない。旧称『早玉館』『早玉館ホステル』。
- 潮岬ユースホステル（東牟婁郡串本町潮岬）
建物は現存するものの、宿泊施設としての営業は行っていない。
- 美滝荘ユースホステル（東牟婁郡那智勝浦町那智山）
現在は食堂兼土産店として営業中。
- 太地ユースホステル（東牟婁郡太地町大字太地）
喫茶店と兼営していた。建物は現存するものの、宿泊施設としての営業は行っていない。
- ユースホステル和歌山県青年館（和歌山市築港）
1975年6月開館。1989年7月10日閉館。『財団法人和歌山県青年館』が運営する複合施設『和歌山県青年館』の建物の一部をユースホステルとして開放したもの。宿泊施設としての営業を取り止め閉館後、現在は『和歌山土木事務所』（現名称『和歌山県海草振興局建設部』。）が入居する施設に転用されていたが、2020年7月に退去移転した。移転後、建物は解体され、跡地は空き地となっている。旧称『和歌山ユースホステル』。
- 扇ヶ浜ユースホステル（田辺市新屋敷町）
1984年3月1日開館。2008年9月30日閉館。閉館時の建物は同じ地名の別の場所から移転した後のもの。建物は現存するものの、宿泊施設としての営業は行っていない。
- みさきロッジユースホステル（東牟婁郡串本町潮岬）
民宿と兼営していた。閉館時の建物は同じ地名の別の場所から移転した後のもの。2代目の建物はユースホステルとして閉館後も宿泊施設『みさきロッジ』として使用されている。
- 湯川ユースホステル（東牟婁郡那智勝浦町大字二河）

### 中国ブロック
鳥取県
- 三朝ユースホステル（東伯郡町三朝町大字三徳字密坊）
『公営三朝ユースホステル管理条例』『公営三朝ユースホステル使用条例』に基づき設置された施設であるが、1991年6月を以って同条例は廃止され、閉館となった。建物は1991年9月に解体されている。
- ユースホステル香宝寺（東伯郡湯梨浜町大字下浅津）
香宝寺の施設の一部をユースホステルとして開放したもの。旧称『香宝寺ホステル』。
- 大山ユースホステル（西伯郡大山町大山字立ノ坂下）
建物は現存するものの、宿泊施設としての営業は行っていない。別称『大山高原ホステル』。
- 山の村ユースホステル（日野郡江府町大字宮市）
建物は現存するものの、宿泊施設としての営業は行っていない。
- 米子南ユースホステル（西伯郡南部町大字北方）
建物は現存するものの、宿泊施設としての営業は行っていない。

島根県
- 七尾公園ユースホステル（益田市七尾町）
建物は現存するものの、宿泊施設としての営業は行っていない。旧称『七尾公園ホステル』。別称『妙義寺ホステル』。
- たくひユースホステル（隠岐郡西ノ島町大字美田字波止）
『焼火神社』の施設の一部（社務所『やまさち荘』と宮司自宅『うみさち荘』を使用。）をユースホステルとして開放したもの。社務所は大字美田、宮司自宅は大字美田字波止に所在する。旧称『焼火神社ホステル』『ユースホステルたくひ』。
- 法眼寺ホステル（松江市外中原町）
法眼寺の施設内にユースホステルを開設したもの。
- 雲月青年の家ユースホステル（浜田市旭町坂本）
1963年3月開館。1968年2月閉館。浜田市旭町及び金城村雲月青年の家組合立『雲月青年の家』の建物の一部をユースホステルとして開放したもの。旧称『雲月青年の家』。
- ゑびすやユースホステル（出雲市大社町杵築南）
1963年5月開館、2008年12月31日閉館。閉館時の建物は同じ地名の別の場所から1970年6月に移転した後のもの。閉館後は『プライベートホステル協会（JAPYHA）』に加盟、新たなユースホステル運動を提唱し、『ゑびすや民営ホステル』の名称で宿泊業を行っている。旧称『えびすやホステル』『えびすやユースホステル』。
- 松江荘ユースホステル（松江市大輪町）
建物は現存するものの、宿泊施設としての営業は行っていない。旧称『松江荘ホステル』。
- ユースホステル城福寺（太田市仁摩町）
城福寺の施設の一部をユースホステルとして開放したもの。閉館後は『プライベートホステル協会（JAPYHA）』に加盟、新たなユースホステル運動を提唱し、『城福寺ユースハウス』の名称で宿泊業を行っている。
- 松江レークサイドユースホステル（松江市古曽志町）
ボイラーや給水ポンプの老朽化により重大事故の発生が予見されることと運営体制の維持困難を主な理由として2008年9月1日より2020年1月31日までの長きにわたり休館していたため、『ホステリングガイド』及び『一般財団法人日本ユースホステル協会』のホームページの掲載対象から外されていた。旧称『松江ユースホステル』。
- 玉造ユースホステル（松江市玉湯町湯町）
建物は現存するものの、宿泊施設としての営業は行っていない。
- ユースホステル三刀屋峯寺（雲南市三刀屋町給下）
峯寺の施設の一部をユースホステルとして開放したもの。旧称『ユースホステル奥出雲峯寺』。
- ユースホステル水若酢（隠岐郡隠岐の島町郡）
水若酢神社の施設の一部をユースホステルとして開放したもの。旧称『水若酢ユースホステル』。
- ユースホステル隠岐神社（隠岐郡海士町海士）
隠岐神社の施設の一部をユースホステルとして開放したもの。別称『隠岐神社』『隠岐神社ユースホステル』。
- 知夫ユースホステル（隠岐郡知夫村）
- 津和野ユースホステル（鹿足郡津和野町大字鷲原）
法音寺の施設内にユースホステルを開設したもの。閉館後は空き家となっていたが、2016年7月に建物をリノベーションし、レストラン『Some more』が開店した。
- 浜田ユースホステル（浜田市朝日町）

岡山県
- いそやホステル（備前市日生町日生）
旅館と兼営していた。旧称『いそや旅館』。
- 湯原館ホステル（真庭市湯原温泉）
旅館と兼営していた。建物は一部現存するものの、廃墟と化している。
- ひるぜん増田屋ユースホステル（真庭市蒜山中福田）
旅館と兼営していた。建物は現存するものの、宿泊施設としての営業は行っていない。旧称『増田屋ホステル』『ユースホステル増田屋』。
- ひるぜんセントラル・ロッヂ（真庭市蒜山上福田）
岡山県営のロッジをユースホステルとして契約したもの。1962年10月25日に発生した火災により施設は焼失し、そのまま再開されることなく閉館した。建物は既に解体済み。旧称『ひるぜんユースホステル』。
- 鷲羽山ユースホステル（倉敷市大畠）
建物は岡山県が建設し、1962年に倉敷市に委譲されたもの。施設の老朽化により予定より2年早めて閉館した。閉館後の2016年6月に建物は解体され、跡地は空き地となっている。『倉敷市鷲羽山ユースホステル条例』に基づき設置された施設であるが、2015年3月を以って同条例は廃止され、閉館となった。なお、閉館時まで『ホステリングガイド』及び『一般財団法人日本ユースホステル協会』のホームページ『中国ブロックユースホステルマップ』には掲載されていなかったが、これは『一般財団法人日本ユースホステル協会』が公営ユースホステルに対し広報負担金の増額を要求し、「協力回答が得られるまでは情報を削除する。」こととしたためである（『公営ユースホステルペアレント全国協議会』には閉館時まで加盟。）。別称『岡山県鷲羽山ユースホステル』。
- 新見東屋ユースホステル（新見市新見）
旅館と兼営していた。建物は既に解体され、跡地にはNPO法人の入居する建物が建てられている。旧称『東屋旅館ホステル』『東屋ホステル』『ユースホステル東屋』。
- 蒜山ユースホステル（真庭市蒜山上福田）
蒜山国民休暇村（現・休暇村蒜山高原）に付随する施設として開館したもの。岡山県営の施設として開館した後、1970年に運営を川上村に移管した。ボイラーの故障や建物の老朽化により閉館。建物は既に解体済み。
- 笠岡屋ユースホステル（笠岡市大字笠岡）
旅館と兼営していた。閉館後も宿泊施設『笠岡屋旅館』の名で営業を継続していたが、現在は廃業している。旧称『笠岡屋旅館ホステル』『旅館笠岡屋』『ユースホステル笠岡屋』。
- 岡山県青年会館ユースホステル（岡山市北区津倉町）
『財団法人岡山県青年会館』が運営する複合施設『岡山県青年会館』の建物の一部をユースホステルとして開放したもの。運営法人の解散により閉館した。閉館後の2008年6月に建物は解体、土地は売却され、跡地は住宅地となっている。旧称『岡山県青年会館』『ユースホステル岡山県青年会館』。
- ユースホステル大聖寺（美作市大聖寺）
大聖寺の施設の一部をユースホステルとして開放したもの。宿坊と兼営していた。別称『大聖寺』。
- 三虎ユースホステル（笠岡市真鍋島）
旅館と兼営していた。現在も宿泊施設『島宿三虎』の名で営業中。旧称『ユースホステル三虎』『まなべ三虎ユースホステル』。
- 日本原高原ユースホステル（津山市市場）
ペアレントは元岡山県議会議員。建物は現存。別称『ユースホステル日本原高原』。
- ユースホステル王子ヶ岳友愛山荘（玉野市永井）
『財団法人日本友愛青年協会』（現名称『公益財団法人友愛』。）運営の施設『王子ヶ岳友愛山荘』をユースホステルとして指定したもの。アクセスとなる交通機関が廃止されたことに伴い、閉館となった。
- 高梁ユースホステル（高梁市寺町）
巨福寺の施設の一部をユースホステルとして開放したもの。使用された庫裏は現存。
- 蒜山高原川上ユースホステル（真庭市蒜山湯船）
旅館と兼営していた。現在も宿泊施設『旅籠・川上苗村』の名で営業中。
- 白石島・お多福ユースホステル（笠岡市白石島）
旅館と兼営していた。閉館後も宿泊施設『お多福旅館』の名で営業を継続していたが、事業継承によりオーナーが変更となり、2021年3月より宿泊施設『Twilight Hotel お多福INN』の名でリニューアルオープンした。

広島県
- 一力館ホステル（広島市中区本通）
1957年2月開館。1960年12月閉館。旅館と兼営していた。別称『一力旅館』。
- ユースホステル尾道友愛山荘（尾道市西土堂町）
『財団法人日本友愛青年協会』（現名称『公益財団法人友愛』。）運営の施設をユースホステルとして指定したもの。閉館後は『尾道観光協会千光寺公園事業所』の入居する宿泊施設『友愛山荘』の名で営業を継続していたが、こちらも現在は閉業している。建物は既に解体され、跡地は空き地となっている。旧称『尾道友愛山荘』。
- 広島ユースホステル（広島市東区牛田新町）
1960年3月開館。『広島ユース・ホステル条例』に基づき設置された施設。指定管理者として運営していた特定非営利活動法人が運営辞退を申し出たため、2012年4月1日より長期休館となった後、『広島ユース・ホステル条例を廃止する条例』が2013年4月1日に公布されたことに伴い、2013年3月31日付で閉館した。別称『神田山』。
- ユースホステルまこと会館（廿日市市宮島町）
1962年1月開館。1985年9月閉館。『社団法人まこと会館』が運営する旅館と兼営していた。閉館後、建物は建て替えられ、現在は宿泊施設『宮島ホテルまこと』の名で営業中（ただし、ユースホステルのあった番地は現在集会所となっており、『宮島ホテルまこと』はその真隣に建てられている。）。旧称『まこと会館ホステル』『まこと会館』。別称『宮島ユースホステル』。
- ユースホステル三段峡ロータリー・ロッジ（山県郡安芸太田町大字中筒賀松原）
旧称『広島ロータリー・ロッジ』『ユースホステル広島ロータリー・ロッジ』。別称『広島ロータリーロッジ』『広島ロータリー・ロッヂ』『三段峡ユースホステル』『ユースホステル三段峡ロータリーロッジ』。
- 瀬戸田ユースホステル（尾道市瀬戸田町垂水）
1966年10月から1973年11月30日まで開館したユースホステル。旧称『ユースホステル瀬戸海荘』『瀬戸海荘ユースホステル』。
- ユースホステル道後山荘（庄原市西城町三坂）
道後山高原スキー場の山荘と兼営していた。建物は一部が現存し、一部は解体され、跡地は空き地となっている。現存する建物は『道後山観光株式会社』が入居する施設に転用されている。別称『道後山荘』。
- 瀬戸田ユースホステル（尾道市瀬戸田町瀬戸田）
1968年から2002年6月30日まで開館したユースホステル。閉館後も宿泊施設として営業を継続していたが、現在は廃業した模様。建物は既に解体され、跡地は空き地となっている。旧称『新瀬戸田ユースホステル』。
- 広島ベイサイド坂ユースホステル（安芸郡坂町植田）
ペアレントは『瀬戸田しまなみユースホステル』と兼務していた。閉館時の建物は1994年12月に建て替えた後のもの。現在、建物は天理教の宗教施設として使用されている。旧称『広島坂町ユースホステル』『坂町ユースホステル』（何れも初代建物使用時に称していた。）。
- 鞆モンテユースホステル（福山市沼隈町大字能登原）
建物は既に解体され、跡地には特別養護老人ホームが建設されている。別称『能登原モンテユースホステル』。
- 三次ユースホステル（三次市三次町甲）
『一般財団法人日本ユースホステル協会』のホームページ『中国ブロックユースホステルマップ』に掲載されていたにもかかわらず、『民営ユースホステルの会』のホームページでは2008年で閉館と表記されていた（正式な閉館日は2011年3月1日付。）。閉館後、宿泊施設としての営業は行っていなかったが、元ペアレントの孫が運営者となり、2019年4月から宿泊施設『三次のさんかく』の名で営業を再開した。
- 瀬戸田しまなみユースホステル（尾道市瀬戸田町）
ペアレントは『広島ベイサイド坂ユースホステル』と兼務していた。現在は『プライベートホステル協会（JAPYHA）』に加盟、新たなユースホステル運動を提唱し、『民営ホステル瀬戸田垂水温泉』の名称で宿泊業を行っている。旧称『生口島垂水ユースホステル』『生口島シーサイドユースホステル』。
- 東広島ユースホステル（東広島市八本松町原）
1984年6月開館。2001年5月31日閉館。建物は既に解体され、跡地は住宅地となっている。
- 広島西条ユースホステル（東広島市西条町大字上三永字平田）
- 広島宮島口ユースホステル（廿日市市宮島口）
現在は宿泊施設『SimpleStay宮島』の名で営業中。
- ユースホステルレイノ・イン広島平和公園（広島市中区大手町）
ホテルと兼営していた。閉館後、建物は解体され、跡地には宿泊施設『ホテル呉竹荘 広島大手町』が建てられた。

山口県
- 半月庵ユースホステル（岩国市岩国）
旅館、国民宿舎と兼営していた。『岩国ユースホステル』は後継施設。現在も料亭兼旅館兼国民宿舎『半月庵』の名で営業中。旧称『半月旅館』『半月庵ホステル』。
- 秋吉台ユースホステル（美祢市秋芳町秋吉）
閉館後は『プライベートホステル協会（JAPYHA）』に加盟、新たなユースホステル運動を提唱し、『秋吉台ユースビレッジ』の名称で宿泊業を行っていた。現在も併設の宿泊施設は営業は継続しているものの、ユースホステルとして使用していた施設は廃墟と化している。
- 湯野温泉ユースホステル（周南市大字湯野）
建物は現存するものの、宿泊施設としての営業は行っていない。
- 青海島ユースホステル（長門市仙崎）
元ペアレントは別の場所でペンションを経営中。建物は既に解体済み。
- 岩国ユースホステル（岩国市横山）
『半月庵ユースホステル』の後継施設として開館。2012年6月1日より長期休館となった後、2021年3月31日付で閉館した。中国新聞の報道では「施設の老朽化と時代の変化に伴う利用者減」を理由に2012年5月31日で閉館したものとなっている[24]。建物は解体され、跡地は空き地となっている。
- 山口ユースホステル（山口市宮野上）
閉館後は『プライベートホステル協会（JAPYHA）』に加盟、新たなユースホステル運動を提唱し、『プライベートホステル山口紅花舎』の名称で宿泊業を行っている。
- 神上寺ユースホテル（下関市豊田町大字江良）
神上寺の施設の一部をユースホステルとして開放したもの。
- パルトピアやまぐちユースホステル（山口市神田町）
2004年1月1日開館。2018年3月31日閉館。『一般財団法人防長青年館』が運営する複合施設『防長青年館』の建物の一部をユースホステルとして開放したもの。閉館後は宿泊施設『パルトピアやまぐち』の名で営業中。旧称『ユースホステルパルトピアやまぐち』。

### 四国ブロック
徳島県
- ユースホステル魚清旅館（三好郡東みよし町昼間）
旅館と兼営していた。旧称『魚清旅館ホステル』『魚清旅館』。
- 小松島千歳ユースホステル（小松島市小松島町字房浜）
建物は現存するものの、宿泊施設としての営業は行っていない。旧称『小松島千歳ホステル』。
- ユースホステル安楽寺（板野郡上板町大字引野字寺ノ西北）
安楽寺の施設の一部をユースホステルとして開放したもの。旧称『安楽寺ホステル』。
- ユースホステル法満寺（阿波市市場町大俣字山路）
法満寺の施設の一部をユースホステルとして開放したもの。旧称『法満寺ホステル』。
- ユースホステル最明寺（美馬市脇町大字北庄）
最明寺の施設の一部をユースホステルとして開放したもの。旧称『最明寺ホステル』。
- 日和佐ユースホステル（海部郡美波町奥河内字寺前）
ペアレントが高齢になったことと施設の老朽化により閉館。閉館後は宿泊施設『友愛荘』の名で営業中。なお、非営利団体『子ども疎開ネットワーク徳島』が2011年6月から2013年10月までの間、福島第一原子力発電所爆発事故による放射能汚染を心配した母子を受け入れる疎開先としてこの建物を使用していた。
- 阿波池田ユースホステル（三好市池田町トウゲ）
1968年9月から1989年9月30日まで開館したユースホステル。

香川県
- 小豆島ユースホステル（小豆郡小豆島町中山）
1960年12月25日開館。1997年11月閉館。『小豆島観光開発株式会社』が運営していた施設。建物は解体され、跡地は空き地となっている。
- ユースホステル琴平青年の家（仲多度郡琴平町字川西乙）
1963年7月開館。1998年9月30日閉館。香川県立『香川県琴平青年の家』の建物の一部をユースホステルとして開放したもの。1976年3月に建物は解体され、跡地には『旧金毘羅大芝居』が移築された。旧称『琴平青年の家』。
- 海岸寺ユースホステル（仲多度郡多度津町大字西白方）
『海岸寺』の施設の一部をユースホステルとして開放したもの。『ホステリングガイド2010』及び『一般財団法人日本ユースホステル協会』のホームページ『四国ブロックユースホステルマップ』に掲載されないまま閉館。閉館後は『プライベートホステル協会（JAPYHA）』に加盟、新たなユースホステル運動を提唱し、『宿坊ホステル海岸寺』の名称で宿泊業を行っている。旧称『海岸寺ホステル』『ユースホステル海岸寺』。
- ユースホステル高松友愛山荘（高松市錦町）
『財団法人日本友愛青年協会』（現名称『公益財団法人友愛』。）運営の施設『高松友愛山荘』をユースホステルとして指定したもの。建物は既に解体され、跡地にはマンションが建設されている。
- ユースホステル小豆島観光ホテル（小豆郡土庄町甲）
1966年3月開館。『株式会社小豆島観光ホテル』『株式会社小豆島国際ホテル』が経営するホテルと兼営していた。閉館後は宿泊施設『小豆島国際ホテル別館小豆島観光ホテル』、後に『小豆島国際ホテル』の名で営業中。
- ユースホステル小豆島みはらし台（小豆郡小豆島町坂手甲）
1968年2月開館。1972年4月12日に発生した火災により当分の間休館となり、そのまま再開されることなく1972年12月31日を以って閉館となった。
- 香川県屋島ユースホステル（高松市屋島東町）
1970年12月開館。1982年4月1日閉館。『香川県屋島厚生寮』を転用して設置した香川県立『香川県屋島青年の家』の建物の一部をユースホステルとして開放したもの。『香川県屋島ユースホステル条例』に基づき設置された施設であるが、2014年3月13日議決の『香川県屋島ユースホステル条例を廃止する条例』により、閉館となった。現在、同地には香川県の施設『屋島少年自然の家』が所在する。
- 栗林ユースホステル（高松市栗林町）
閉館後、建物は解体され、跡地には『香川證券研修会館』が建てられた。旧称『三木荘ホステル』。
- 高松さきかユースゲストハウス（高松市百間町）
2001年8月1日開館。2019年5月31日閉館。ホテルと兼営していた。現在も宿泊施設『ホテル真華』の名で営業中。

愛媛県
- 光悦庵ホステル（松山市須賀町）
1956年5月開館。1960年9月閉館。船員保険寮の施設の一部をユースホステルとして開放したもの。建物は既に解体され、跡地は『愛媛県松山西警察署』の敷地の一部となっている。
- 関門ユースホステル（上浮穴郡久万高原町若山）
1957年1月開館。1995年9月30日閉館。ホテルと兼営していた。初代ペアレントは面河村長を務めた人物。閉館後、建物は解体され、跡地は駐車場となっている。旧称『関門ホステル』『関門ホテル』『ユースホステル関門』。
- ユースホステル万年荘（宇和島市野川滑床山国有林）
松野町営の宿泊施設であり、連絡先の表記も北宇和郡松野町大字目黒とされていたが、立地する所在地は宇和島市である。現在は休憩施設『滑床アウトドアセンター 万年荘』の名で営業中。旧称『松野町営万年荘』『万年荘ホステル』『万年荘ユースホステル』。
- 伊予法華寺ユースホステル（今治市桜井甲）
法華寺の施設の一部をユースホステルとして開放したもの。旧称『ユースホステル伊予法華寺』。
- 大洲城山郷土館ユースホステル（大洲市大洲）
1970年8月開館。2023年1月31日閉館。建物は現存するものの、宿泊施設としての営業は行っていない。旧称『大洲郷土館ユースホステル』。
- ユースホステル門田旅館（松山市北条辻）
旅館と兼営していた。現在、同地には店舗が所在する。旧称『門田旅館』『門田旅館ホステル』。
- ユースホステル観自在寺（南宇和郡愛南町御荘平城）
観自在寺の施設の一部をユースホステルとして開放したもの。
- えひめ酒だる村ユースホステル（東温市山之内）
レジャー施設と兼営していた。閉館後もレジャー施設『えひめ酒だる村』の名で営業を継続していたが、2007年8月31日付で営業を終了し、閉鎖された。建物は現存。旧称『奥松山酒ダル村ユースホステル』。
- 松山ダウンタウンユースホステル（松山市大街道）
ペアレントは『松山（神泉園）ユースホステル』と兼務していたが、2007年9月1日より外国人専用の宿泊施設へと衣替えした時点で運営権は『NPO法人ソフィア倶楽部』に移譲された（なお、衣替えした後もユースホステルとしての契約は2010年9月30日に長期休館、2011年3月31日に閉館となるまでは継続された。）。現在も『ゲストハウスMatsuyama』名で営業中。
- ユースホステル石鎚山荘（西条市小松町石鎚字成就）
民営宿泊施設と兼営していた。
- 北条水軍ユースホステル（松山市北条辻→松山市土手内）
2000年4月1日開館。2024年1月1日閉館。閉館時の建物は2020年6月に移転した後のもの。初代、2代目の建物とも現存。閉館後、施設の購入者を募集していたこともあった。

高知県
- 若宮太平洋高原ユースホステル（香美市土佐山田町曽我部川）
日本で初めてユースホステルの名を掲げて開館した施設で『山田駅前ユースホステル』との同族経営により運営されていた。閉館後は宿泊施設としての営業は行っていない。旧称『若宮高原ユースホステル』。別称『若宮高原山の家』。
- 最御崎寺ユースホステル（室戸市室戸岬町）
最御崎寺の施設の一部をユースホステルとして開放したもの。現在も宿泊施設『室戸岬最御崎寺遍路センター』の名で営業中。旧称『東寺ホステル』『ユースホステル東寺』『東寺ユースホステル』。別称『室戸岬東寺ホステル』。
- 室戸岬ホステル（室戸市室戸岬町）
別称『室戸観光ホステル』『室戸岬観光ホステル』。
- 山田駅前ユースホステル（香美市土佐山田町東本町）
1962年2月開館。1986年3月31日閉館。『若宮太平洋高原ユースホステル』との同族経営により運営されていた。現在は建物が国の登録有形文化財の『百年舎』[25]として一般公開されており、宿泊施設としての営業も行っている（土地の一部はレストランにも転用。）。別称『若宮駅前ホステル』『若宮別荘ホステル』。
- 定福寺ユースホステル（長岡郡大豊町大字粟生）
定福寺の敷地内にユースホステルを開設したもの。ユースホステルとして開放していた建物の老朽化により閉館した。建物は現存。旧称『定福寺ホステル』。
- ユースホステル岩本寺（高岡郡四万十町茂串町）
岩本寺の施設の一部をユースホステルとして開放したもの。閉館時の建物は1989年に建て替えた後のもの。別称『岩本寺ホステル』。
- ユースホステル大堂サンセット（幡多郡大月町大字柏島）
民宿と兼営していた。閉館後も宿泊施設『民宿なかしま』の名で営業を継続していたが、こちらも2017年以前に廃業している。旧称『大堂ユースホステル』『ユースホステル大堂』。
- ユースホステル東陽館（安芸市本町）
旅館と兼営していた。閉館後も宿泊施設『東陽館』の名で営業を継続していたが、その後廃業した。建物は現存するものの、宿泊施設としての営業は行っていない。旧称『東陽館』。
- ユースホステル金林寺（安芸郡馬路村大字馬路）
金林寺の施設の一部をユースホステルとして開放したもの。
- ユースホステル峯寺（南国市十市）
禅師峰寺の施設の一部をユースホステルとして開放したもの。
- 高知駅前ユースホステル（高知市北本町）
1971年12月21日開所、1972年3月開館。1998年3月31日閉館。閉館後、建物は解体され、跡地は住宅地となっている。
- あしずりユースホステル（土佐清水市足摺岬）
『金剛福寺ユースホステル』ペアレントの勧誘により1973年7月開館。2023年1月31日閉館。『白皇神社』の一部をユースホステルとして開放したもの。旧称『白皇神社ユースホステル』。
- ユースホステル石見寺（四万十市安並）
石見寺の施設の一部をユースホステルとして開放したもの。旧称『石見寺ホステル』『石見寺ユースホステル』。
- ユースホステル太平寺（四万十市右山元町）
太平寺の施設の一部をユースホステルとして開放したもの。旧称『太平寺ホステル』。
- 金剛福寺ユースホステル（土佐清水市足摺岬）
金剛福寺の施設の一部をユースホステルとして開放したもの。旧称『金剛福寺ホステル』『ユースホステル金剛福寺』。
- 藤井寺ユースホステル（土佐清水市三崎）
藤井寺の施設の一部をユースホステルとして開放したもの。旧称『藤井寺ホステル』『ユースホステル藤井寺』。
- すくもユースホステル（宿毛市橋上町神有）
2代目ペアレントが不在となったことに伴い、閉館。現在は『松山（神泉園）ユースホステル』のペアレントが建物を管理している。旧称『宿毛ユースホステル』。
- 四万十川ユースホステル（四万十市西土佐中半）
建物は現存するものの、宿泊施設としての営業は行っていない。

### 九州ブロック
福岡県
- ユースホステル背振友愛山荘（福岡市早良区大字椎原）
『財団法人日本友愛青年協会』（現名称『公益財団法人友愛』。）運営の施設『背振山荘』をユースホステルとして指定したもの（指定に合わせて施設名称も『背振友愛山荘』に改称。）。建物は現存するものの、宿泊施設としての営業は行っていない。旧称『背振友愛山荘』。
- ユースホステル成道寺（福岡市中央区唐人町）
成道寺の施設の一部をユースホステルとして開放したもの。旧称『成道寺ホステル』『福岡成道寺ホステル』。
- ユースホステル金剛閣（福津市宮司）
海心寺の施設の一部をユースホステルとして開放したもの。旧称『金剛閣ホステル』。
- 北九州ユースホステル（北九州市八幡東区大字尾倉字平原）
2013年4月25日に福岡市内のゲストハウス経営者が2011年より長期休館となっていた建物を『北九州ユースホステル アロハスピリット』の名で運営を再開させたものの、放漫経営が祟り3年ほどで運営を断念、再び長期休館となった後、2017年12月31日を以って閉館となった。2018年3月に建物は解体され、跡地は空き地となっている。
- ルノワルユースホステル（みやま市瀬高町下庄）
建物は現存するものの、宿泊施設としての営業は行っていない。
- ユースホステル太宰府友愛山荘（太宰府市大字内山）
1971年1月開館。1973年12月閉館。『財団法人日本友愛青年協会』（現名称『公益財団法人友愛』。）運営の施設『太宰府友愛山荘』をユースホステルとして指定したもの。建物は解体済み。
- 太宰府ユースホステル（太宰府市三条）
閉館後も宿泊施設『B&B ゲストハウス 太宰府』の名で営業を継続していたが、その後廃業した。現在は運営者を変え、2019年12月24日より宿泊施設『ゲストハウス太宰府』の名で再オープンしている。
- 福岡・志賀島荘ユースホステル（福岡市東区大字志賀島）
1993年12月20日開館。2004年4月15日閉館。旅館と兼営していた。閉館後も宿泊施設『旅館志賀島荘』の名で営業を継続していたが、2008年9月に廃業した。建物は解体され、跡地は空き地となっている。旧称『志賀島荘ユースホステル』。
- ホテルスカイコート博多ユースゲストハウス（福岡市博多区祇園町）
2000年2月1日開館。2008年12月31日閉館。『スカイコート株式会社』（現名称『スカイハート株式会社』。）が経営するホテルと兼営していた。現在も宿泊施設『スカイハートホテル博多』の名で営業中。旧称『スカイコート博多ユースゲストハウス』。
- スカイホテル苅田ユースゲストハウス（京都郡苅田町大字苅田）
2006年7月1日開館。2007年12月31日閉館。『スカイコート株式会社』（現名称『スカイハート株式会社』。）が経営するホテルと兼営していた。閉館後も宿泊施設『スカイホテル苅田』の名で営業を継続していたが、2015年9月11日に『Rホテルズインターナショナル株式会社』が運営権を取得し、11月1日より『Rホテルイン北九州エアポート』にリブランドオープン、更に2021年4月1日からは『株式会社ホテルシステム二十一』が運営権を取得し、『ブルーポートホテル苅田北九州空港』に再リブランドオープンしている。
- 福岡ユースホステル（福岡市博多区博多駅南）
経営不振により閉館。建物は既に解体され、跡地にはビルが建設されている。

佐賀県
- ユースホステル佐賀県青年会館（佐賀市松原→佐賀市日の出）
1956年5月開館。2019年3月31日閉館。『財団法人佐賀県青年会館』『一般財団法人佐賀県青年会館』が運営する複合施設『佐賀県青年会館』の建物の一部をユースホステルとして開放したもの。2代目の建物は1974年に開館したもので、ユースホステルとして閉館した後も宿泊施設『佐賀県青年会館』として営業を継続中である。旧称『佐賀県青年会館』『佐賀県青年会館ホステル』。
- 虹の松原ユースホステル（唐津市鏡）
1968年9月開館。1995年3月閉館。『佐賀県虹の松原ユース・ホステル条例』に基づき設置された施設であるが、現在は廃止されている。建物は解体済み。

長崎県
- おらんだ館（長崎市出雲）
旅館と兼営していた。所在地が元遊郭の地にあったということもあり、短期間での契約となった。
- ユースホステル千徳別館（佐世保市勝富町）
旅館と兼営していた。建物は既に解体され、跡地は住宅地となっている。旧称『千徳館』『千徳別館ホステル』。
- 長崎ホステル（長崎市界）
1959年10月から1966年8月まで開館したユースホステル。ペアレントの別荘であった施設を転用したもの。『オランダ坂ユースホステル』は後継施設。建物は既に解体され、跡地にはマンションが建設されている。別称『長崎ユースホステル』。
- ユースホステル青雲荘（雲仙市小浜町雲仙）
長崎自動車がユースホステル専用施設として開設したもの。1970年11月からは国民宿舎と兼営していた。現在も国民宿舎『青雲荘』の名で営業中。旧称『雲仙ユースホステル』（ユースホステル専用施設であった時に称していたもの。）。
- 長崎ユースホステル（長崎市立山）
1961年6月から2003年4月1日まで開館したユースホステル。閉館後、建物は解体され、跡地には長崎県と長崎市の施設『長崎歴史文化博物館』が建てられた。旧称『長崎県立ユースホステル』。
- 大徳旅館ホステル（五島市江川町）
旅館と兼営していた。1962年9月26日に起きた福江大火で建物が焼失したことにより閉館を余儀なくされた。別称『大徳旅館』『大徳館ユースホステル』『福江島ユースホステル』。
- 島原ユースホステル（島原市津町→島原市下川尻町）
開館当初は旅館と兼営していた。初代の建物は解体され、跡地には病院が建てられている。2代目の建物は現存し、現在は宿泊施設『ゲストハウス島原』の名で営業中。旧称『幸利屋ホステル』『幸利屋ユースホステル』（何れも初代建物使用時に称していたもの。）。
- ユースホステル加津佐はまゆう荘（南島原市加津佐町己）
『島原鉄道株式会社』運営の民営宿泊施設をユースホステルとして指定したもの。建物は既に解体され、跡地はキャンプ場『加津佐バンガロー村』となっている。旧称『加津佐はまゆう荘』。
- オランダ坂ユースホステル（長崎市東山手町）
『長崎ユースホステル』の後継施設として開館。民営宿泊施設と兼営していた。建物は2002年2月に解体され、跡地には病院が建設されている。旧称『長崎オランダ坂ユースホステル』。
- 平戸ユースホステル（平戸市田平町大久保免）
1973年3月13日開館。2019年7月31日閉館。閉館時は民宿と兼営していた（2018年4月までは『財団法人日本ユースホステル協会』直営の施設となっていた。）。現在は宿泊施設『洋風民宿グラスハウス』の名で営業中。旧称『平戸口ユースホステル』『平戸口レインボーユースホステル』『たびら平戸口ユースホステル』『たびらレインボーユースホステル』。
- ユースホステル対馬西山寺（対馬市厳原町国分）
西山寺の施設の一部をユースホステルとして開放したもの。現在は宿泊施設『宿坊対馬西山寺』の名で営業中。
- 北対馬ユースホステル（対馬市上県町佐須奈乙）
旅館と兼営していた。現在も宿泊施設『はら旅館』の名で営業中。
- 長崎南方苑ユースホステル（長崎市浜平）
都市計画道路開設工事に伴う立ち退き等を理由に閉館。建物は既に解体され、跡地は道路となっている。
- 五島三井楽サンセットユースホステル（五島市三井楽町濱ノ畔）
旧称『五島三井楽ユースホステル』。
- 浦上ヶ丘ユースホステル（長崎市三芳町→長崎市城栄町）
閉館時の建物は1986年2月に移転した後のもの。『島原ユースホステル』との同族経営により運営されていた（ペアレントはユースホステルを開館するまでは民宿を経営していた。）。『長崎ゑびすユースホステル』は後継施設。初代の建物は既に解体され、跡地は住宅地となっている。2代目の建物は地主との賃貸借契約が終了したことに伴い閉館した（この建物はその後解体され、跡地には老人保健施設が建設されている。）。
- 長崎ゑびすユースホステル（長崎市恵美須町）
『浦上ヶ丘ユースホステル』の後継施設として開館。『島原ユースホステル』との同族経営により運営されていた。建物は現存するものの、宿泊施設としての営業は行っていない。
- 長崎カトリックセンターユースホステル（長崎市上野町）
『長崎カトリックセンター』の施設の一部をユースホステルとして開放したもの。建物は現存するものの、宿泊施設としての営業は行っていない。

熊本県
- 熊本市少年の家ホステル（熊本市西区島崎）
1957年8月開館。施設の老朽化により1964年10月閉館。実業家古荘健次郎氏が別邸を熊本市に寄贈して設置された熊本市立『熊本市少年の家』『熊本市青少年の家』の建物の一部をユースホステルとして開放したもの。閉館後、建物は解体され、跡地は空き地となっている。旧称『熊本市少年の家』。別称『熊本市青年の家』。
- ユースホステル天草苓洲館（天草市城下町）
旅館と兼営していた。建物は2015年11月に解体された。旧称『天草苓洲館ホステル』『天草苓洲館』。別称『天草苓洲ホステル』『苓洲館ホステル』。
- 熊本YMCA阿蘇キャンプユースホステル（阿蘇市車帰）
1962年1月開館。2017年3月31日閉館。『社会福祉法人熊本YMCA』『公益財団法人熊本YMCA』が運営する研修及び宿泊施設『YMCA阿蘇キャンプ』をユースホステルとして開放したもの。現在も同名の研修及び宿泊施設として営業中。旧称『ユースホステル熊本YMCA阿蘇キャンプ』『熊本YMCA阿蘇キャンプ』。
- ユースホステル旅館松鶴（熊本市西区二本木）
旅館と兼営していた。閉館後は宿泊施設『ビジネスホテル松鶴』の名で営業を継続していたが、現在は廃業している。建物は既に解体され、跡地は駐車場となっている。旧称『旅館松鶴ホステル』。
- ユースホステルことぶき旅館（熊本市中央区水前寺）
旅館と兼営していた。建物は解体済み。旧称『ことぶき旅館ホステル』。
- 水前寺ユースホステル（熊本市中央区白山）
開館当初は旅館と兼営していた。閉館時の建物は1996年に建て替えた後のもの。建物は2016年9月に解体され、跡地は駐車場となっている。旧称『松岡ユースホステル』。
- 阿蘇ユースホステル（阿蘇市黒川字原の上）
『阿蘇市ユースホステル条例』に基づき設置された施設であるが、熊本地震の罹災により長期休館となった後、2016年12月14日に阿蘇市議会が条例の廃止を可決し、31日に閉館となった。地震により建物が損傷したことに加え、施設が老朽化していたこと、収益が上がらず慢性的に赤字続きであったことから、営業再開は困難と判断されたことによる。現在、建物は飲食店に転用されている。旧称『阿蘇町営ユースホステル』。別称『赤水ユースホステル』。
- ユースホステルてんぐ（天草市大浜町）
旅館と兼営していた。建物は解体済み。旧称『ユースホステルてんぐ旅館』。
- 熊本市立ユースホステル（熊本市西区島崎）
『熊本市立ユース・ホステル条例』に基づき設置されたものであるが、1998年3月25日に可決された『熊本市立ユース・ホステル条例を廃止する条例』により廃止され、閉館となった。施設の老朽化により閉館。建物は既に解体され、跡地は空き地となっている。
- 市房ユースホステル（球磨郡水上村大字湯山字下神揚）
ペアレントは別の場所で民宿を経営中。建物は既に解体され、跡地は水上村の施設『もとゆの森』の一部として整備された。別称『市房高原ユースホステル』。
- 天草ユースホステル（天草市浄南町）
ペアレントの死去とほぼ同時に閉館。建物は現存するものの、宿泊施設としての営業は行っていない。

大分県
- 城島高原ヒュッテ（別府市大字東山）
別称『城島ヒュッテ』『城島高原ヒユツテ』。
- 別府ユースホステル（別府市大字南立石字観海寺→別府市中島町）
1960年6月開館。2006年11月20日閉館。『有限会社別府ユースホステル』により運営されていた。閉館時の建物は2002年6月20日に移転した後のもの。初代の建物は既に解体され、跡地は空き地となっている。 2代目の建物は国家公務員の保養所であった施設を改装したもので、現在はマンションとなっている。旧称『清風館ホステル』『別府清風ユースホステル』。
- 国東半島国見ユースホステル（国東市国見町伊美）
ペアレントが不在となったことに伴い、閉館。別称『国見ユースホステル』。
- ユースホステル普門院（中津市寺町）
『普門院』の施設の一部をユースホステルとして開放したもの。旧称『普門院ユースホステル』『普門院ホステル』。
- ユースホステル山国屋（中津市本耶馬溪町曽木）
旅館と兼営していた。現在も宿泊施設『旅館山國屋』の名で営業中。旧称『山国屋旅館』『ユースホステル山国屋旅館』。別称『山國屋』『ユースホステル山國屋旅館』『ユースホステル山国屋』。
- 竹田ユースホステル（竹田市大字竹田字岡）
現在は宿泊施設『いっぷく茶屋』の名で営業中。

宮崎県
- ユースホステルサンフラワー宮崎（宮崎市旭）
1959年7月開館。2024年10月31日閉館。『財団法人宮崎県社会教育会館』が運営する複合施設『宮﨑県社会教育会館』及び『財団法人宮崎県婦人会館』『一般財団法人宮崎県婦人会館』が運営する複合施設『宮﨑県婦人会館』の建物の一部をユースホステルとして開放したもの。現在も複合施設として営業中。閉館時の建物は1965年1月8日に建て替えた後のもの。旧称『社会教育会館』『社会教育会館ホステル』『ユースホステル宮崎県婦人会館』。
- 五ヶ瀬白岩ユースホステル（西臼杵郡五ヶ瀬町大字鞍岡字本屋敷）
民宿と兼営していた。閉館時の建物は1995年に建て替えた後のもの。現在も宿泊施設『もり乃宿 白岩』の名で営業中。旧称『松岡旅館』『松岡ホステル』『松岡ユースホステル』。
- ユースホステル浜荘（宮崎市吾妻町）
旅館と兼営していた。閉館後も宿泊施設『ホテル浜荘』の名で営業を継続していたが、2017年5月31日を以って廃業した。建物は既に解体され、跡地にはマンションが建設されている。旧称『浜荘ホステル』。別称『浜荘旅館』。
- 臨江亭ホステル（宮崎市松山）
1962年5月開館。1963年12月閉館。『有限会社旅館臨江亭』が経営する旅館と兼営していた。建物は日向国佐土原藩第11代藩主島津忠寛が所有した別邸を家臣であった斉藤正身が買い入れたもの。閉館後も宿泊施設『旅館臨江亭』『ホテル臨江亭』の名で営業を継続していたが、その後廃業した。建物は既に解体され、跡地にはマンションが建設されている。
- 高千穂ユースホステル（西臼杵郡高千穂町大字三田井→西臼杵郡高千穂町大字三田井字栃又）
1963年7月開館。2024年6月30日閉館。初代の建物は旅館と兼営していた。2代目の建物は1972年3月1日に移転した後のもので現存するものの、宿泊施設としての営業は行っていない。旧称『和田旅館』『ユースホステル和田』（何れも初代建物使用時に称していたもの。）。別称『高千穂和田ユースホステル』。
- ユースホステル大和屋（西臼杵郡高千穂町大字三田井）
旅館と兼営していた。現在も宿泊施設『旅館大和屋』の名で営業中。旧称『大和屋ユースホステル』。別称『大和屋ホステル』。
- 清流荘別館ユースホステル （宮崎市吾妻町）
1965年1月開館。1978年9月4日閉館。旅館と兼営していた。建物は既に解体され、跡地にはマンションが建設されている。旧称『ユースホステル清流荘』『清流荘』『ユースホステル清流荘別館』。
- ユースホステル青島（宮崎県宮崎市青島西）
1966年1月開館。2002年3月31日閉館。宮崎県立『宮崎県青島青年の家』（後に『財団法人宮崎県青年会館』が運営する複合施設『宮崎県青年会館』となる）の建物の一部をユースホステルとして開放したもの。解体され、跡地は住宅地となっている。旧称『ユースホステル宮崎県青年会館』。別称『ユースホステル宮崎青年会館』。
- 岩戸ふるさとユースホステル（西臼杵郡高千穂町大字岩戸）
旅館と兼営していた。閉館時の建物は建て替え後のもの。旧称『天岩戸ユースホステル』。
- 一水屋敷ユースホステル（西臼杵郡高千穂町大字河内）
建物は既に解体済み。
- ユースホステル都城（都城市都北町）
民宿と兼営していた。現在も宿泊施設『民宿都城荘』の名で営業中。
- えびのユースホステル（小林市大字南西方字環野）
1974年1月開館。1985年9月閉館。建物は既に解体され、跡地には野口総合研究所所有のゲストハウスが建設されている。
- 都井岬ユースホステル（串間市大字大納字御崎）
1980年3月開館。2003年5月31日閉館。民宿と兼営していた。現在も宿泊施設『黄金荘』の名で営業中。

鹿児島県
- ユネスコハウス
- 霧島山荘ホステル（霧島市霧島田口）
1956年5月開館。1964年2月閉館。国民宿舎と兼営していた。霧島町（現在は霧島市）営の複合施設をユースホステルとして契約したもの。閉館後の1990年より『霧島民芸村』に改名した。宿泊施設としての営業を1995年で終了した後は観光施設となっている。現在、建物『霧島民芸村（展示販売棟，旧遙拝殿及び工房棟）』は鹿子島県指定の文化財[26]となっている。旧称『霧島研修館』。
- 鹿児島県婦人会館ユースホステル（鹿児島市下荒田）
1959年7月開館。1990年4月1日閉館。財団法人鹿児島県婦人会館』（現・公益財団法人鹿児島県婦人会館）が運営する複合施設『鹿児島県婦人会館』の建物の一部をユースホステルとして開放したもの。宿泊施設としての営業を取り止めたため、閉館した。建物は現存。旧称『鹿児島県婦人会館』『鹿児島県婦人会館ホステル』『ユースホステル鹿児島県婦人会館』。
- 蓬泉館ユースホステル（霧島市霧島田口）
国民宿舎と兼営していた。閉館後も宿泊施設『旅館蓬泉館』の名で営業を継続していたが、現在は宿泊施設としての営業を取り止めている。建物は現存。旧称『蓬泉館』『蓬泉館ホステル』。
- 圭屋ユースホステル（指宿市湯の浜）
建物は現存するものの、宿泊施設としての営業は行っていない。旧称『圭屋ホステル』『ユースホステル圭屋』。
- 磯浜ユースホステル（鹿児島市清水町）
1963年1月開館。1976年5月13日閉館。『桜島ユースホステル』『霧島高原ユースホステル』との同族経営により運営されていた時期があった。建物は岩元信兵衛の別荘を借用したもの。建物は解体され、跡地は住宅地となっている。旧称『磯浜ホステル』。
- 霧島高原ユースホステル（霧島市霧島田口）
1964年7月開館。1986年9月30日閉館。『有限会社霧島高原ユースホステル』運営の施設をユースホステルとして指定したもの。『桜島ユースホステル』『磯浜ユースホステル』との同族経営により運営されていた時期があった。建物は既に解体済み。敷地内に国鉄C56形蒸気機関車が保存されていた。閉館後は荒廃していたが、2010年に搬出され、整備の上で薩摩川内市に保存されることになった[27]（移設先施設は2016年に閉鎖[28]）。
- 里村ユースホステル（薩摩川内市里町里）
1965年1月開館。1983年9月30日閉館。建物は廃校となった『里村立里中学校』（現名称『薩摩川内市立里中学校』。）の施設を転用したもの。建物は解体され、跡地には団地が建設されている。旧称『里ユースホステル』。
- ユースホステル東亜観光（大島郡徳之島町山）
1965年1月開館。『不二商事株式会社』が経営する『徳之島ヘルスセンター』に併設する形で開業したホテルと兼営していた。閉館後も宿泊施設『東亜観光ホテル』の名で営業を継続していたが、親会社『不二サッシ株式会社』が引き起こした粉飾決算事件の余波を受け、1977年11月に『ホテルニューオータニ』に売却された。宿泊施設『ホテルニューオータニ徳之島』の名で営業を継続したものの、経営難と労使対立により1982年6月5日で閉鎖となった。建物は2008年に解体され、跡地は太陽光パネルの設置敷地となっている。別称『徳之島ヘルスセンター』。
- 屋久島ユースホステル（熊毛郡屋久島町安房）
1965年10月から1986年9月30日まで開館したユースホステル。
- 桜島ユースホステル（鹿児島市桜島横山町）
1968年6月開館。『鹿児島市桜島ユース・ホステル条例』に基づき設置された施設であるが、2019年を以って条例は廃止され、2020年3月31日に閉館となった。長きにわたり『一般財団法人日本ユースホステル協会』のホームページ『九州ブロックユースホステルマップ』には掲載されていなかった（『一般財団法人日本ユースホステル協会』が公営ユースホステルに対し広報負担金の増額を要求し、「協力回答が得られるまでは情報を削除する。」こととしたため。）が、2018年5月22日より再び掲載された経緯を持つ。『霧島高原ユースホステル』『磯浜ユースホステル』との同族経営により運営されていた時期があった。『公営ユースホステルペアレント全国協議会』に閉館時まで加盟していた。
- 種子島ユースホステル（熊毛郡南種子町中之下）
建物は廃校となった小学校の施設を転用したもの。建物は解体され、跡地には南種子町の施設『南種子町役場給食センター』が建設されている。
- 与論島高倉荘ユースホステル（大島郡与論町大字茶花）
ペアレントの死去により閉館。現在、建物は菓子の生産工場に転用されている。
- 沖永良部ユースホステル（大島郡和泊町大字古里字阿窪）
元ペアレントが経営する隣接の喫茶店も現在は廃業した模様。
- 吹上浜ユースホステル（日置市日吉町日置）
建物は現存するものの、宿泊施設としての営業は行っていない。
- ユースホステルらんかん荘（奄美市名瀬矢之脇）
1980年2月開館。1984年9月30日閉館。旅館と兼営していた。建物は解体され、跡地にはマンションが建設されている。
- 屋久島ユースホステル（熊毛郡屋久島町平内）
1996年8月23日から2015年1月31日まで開館したユースホステル。現在は体験型滞在施設『屋久島サウスビレッジ』の名で営業中。
- 鹿児島城山ユースホステル（鹿児島市草牟田）
閉館後、建物は解体され、跡地にはマンションが建設されている。
- 屋久島ユースホステル（熊毛郡屋久島町宮之浦）
2005年8月8日から2022年6月30日まで開館したユースホステル。現在は宿泊施設『屋久島シェアホステルみなと』の名で営業中。施設をリニューアルして2015年2月1日よりこの名称となった。旧称『宮之浦ポートサイドユースホステル』。

沖縄県
- ユースホステル八洲旅館（石垣市登野城）
旅館と兼営していた。2010年秋季頃より長期休館となった後、閉館した。建物は現存するものの、空き家となっている。旧称『八洲旅館ホステル』『八洲旅館』。
- 双葉荘（名護市東江）
旧称『双葉館』。別称『双葉荘ホステル』。
- 石垣氏邸ユースホステル（石垣市字新川）
建物はかつて琉球王朝時代の役人の屋敷であった施設を転用したもの。現在は国指定の名勝に指定されている。建物は現存するものの、宿泊施設としての営業は行っていない。旧称『石垣氏邸ホステル』。
- ユースホステル玉園荘（那覇市字安里）
民営宿泊施設と兼営していた。旧称『玉園荘』。
- 春海ユースホステル（那覇市泉崎）
1965年12月から1970年12月まで開館したユースホステル。『シティーフロント春海ユースホステル』との同族経営により運営されていた。
- ユースホステル奥武山（那覇市奥武山町）
建物は解体済み。
- ユースホステル羽地センター（名護市字真喜屋）
『羽地青少年野外活動センター』の建物の一部をユースホステルとして開放したもの。建物は既に解体済み。跡地は公園となっている。
- ユースホステル西表島みどり荘（八重山郡竹富町字上原）
民宿と兼営していた。現在も宿泊施設『民宿みどり荘』の名で営業中。
- トレック石垣島ユースホステル（石垣市字桃里）
2009年冬季頃より長期休館となった後、閉館した。建物は現在、放課後等デイサービス施設に転用されている。
- 宮古島ユースホステル（宮古島市平良字下里）
食堂と兼営していた。現在も宿泊施設『宮古島ゲストハウスタテッチャー』として営業中。
- 南恩納トロピカルユースホステル（国頭郡恩納村字恩納）
現在は宿泊施設『南恩納トロピカル』の名で営業中。

### ユースホステル一覧
新サイトデザイン
- 2013/03/07から

http://www.jyh.or.jp/japanyh.php
http://www.jyh.or.jp/japanyh.php - ウェイバックマシン
旧サイトデザイン
- 2001年から - 2013/01/08ぐらいまで正常に表示（以降は各地域のブロックで問題が出る）

http://www.jyh.or.jp/yhguide/ - ウェイバックマシン
直営ユースホステル一覧
- 2000年から - 2012年まで

http://www.jyh.gr.jp/ichiran.html - ウェイバックマシン

### 過去の「開館・休館・閉館」情報
2000年に記載されものまでたどり着ける。
- 2020/07/28発表分から - 2023/05/02時点

http://www.jyh.or.jp/news/index.php/topics/archives/148 - ウェイバックマシン
- 2016/12/01発表分から - 2019/08/07発表分まで

http://www.jyh.or.jp/news/index.php/topics/archives/85 - ウェイバックマシン
- 2013/03/06発表分から - 2016/05/09発表分まで

http://www.jyh.or.jp/news/index.php/topics/archives/5 - ウェイバックマシン
- 2000/11/2更新分から - 2013/03/10のキャプチャまで
（初期は文字化けする。2002/06/11のキャプチャからしない）

http://www.jyh.or.jp/saishin/joho01.htm - ウェイバックマシン